# Madrid de los Austrias

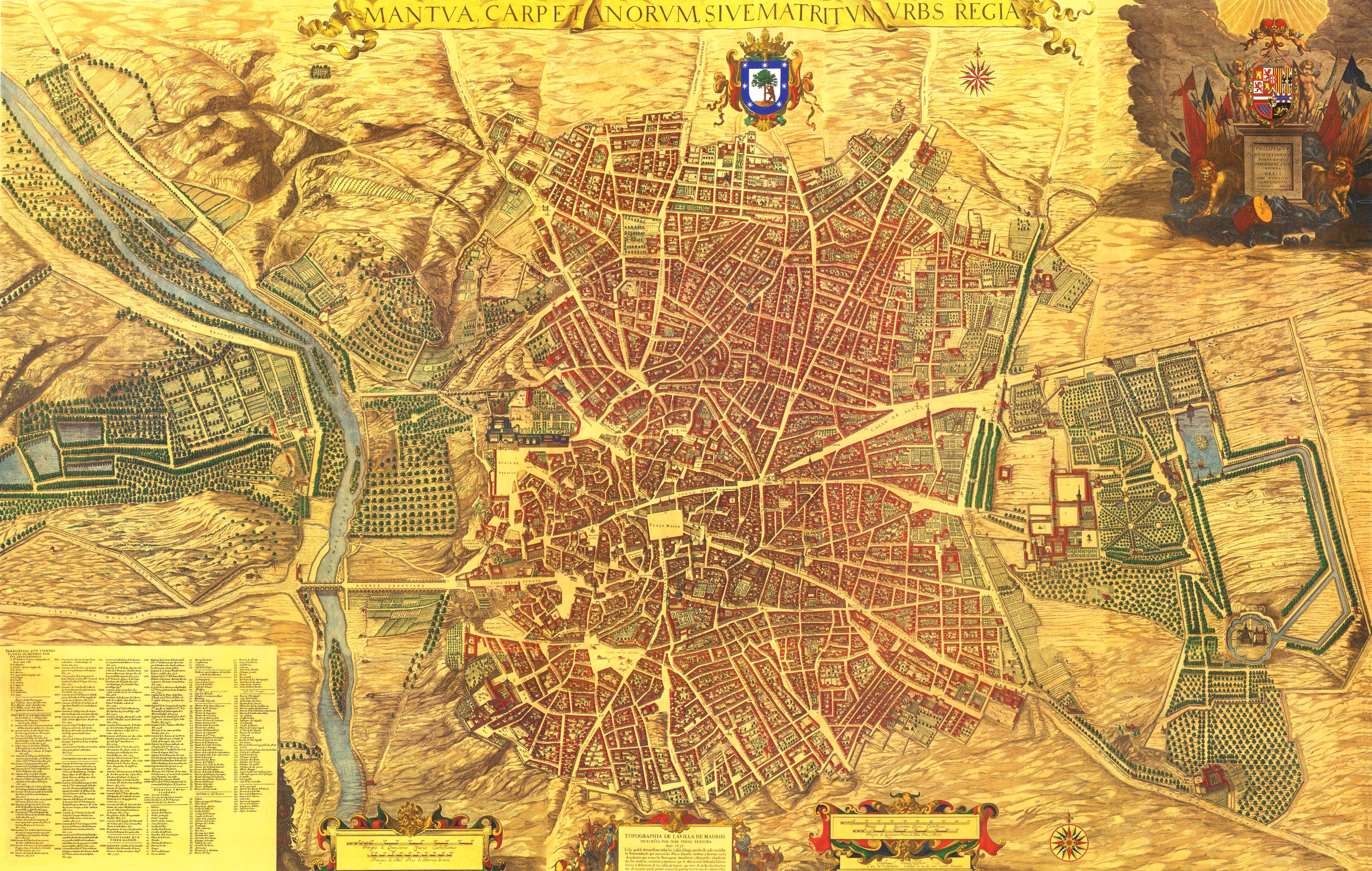
Plano de Madrid, realizado por Pedro Teixeira en 1656. En este año, ya estaba levantada la cerca de Felipe IV, que estableció los límites históricos del Madrid de los Austrias, al impedir el crecimiento de la ciudad hasta entrado el.

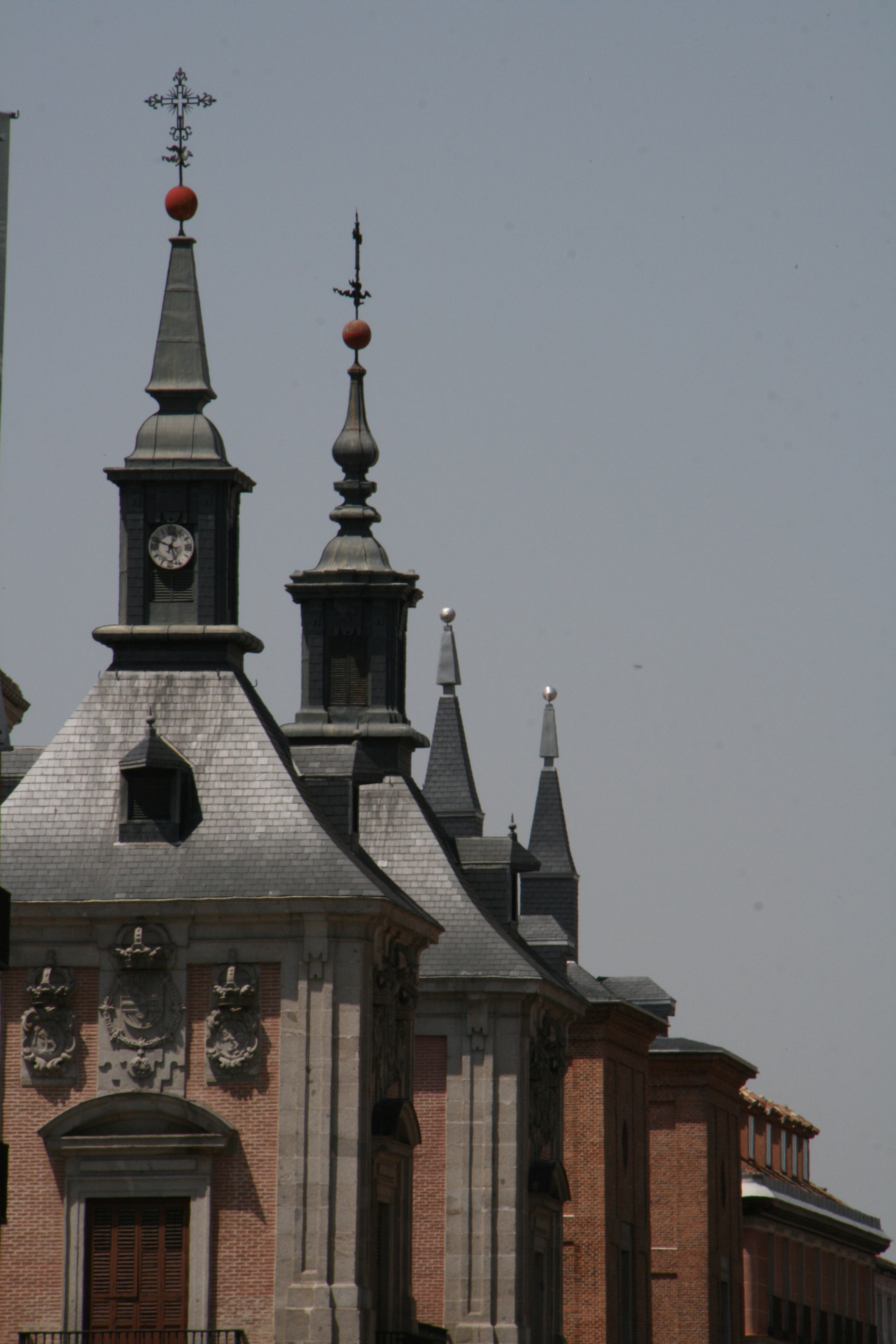
Chapiteles de la Casa de la Villa en la calle Mayor de Madrid.

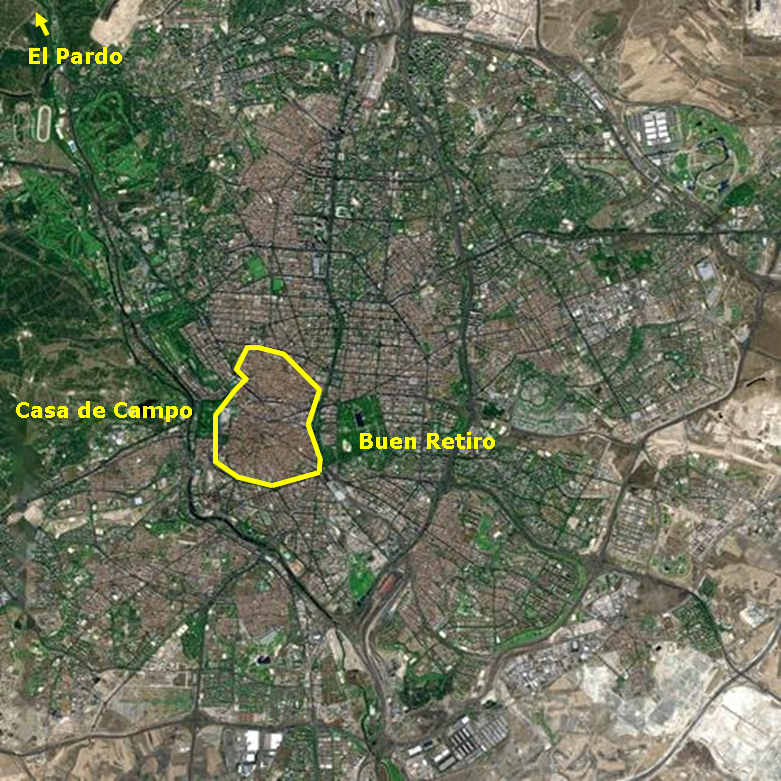
Localización del Madrid de los Austrias en una imagen satelital del casco urbano de la ciudad, tomada en 2002.

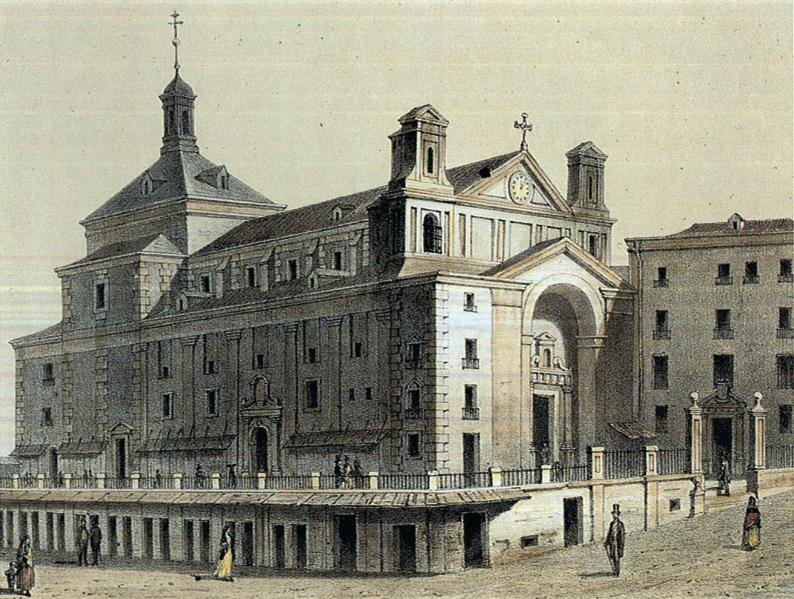
El Convento de San Felipe el Real en una xilografía de 1878. En la parte inferior del edificio, se aprecia la lonja, conocida como mentidero de la villa. Las covachuelas de la base eran utilizadas como puntos de venta de todo tipo de artículos. Fue construido en la primera mitad del en el solar que hoy ocupan las Casas de Cordero, en la embocadura de la calle Mayor.

Por Madrid de los Austrias, también llamado barrio de los Austrias, se conoce una amplia zona de la capital española, sin entidad administrativa, correspondiente al primitivo trazado medieval de la ciudad y a la expansión urbanística iniciada por los monarcas de la Casa de Austria, a partir de los reinados de Carlos I y, especialmente, de Felipe II, que, en el año 1561, estableció la Corte en Madrid. A efectos turísticos, el nombre se emplea para promocionar los conjuntos monumentales de una gran parte de los barrios administrativos de Sol y Palacio, que representa aproximadamente una cuarta parte de la citada zona. Además de su acepción geográfica, el término Madrid de los Austrias también tiene una acepción histórica. Según esta perspectiva, la expresión se emplea para designar la evolución, preferentemente urbanística, de la ciudad entre los reinados de Carlos I (r. 1516–1556), el primero de los Austrias, y Carlos II (r. 1665–1700), con el que se extinguió la rama española de esta dinastía. También se utiliza con notable frecuencia la denominación de Madrid antiguo para designar esta parte de la ciudad.

## Límites
Los límites del Madrid de los Austrias difieren significativamente según el punto de vista adoptado, ya sea histórico o turístico.

### Límites históricos

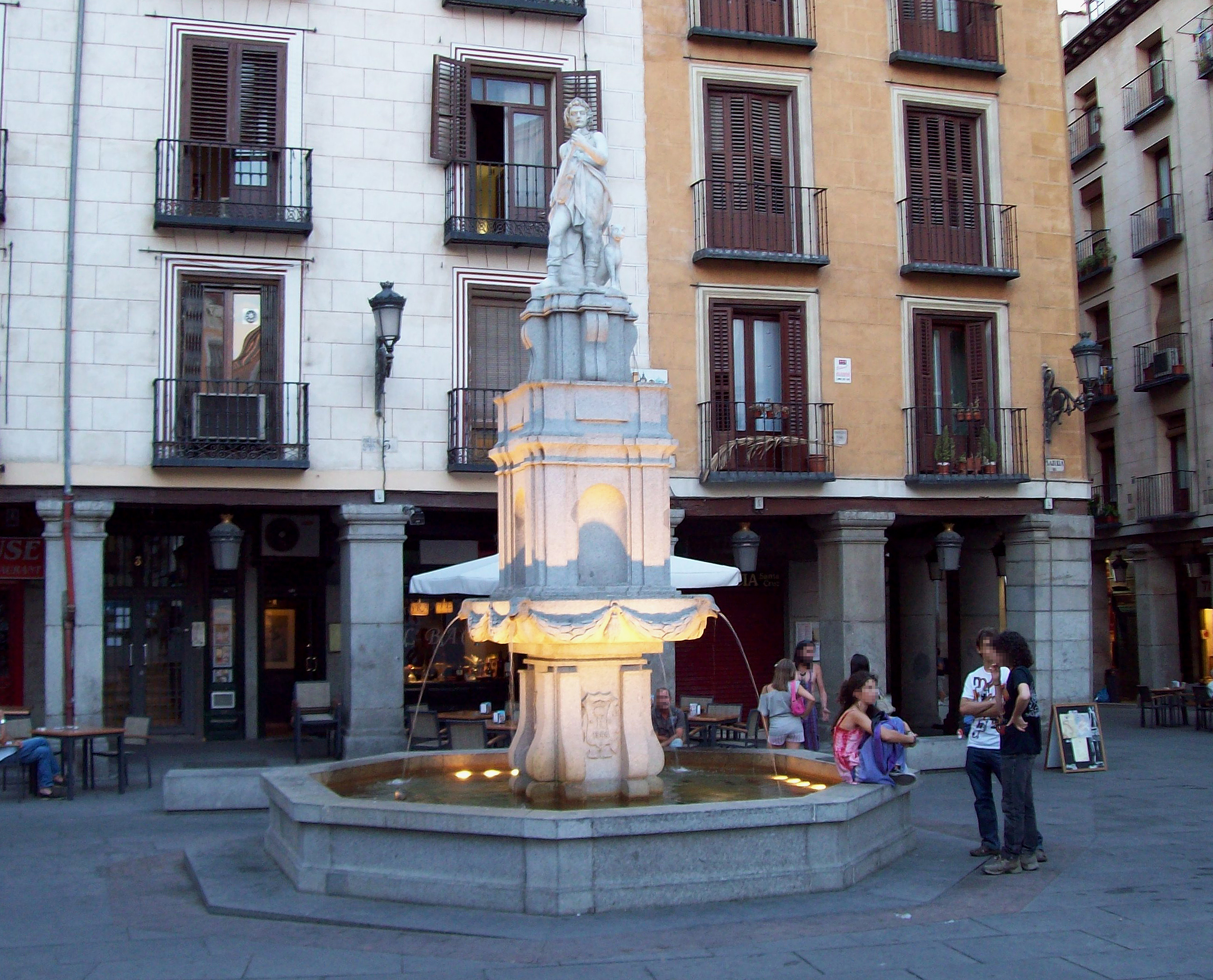
Fuente de Orfeo, en la plaza de la Provincia. Se trata de una reproducción del de la estructura original acabada en 1629.

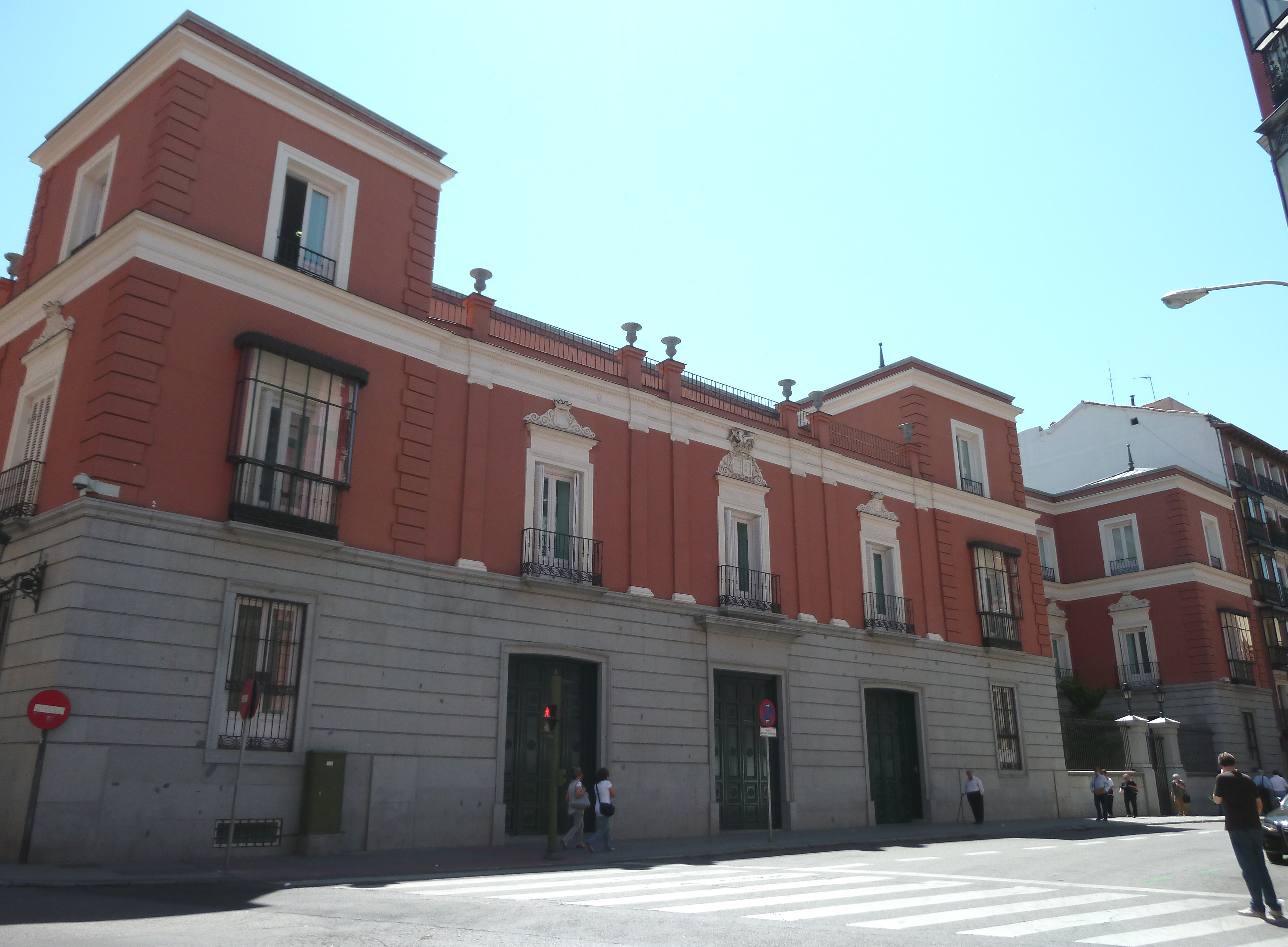
Palacio de Viana, del y transformado en el.

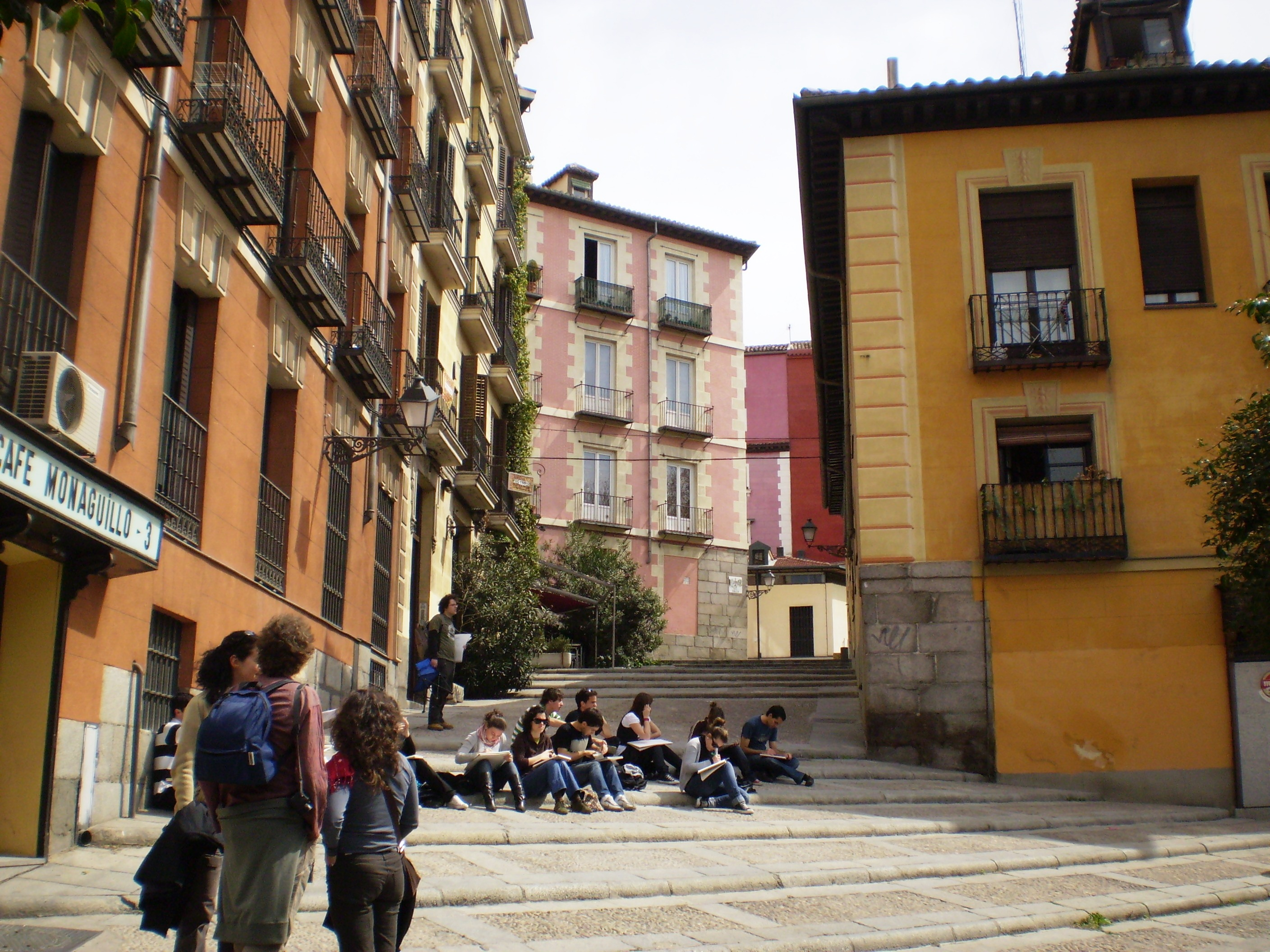
Vista de la calle del Conde, en la zona de influencia de la calle de Segovia, dentro del barrio administrativo de Palacio, que, junto con el de Sol, articula el recorrido turístico del Madrid de los Austrias.

Durante el reinado de Carlos I, Madrid estaba integrado por dos núcleos principales: el recinto comprendido dentro de la muralla cristiana, de origen medieval, y los arrabales. El casco urbano se extendía, de oeste a este, desde el Palacio Real hasta la Puerta del Sol; y, de norte a sur, desde la plaza de Santo Domingo hasta la plaza de la Cebada.
A partir de 1561, con la capitalidad, la ciudad creció de forma vertiginosa, expandiéndose principalmente hacia el este. El plano de Madrid realizado por Pedro Teixeira en el año 1656, casi un siglo después del establecimiento de la Corte, da una idea precisa de las dimensiones del casco urbano, en tiempos de Felipe IV (r. 1621–1665).
La villa estaba rodeada por una cerca, mandada construir por el citado monarca en el año 1625, levantada, hacia el norte, sobre las actuales calles de Génova, Sagasta, Carranza y Alberto Aguilera (conocidas popularmente como los bulevares); hacia el sur, sobre las rondas de Toledo, Valencia y Embajadores; hacia el este, sobre los paseos del Prado y Recoletos; y hacia el oeste, sobre los terraplenes del valle del río Manzanares.
Extramuros, se situaban los jardines, parajes agrestes y recintos palaciegos del Buen Retiro, en la parte oriental de la ciudad; de la Casa de Campo, en la occidental; y del El Pardo, en la noroccidental.
La cerca de Felipe IV sustituyó a una anterior, promovida por Felipe II (r. 1556–1598) y que enseguida quedó obsoleta. Fue erigida para detener el crecimiento desordenado que estaba experimentando la ciudad y actuó como una auténtica barrera urbanística, que limitó la expansión de la urbe hasta el siglo XIX. Fue derribada en 1868.
A grandes rasgos, el espacio comprendido dentro de la cerca de Felipe IV se corresponde en la actualidad con el distrito Centro. Su superficie es de 523,73 hectáreas y comprende los barrios administrativos de Cortes, Embajadores, Justicia, Palacio, Sol y Universidad.

### Límites turísticos
A diferencia de los límites históricos, perfectamente establecidos a través de la cerca de Felipe IV, la zona promocionada turísticamente como Madrid de los Austrias carece de una delimitación precisa. Se circunscribe a un ámbito sensiblemente menor, que comprende parcialmente los barrios administrativos de Sol y Palacio, pertenecientes al distrito Centro de la capital.
Se estaría hablando de las áreas de influencia de las calles Mayor, Arenal, Segovia, carrera de San Francisco, Bailén y Toledo y de las plazas de la Cebada, de la Paja, Mayor, Puerta del Sol y de Oriente, donde se hallan barrios y áreas sin entidad administrativa, como La Latina, Ópera o Las Vistillas.
Aquí se encuentran conjuntos monumentales construidos tanto en los siglos XVI y XVII, cuando reinó en España la dinastía Habsburgo, como en épocas anteriores y posteriores. Por lo general, todos ellos quedan incluidos en los itinerarios turísticos que utilizan la expresión Madrid de los Austrias. Es el caso de las iglesias medievales de san Nicolás de los Servitas y san Pedro el Viejo, de los siglos XII y XIV, respectivamente, y del Palacio Real, erigido en el siglo XVIII.
En orden inverso, existen monumentos promovidos por los Austrias no integrados en las citadas rutas, al situarse fuera de los barrios de Sol y Palacio. Algunos ejemplos son el Salón de Reinos y el Casón del Buen Retiro, que formaron parte del desaparecido Palacio del Buen Retiro, y los jardines homónimos.
También quedan excluidas de esta clasificación turística zonas de menor valor monumental, pero con un gran significado histórico en la época de los Austrias. Es el caso del barrio de las Letras, articulado alrededor de la calle de las Huertas, donde coincidieron algunos de los literatos más destacados del Siglo de Oro español, tales como Lope de Vega, Miguel de Cervantes o Francisco de Quevedo; o de la Casa de Campo, concebida por Felipe II como una finca de recreo y reserva de caza.

## Evolución histórica
En la primera mitad del siglo XVI, antes de su designación como capital, Madrid era una villa de tamaño medio entre las urbes castellanas, con cierta relevancia social e influencia política. Tenía entre 10 000 y 20 000 habitantes y formaba parte del grupo de dieciocho ciudades que disfrutaban del privilegio de tener voz y voto en las Cortes de Castilla.
Había acogido en numerosas ocasiones las Cortes del Reino y, desde la época de los Trastámara, era frecuentada por la monarquía, atraída por su riqueza cinegética. Además, uno de sus templos religiosos, San Jerónimo el Real, fue elegido por la monarquía como escenario oficial del acto de jura de los príncipes de Asturias como herederos de la Corona. El primero en hacerlo fue Felipe II (18 de abril de 1528), que treinta y tres años después fijaría la Corte en Madrid, y la última, Isabel II (20 de junio de 1883).

### Reinado de Carlos I

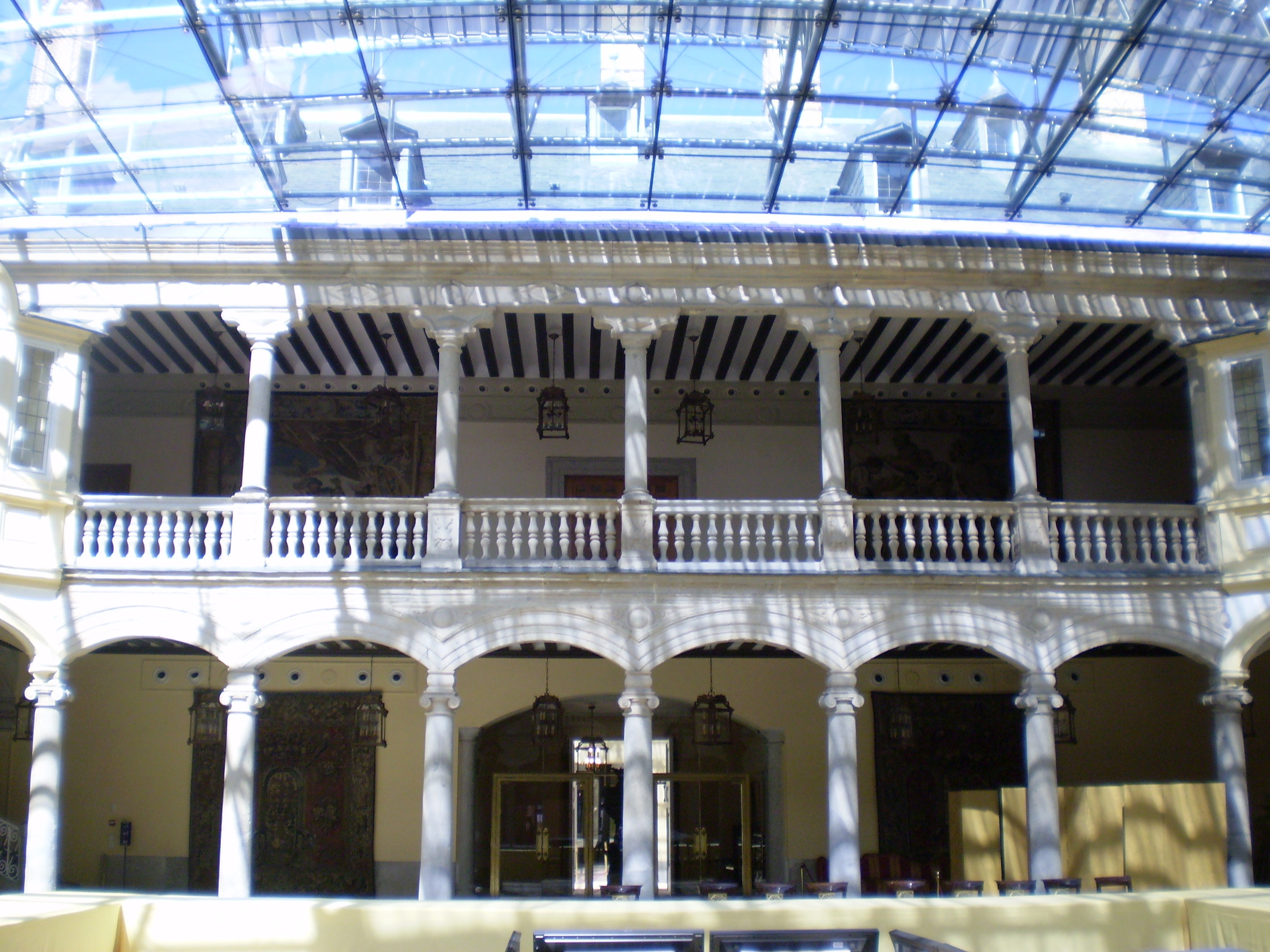
Patio de los Austrias del Palacio Real de El Pardo, fruto de las obras impulsadas por Carlos I en el primitivo castillo de El Pardo. Es de estilo renacentista.

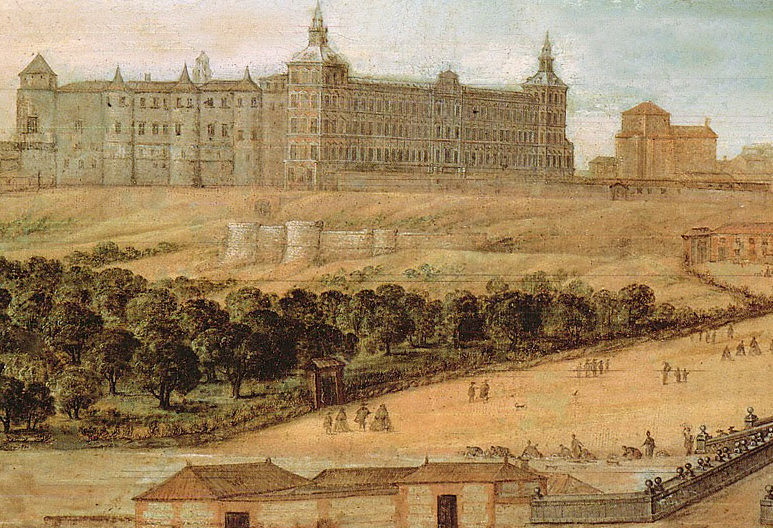
Pintura del del Real Alcázar de Madrid, que el emperador Carlos I ordenó ampliar hasta duplicar su superficie original.

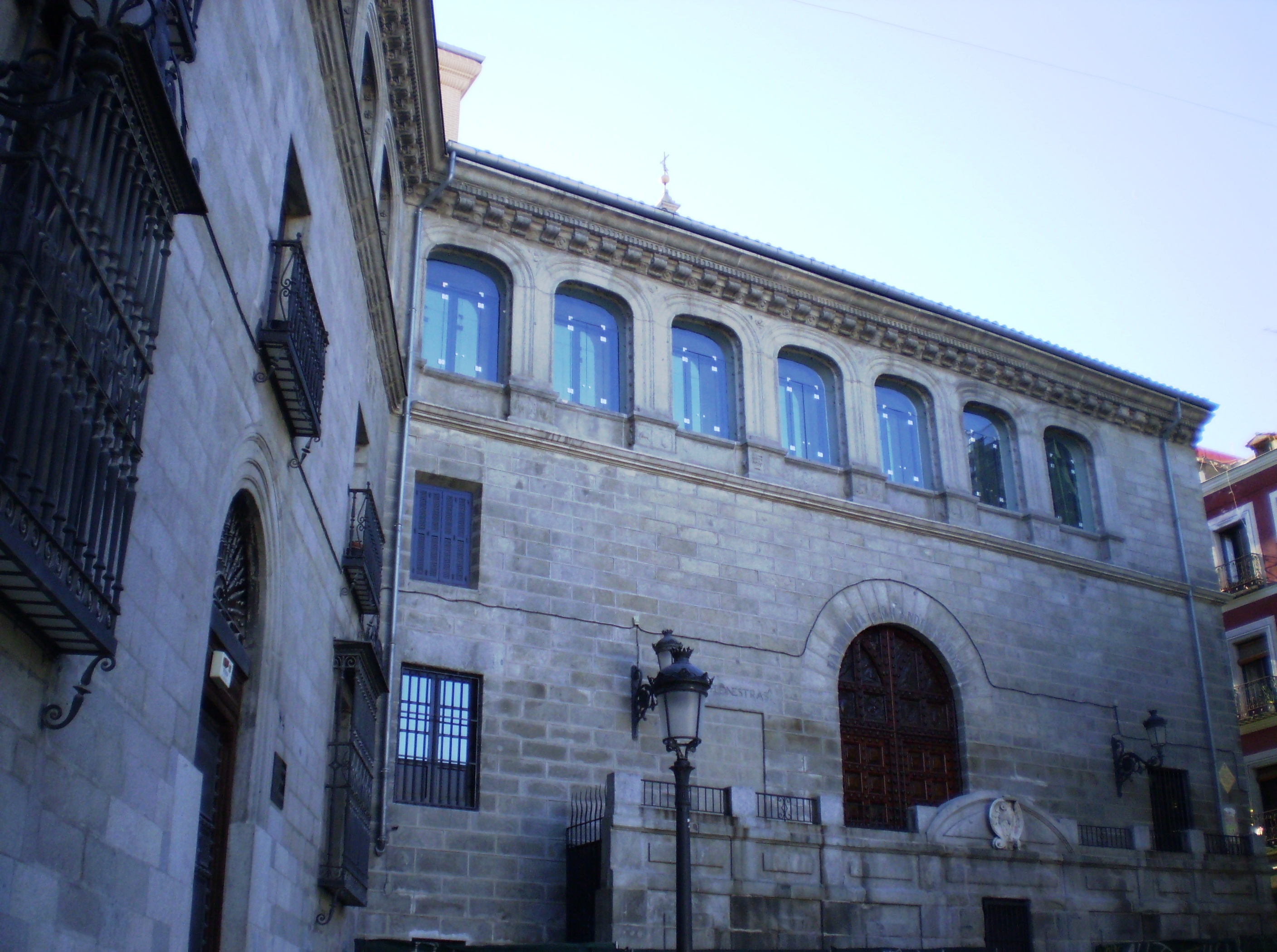
Fachada septentrional, de estilo renacentista, de la Capilla del Obispo. Está situada en la plaza de la Paja.

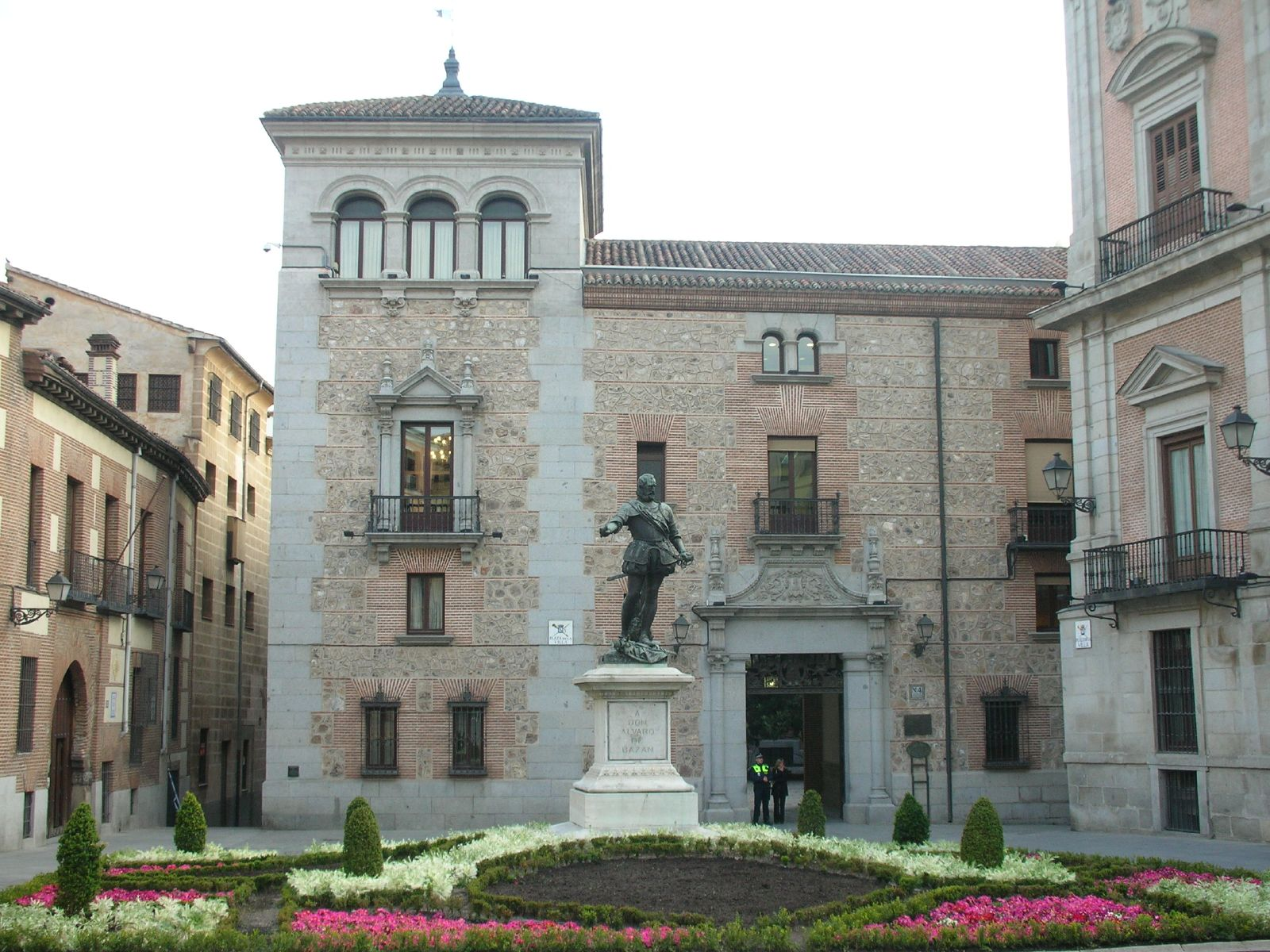
Fachada septentrional de la Casa de Cisneros (1537), orientada a la plaza de la Villa.

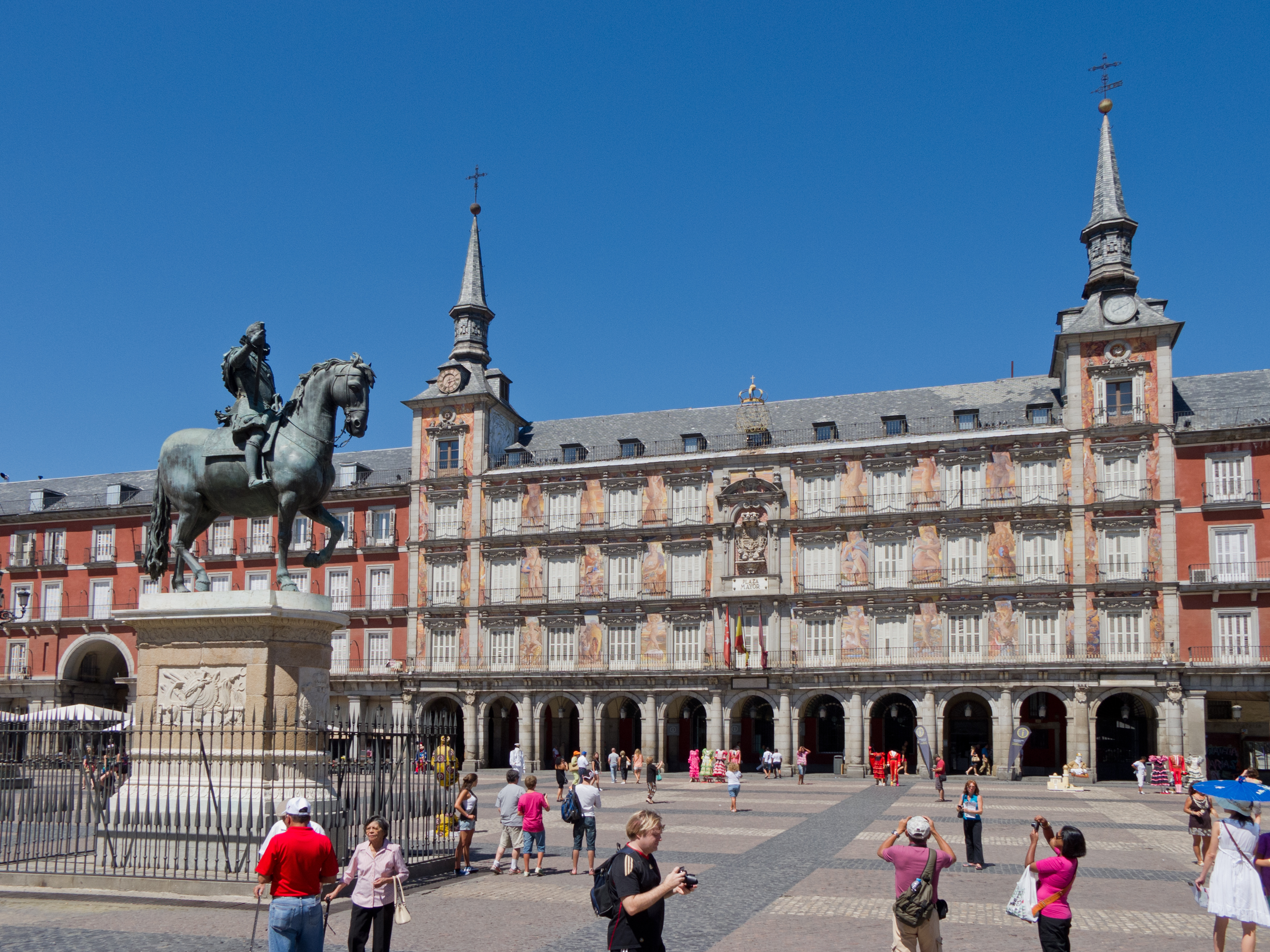
La Casa de la Panadería, en la plaza Mayor, empezó a construirse en tiempos de Felipe II y se concluyó durante el reinado de Felipe III, cuya estatua ecuestre, obra de Juan de Bolonia y Pietro Tacca, aparece a la izquierda.

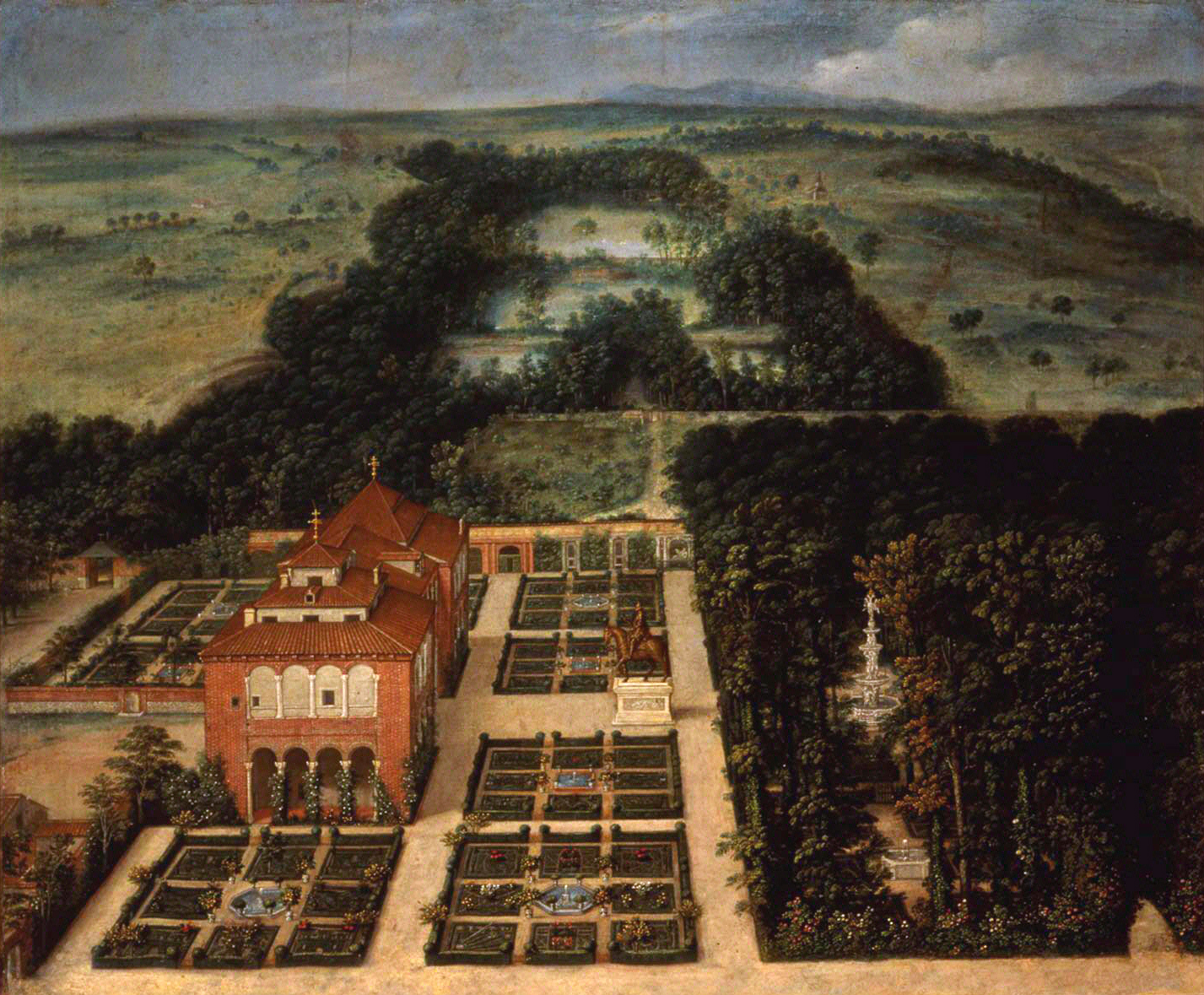
Aspecto de la Casa de Campo hacia 1634, en una pintura de Félix Castelo. El palacete, jardines y paraje agreste fueron utilizados por Felipe II como lugar de recreo y caza.

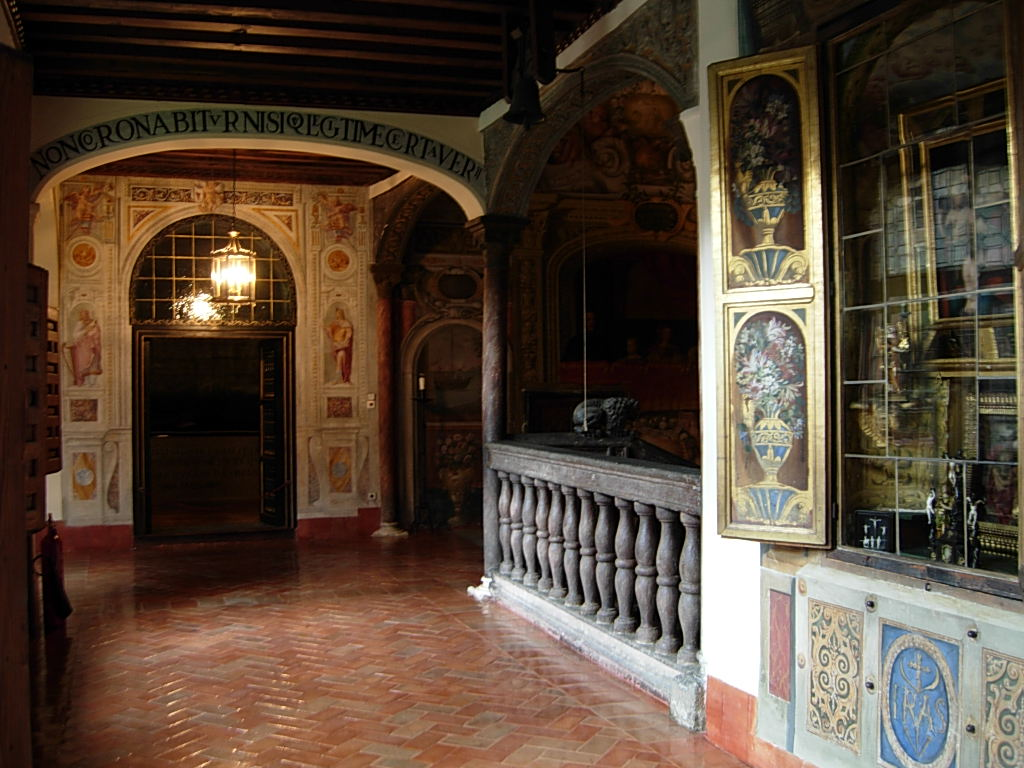
Interior del Monasterio de las Descalzas Reales, fundado en 1559 por Juana de Austria, hermana de Felipe II.

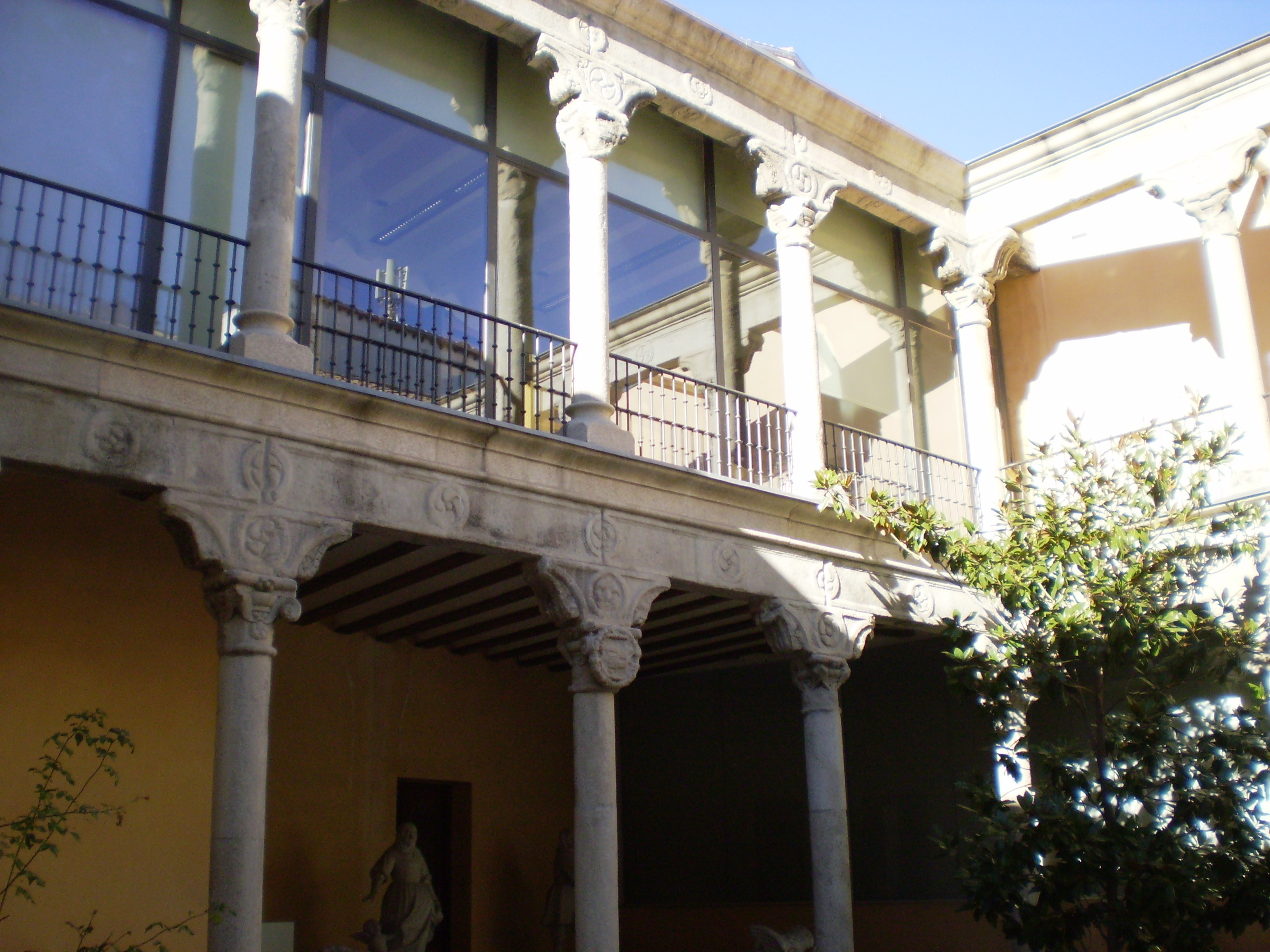
Patio renacentista del Palacio de los condes de Paredes de Nava, sede del Museo de los Orígenes, edificado en la primera mitad del.

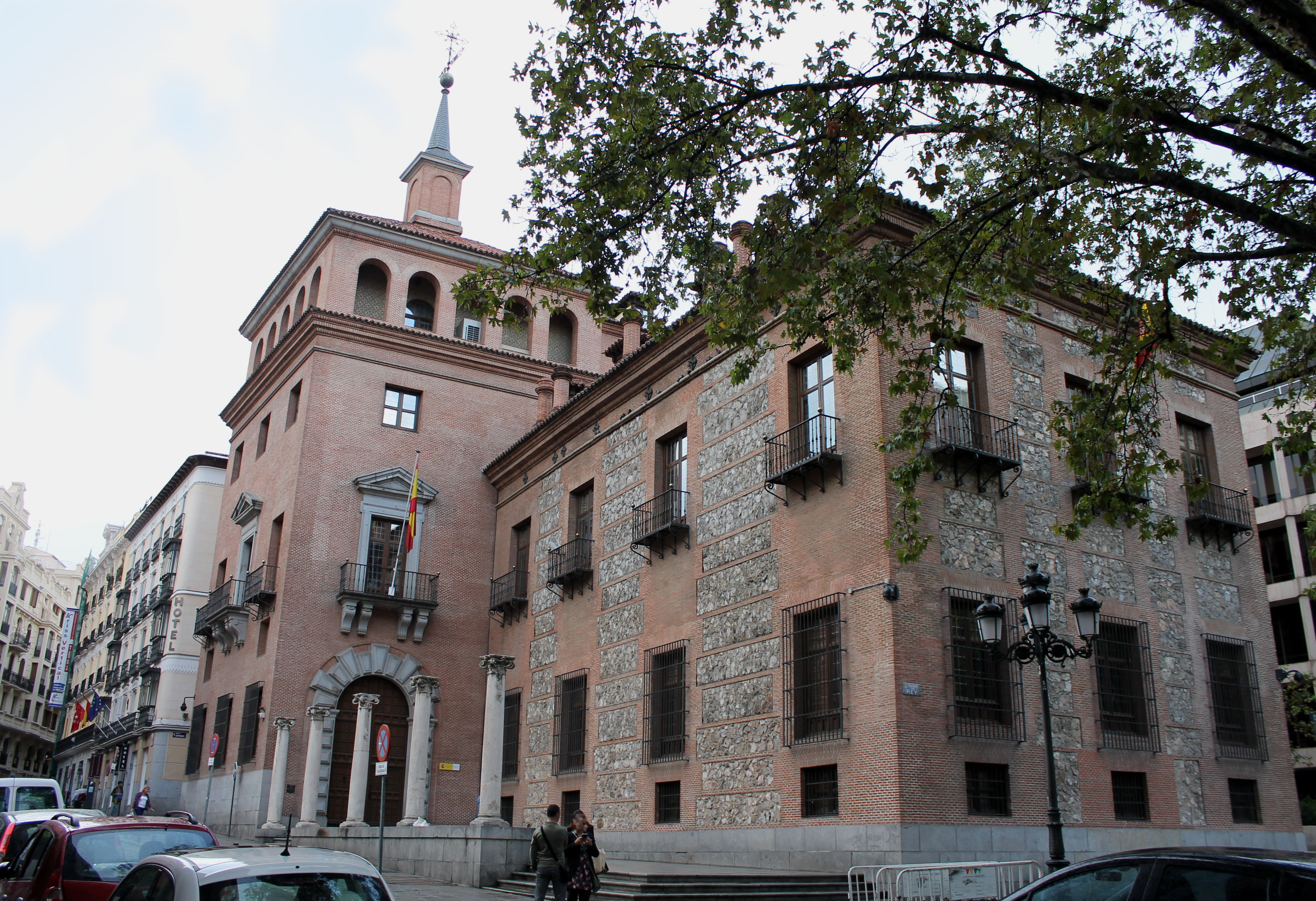
Exterior de la Casa de las Siete Chimeneas, actual sede del Ministerio de Cultura, uno de los escasos edificios civiles del que se conservan en Madrid.

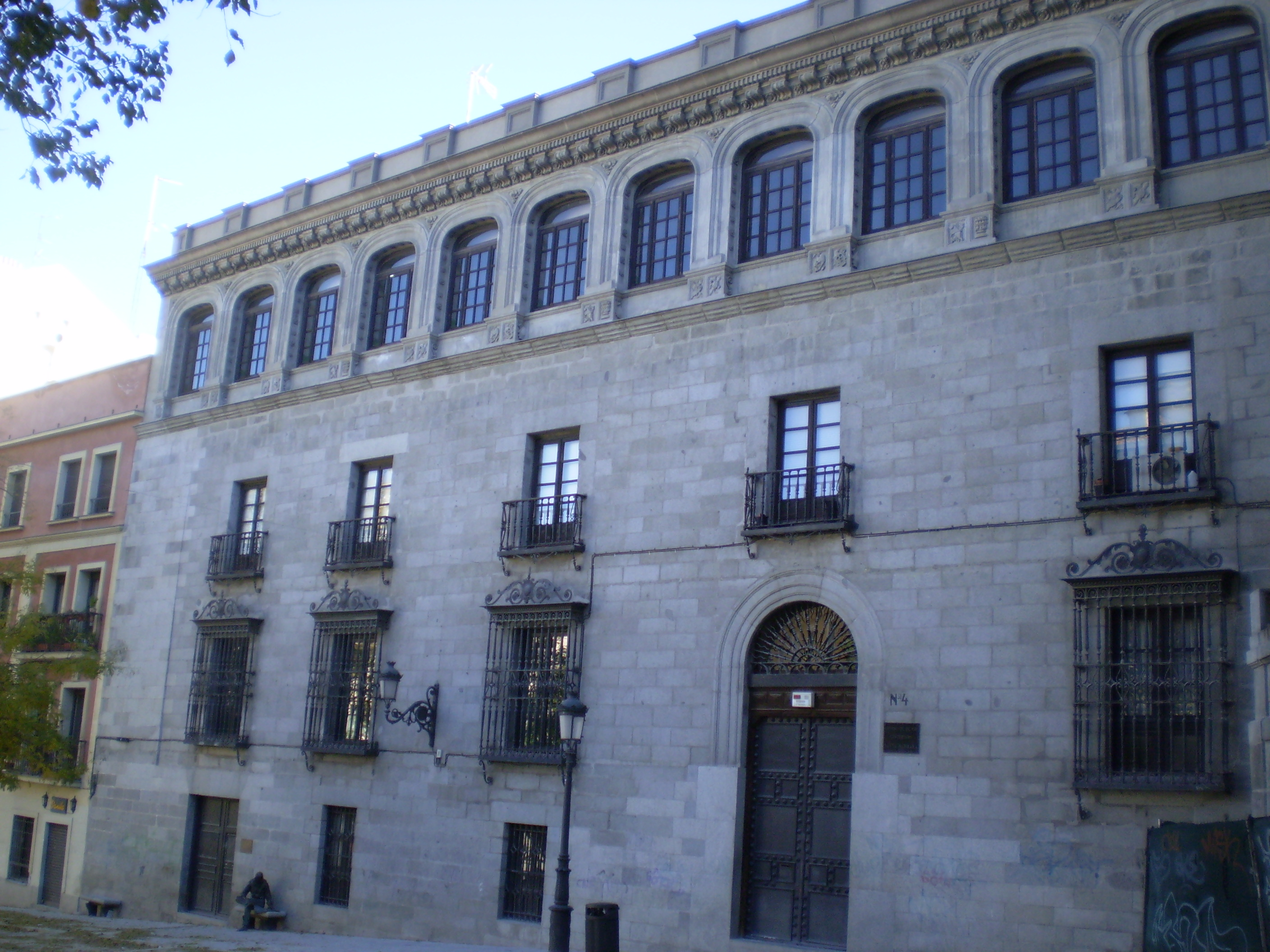
Fachada del Palacio de los Vargas, en la plaza de la Paja.

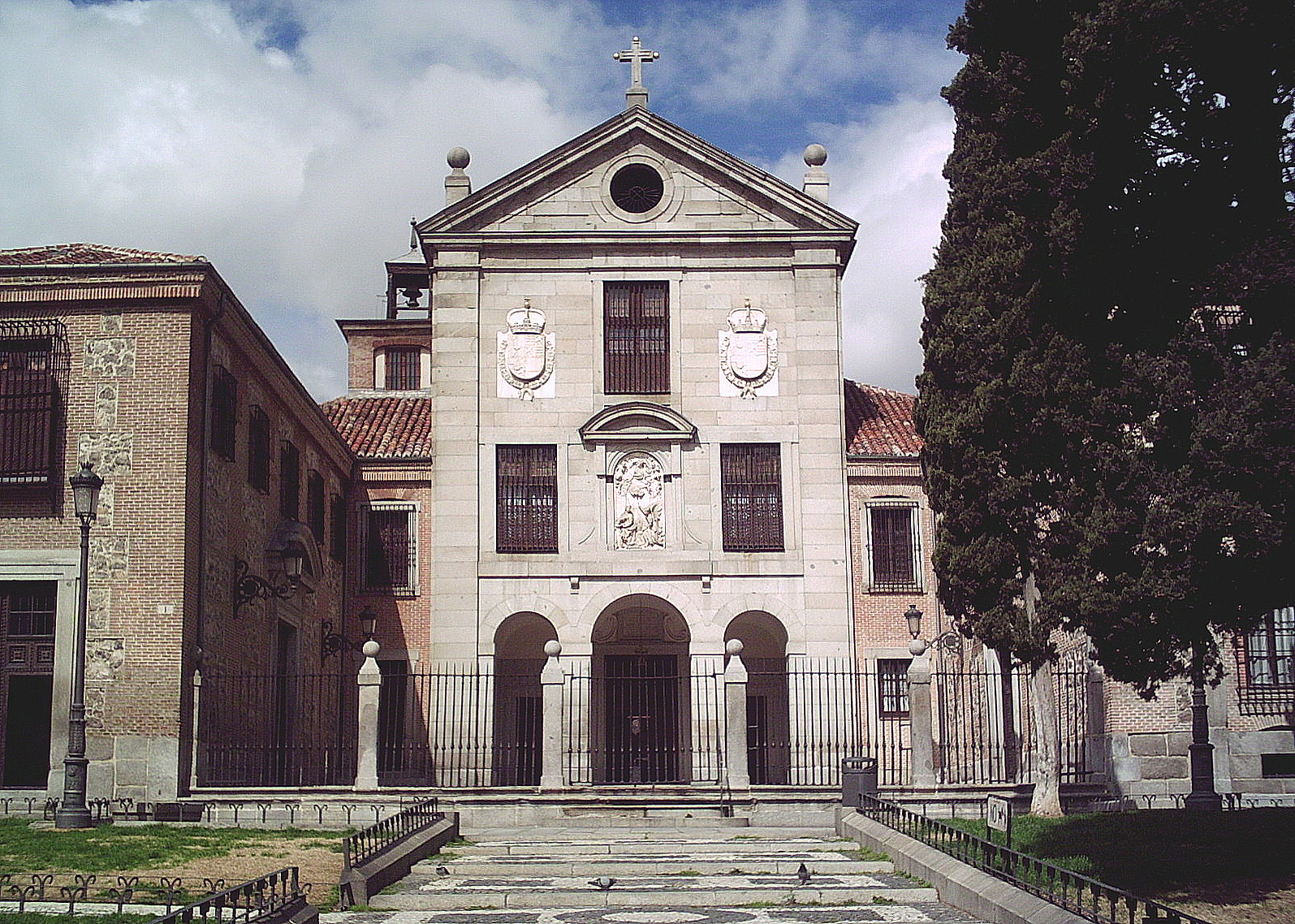
Fachada principal del Real Monasterio de la Encarnación, diseñada por el arquitecto Juan Gómez de Mora.

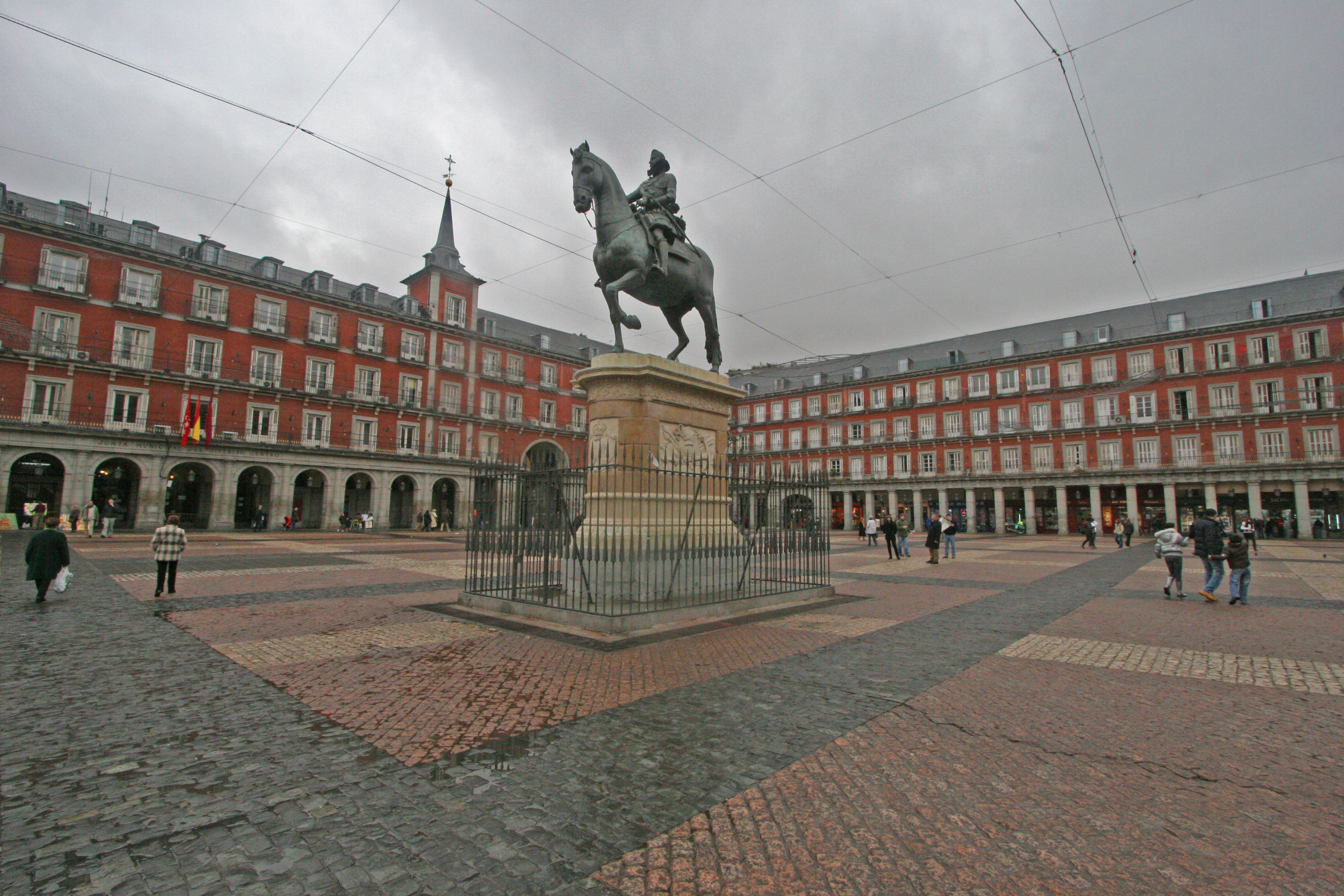
Vista de la plaza Mayor, con la Casa de la Carnicería a la izquierda. El recinto fue concluido por Felipe III, quien transformó el proyecto inicial de Felipe II.

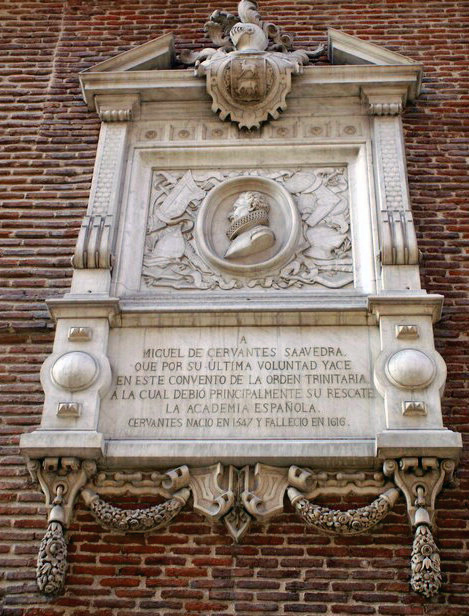
Placa instalada en el Convento de las Trinitarias Descalzas, en la que se recuerda que en este lugar fue enterrado Miguel de Cervantes.

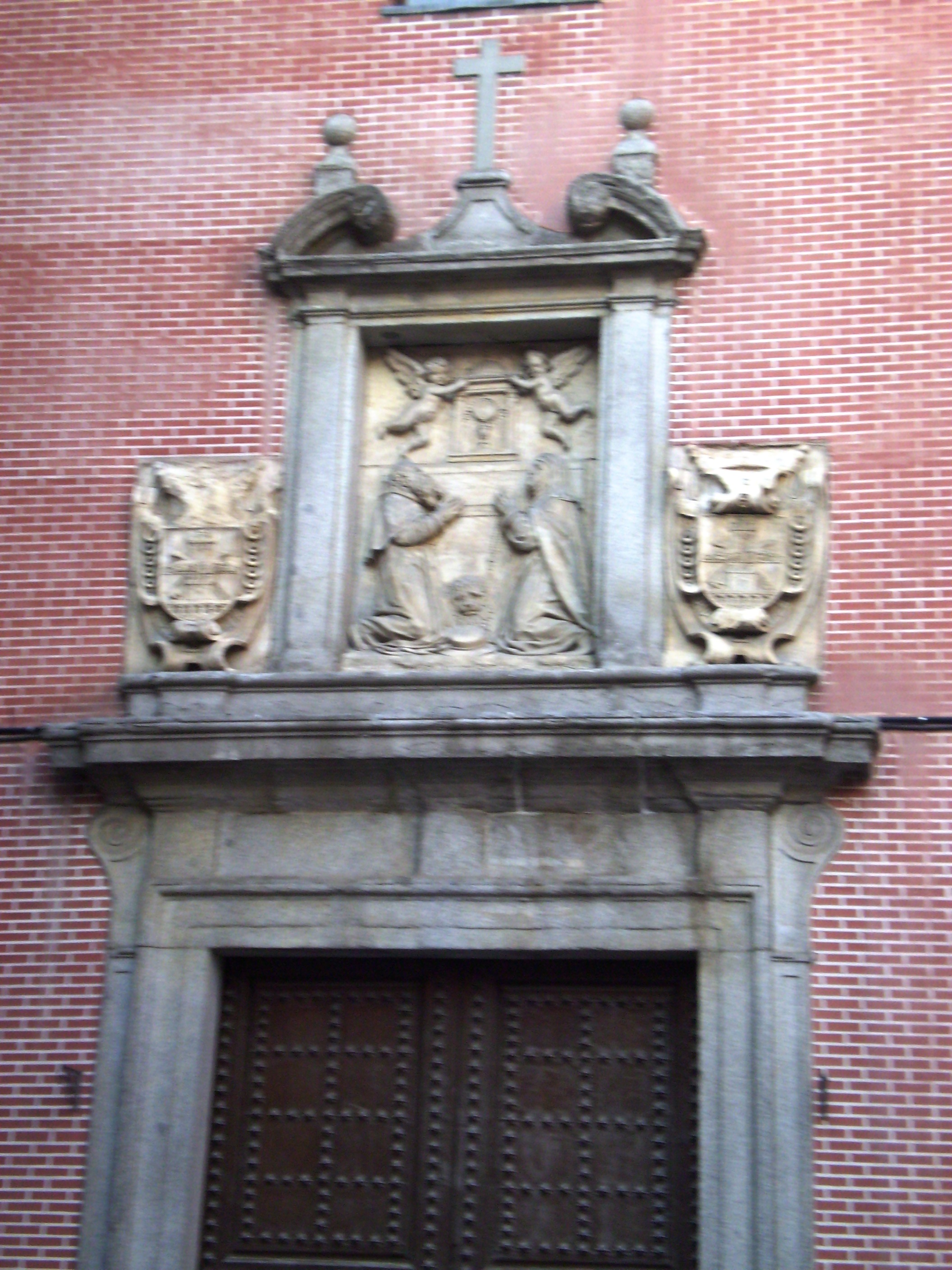
Portada del Monasterio del Corpus Christi o de las Carboneras, fundado en 1611. Se encuentra en la plaza del conde de Miranda.

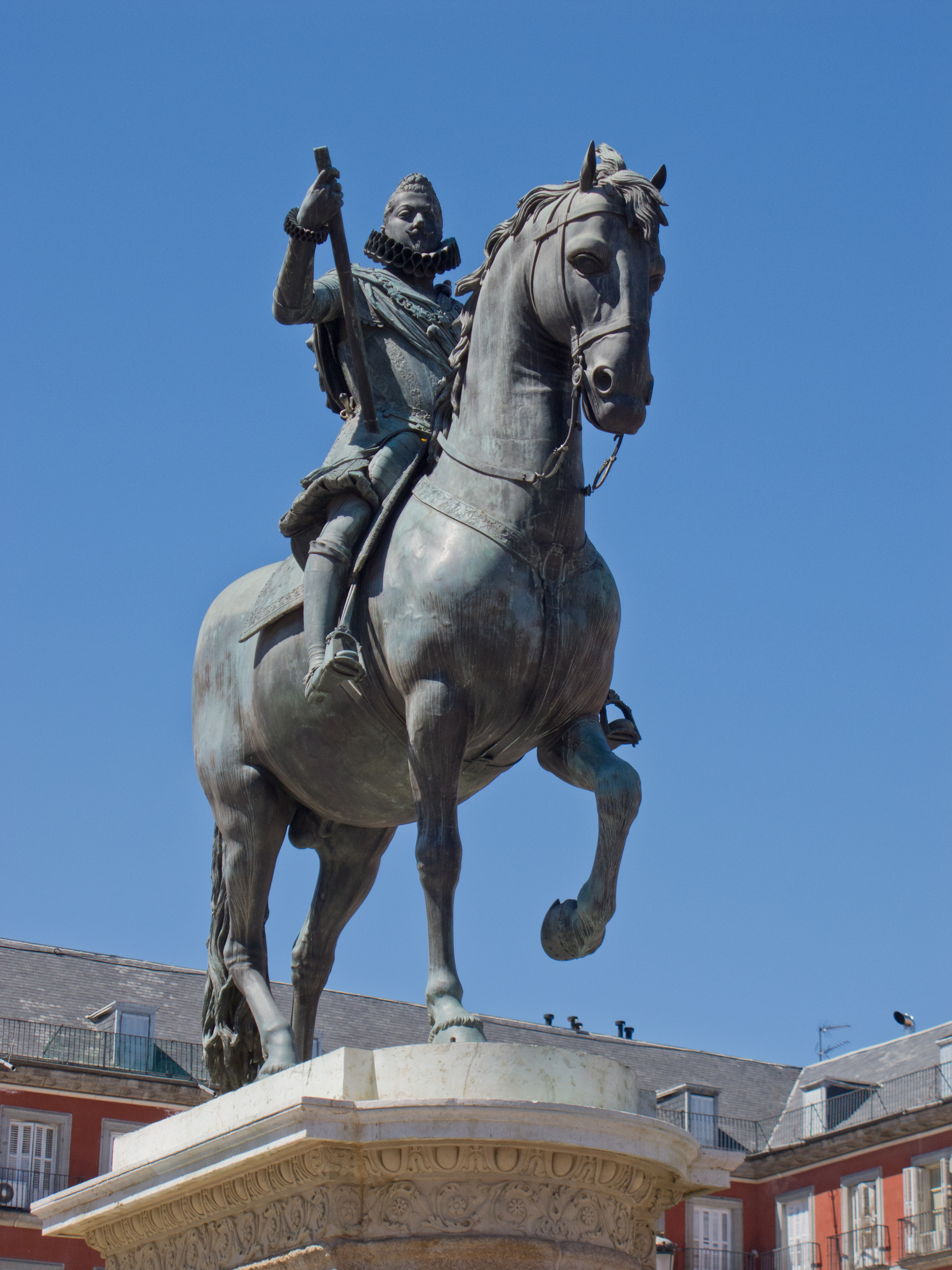
Estatua ecuestre de Felipe III, obra de Juan de Bolonia y Pietro Tacca, finalizada en 1616.

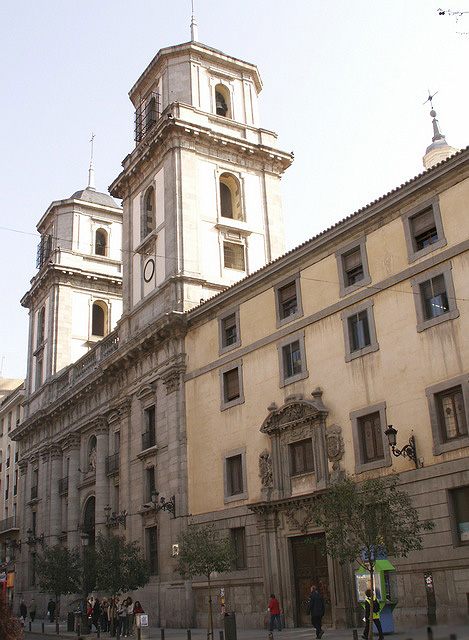
Fachada principal de la Colegiata de San Isidro. A la derecha se sitúa el edificio del antiguo Colegio Imperial de la Compañía de Jesús.

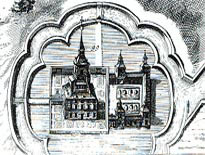
Detalle del plano de Madrid de Pedro Teixeira (1656), donde se observa la Ermita de San Antonio de los Portugueses.

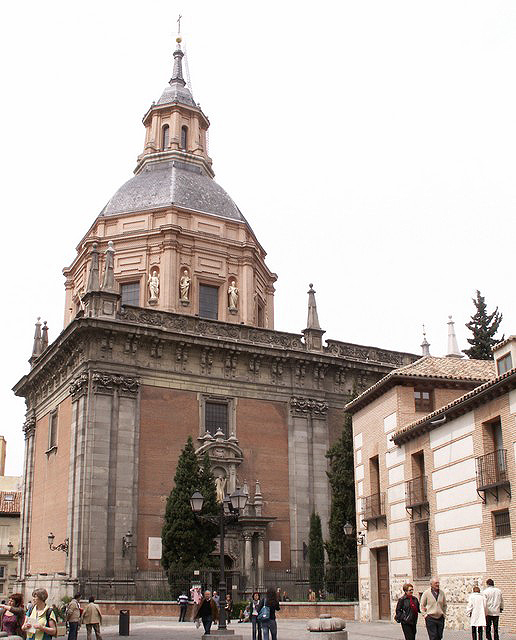
Capilla de San Isidro, dentro del complejo parroquial de San Andrés. A la derecha, se aprecia parcialmente la fachada del Palacio de los condes de Paredes de Nava, actual Museo de los Orígenes.

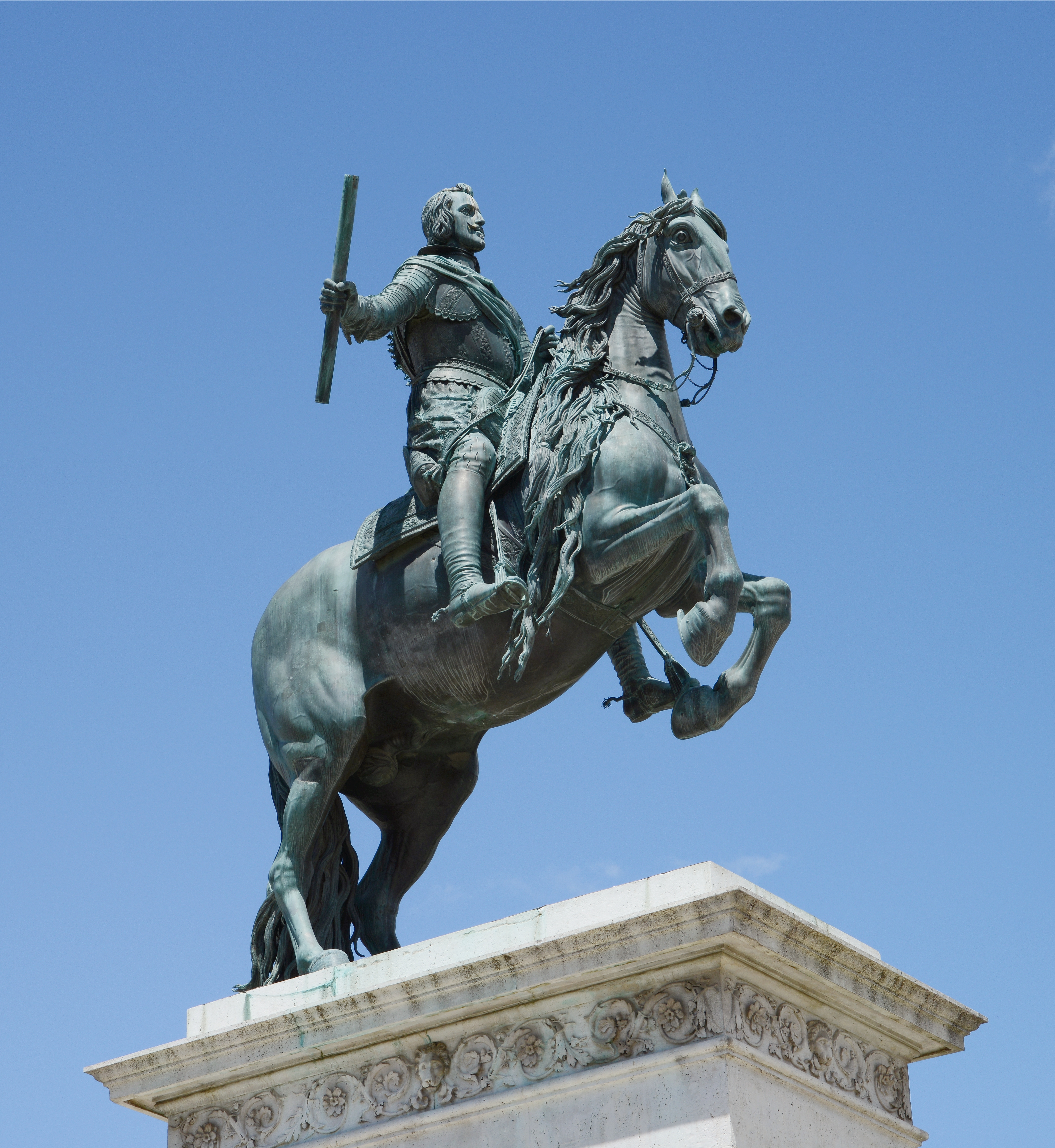
Estatua ecuestre de Felipe IV, obra de Pietro Tacca, en su actual ubicación de la plaza de Oriente.

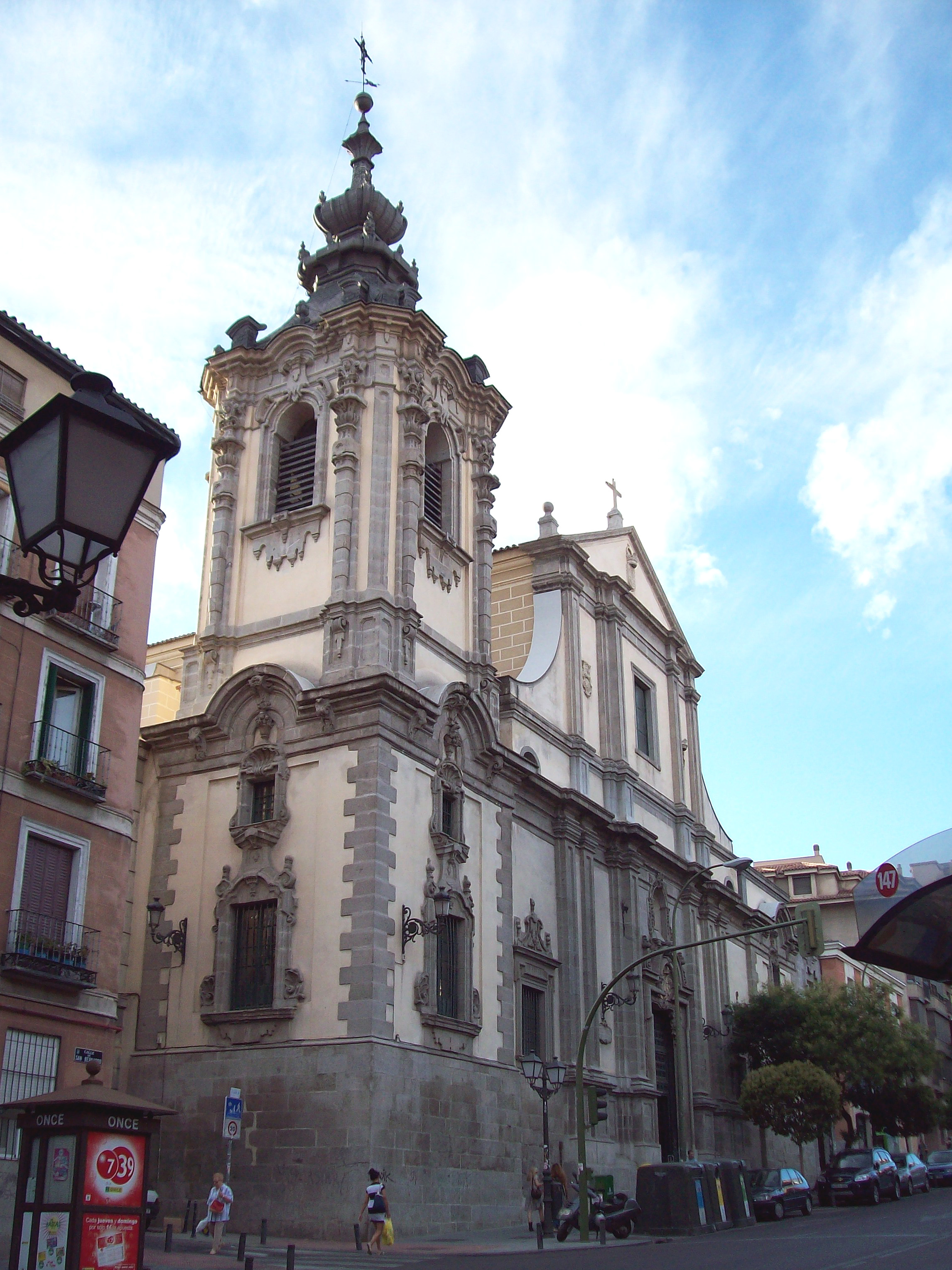
Iglesia de Nuestra Señora de Montserrat, en la calle de San Bernardo.

Carlos I (r. 1516–1556), el primer monarca de la Casa de Austria, mostró un interés especial por la villa, tal vez con la intención de establecer de forma definitiva la Corte en Madrid. Así sostiene el cronista Luis Cabrera de Córdoba (1559–1623), en un escrito referido a Felipe II:

El Rey Católico [por Felipe II], juzgando incapaz la habitación de la ciudad de Toledo, ejecutando el deseo que tuvo el emperador su padre [por Carlos I] de poner su Corte en la Villa de Madrid, determinó poner en Madrid su real asiento y gobierno de su monarquía.

El emperador impulsó diferentes obras arquitectónicas y urbanísticas en Madrid. A él se debe la conversión del primitivo castillo de El Pardo en palacio, situado en las afueras del casco urbano. Las obras, dirigidas por el arquitecto Luis de Vega, se iniciaron en 1547 y concluyeron en 1558, durante el reinado de Felipe II. De este proyecto solo se conservan algunos elementos que, como el Patio de los Austrias, quedaron integrados en la estructura definitiva del Palacio Real de El Pardo, fruto de la reconstrucción llevada a cabo en el siglo XVIII, tras el incendio de 1604.
Otro de los edificios que el monarca ordenó reformar fue el Real Alcázar de Madrid, un castillo de origen medieval, que fue pasto de las llamas en 1734 y en cuyo solar se levanta en la actualidad el Palacio Real. Duplicó su superficie con diferentes añadidos, entre los que destacan el Patio y las Salas de la Reina y la llamada Torre de Carlos I, a partir de un diseño de Luis de Vega y Alonso de Covarrubias.
Entre los proyectos urbanísticos promovidos por Carlos I, figura la demolición de la Puerta de Guadalaxara, el acceso principal de la antigua muralla cristiana de Madrid, y su sustitución por una más monumental, con tres arcos. Fue levantada hacia 1535 a la altura del número 49 de la actual calle Mayor y el 2 de septiembre de 1582 desapareció en un incendio.
Durante su reinado, se inauguraron algunos templos religiosos, entre ellos el santuario de Nuestra Señora de Atocha, que data de 1523. Fue derribado en 1888, ante su mal estado, y reconstruido como basílica en el siglo XX.
En 1541, se dispuso la ampliación de la Iglesia de San Ginés, situada en la calle del Arenal, mediante un anejo parroquial en la calle de la Montera, que recibió el nombre de San Luis Obispo. Abrió sus puertas en 1689, en tiempos de Carlos II, y fue incendiado en 1935. Solo se conserva su fachada principal, que fue trasladada e integrada en la estructura de la Iglesia de Nuestra Señora del Carmen, en la calle del Carmen.
El Convento de San Felipe el Real, de 1547, fue uno de los puntos de encuentro más importantes del Madrid de los Austrias. Su lonja recibió el sobrenombre de mentidero de la villa, por los rumores que allí se fraguaban. El edificio, destruido en 1838, poseía un relevante claustro renacentista, compuesto por 28 arcos en cada una de sus dos galerías.
Otro templo de la época es la Iglesia de San Sebastián (1554–1575), que tuvo que ser reconstruida tras ser alcanzada por una bomba durante la Guerra Civil.
La Capilla del Obispo es, sin duda, la construcción religiosa de mayor interés arquitectónico llevada a cabo en Madrid, en tiempos de Carlos I. Fue levantada entre 1520 y 1535, como un anejo de la iglesia medieval de San Andrés. Responde a una iniciativa de la familia de los Vargas, una de las más poderosas del Madrid medieval y renacentista. Debe su nombre a Gutierre de Vargas y Carvajal, obispo de Plasencia, su principal impulsor.
En el terreno social, el religioso Antón Martín creó en 1552 el Hospital de Nuestra Señora del Amor de Dios, que estuvo en la calle de Atocha, cerca de la plaza que lleva el nombre de su fundador.
En 1529, Carlos I ordenó que el Real Hospital de la Corte, de carácter itinerante ya que acompañaba a la Corte en sus desplazamientos, quedara establecido de forma fija en Madrid. Su edificio, conocido como Hospital del Buen Suceso, estaba integrado por un recinto hospitalario y una iglesia, que fueron concluidos en 1607. A mediados del siglo XIX, se procedió a su derribo dentro de las obras de ampliación de la Puerta del Sol, donde se encontraba.
En cuanto a las residencias palaciegas, cabe mencionar la de Alonso Gutiérrez de Madrid, tesorero del emperador, cuya estructura fue aprovechada, durante el reinado de Felipe II, para la fundación del Monasterio de las Descalzas Reales. Recientes intervenciones en este edificio han puesto al descubierto elementos originales del patio principal del citado palacio.
El Palacio de los condes de Paredes de Nava o Casa de San Isidro, donde tiene sus instalaciones el Museo de los Orígenes, se encuentra en la plaza de San Andrés. Fue construido en el solar de un antiguo edificio donde, según la tradición, vivió Iván de Vargas, quien, en el siglo XI, dio alojamiento y trabajo a san Isidro. Data de la primera mitad del siglo XVI.
Por su parte, la Casa de Cisneros data del año 1537 y está construida en estilo plateresco. Situada entre la calle del Sacramento y la plaza de la Villa, su primer propietario fue Benito Jiménez de Cisneros, sobrino del cardenal Cisneros (1436–1517), de quien toma su nombre.

### Reinado de Felipe II
En 1561, Felipe II (r. 1556–1598) estableció la Corte en Madrid. Tal designación provocó un aumento de la población vertiginoso: de los 10 000/20 000 habitantes que podía haber en la villa antes de la capitalidad se pasó a 35 000/45 000 en el año 1575 y a más de 100 000 a finales del siglo XVI.
Para hacer frente a este crecimiento demográfico, el Concejo de Madrid, respaldado por la Corona, elaboró un proyecto de ordenación urbanística, consistente en la alineación y ensanchamiento de calles, el derribo de la antigua muralla medieval, la adecuación de la plaza del Arrabal (antecedente de la actual plaza Mayor) y la construcción de edificios públicos como hospitales, hospicios, orfanatos, instalaciones de abastos y templos religiosos.
Felipe II puso al frente de este plan al arquitecto Juan Bautista de Toledo. Sin embargo, la falta de medios y lentitud burocrática del consistorio y el desinterés mostrado por la Corona en la aportación de recursos ralentizaron su desarrollo. La consecuencia fue un crecimiento urbano rápido y desordenado, que se realizó preferentemente hacia el este del centro histórico, dada la accidentada orografía de la parte occidental, orientada a los barrancos y terraplenes del valle del río Manzanares.
Los nuevos edificios se construyeron siguiendo la dirección de los caminos que partían de la villa y, a su alrededor, surgió un entramado de calles estrechas, aunque dispuestas hipodámicamente. El que conducía hasta Alcalá de Henares (hoy calle de Alcalá) vertebró el crecimiento urbano hacia el este, al igual que el camino que llevaba a San Jerónimo el Real, sobre el que se originó la carrera de San Jerónimo. Por el sudeste, la expansión tomó como eje principal el camino del santuario de Nuestra Señora de Atocha (actual calle de Atocha).
Hacia el sur, las nuevas casas se alinearon alrededor del camino de Toledo (calle de Toledo) y, por el norte, la referencia urbanística estuvo marcada por los caminos de Hortaleza y de Fuencarral (con sus respectivas calles homónimas), si bien hay que tener en cuenta que, en estos dos lados de la ciudad, el crecimiento fue más moderado.
Antes de la capitalidad, en 1535, la superficie de Madrid era de 72 hectáreas, cifra que aumentó hasta 134 en 1565, solo cuatro años después de establecerse la Corte en la villa. A finales del reinado de Felipe II, el casco urbano ocupaba 282 hectáreas y tenía unos 7590 inmuebles, tres veces más que en 1563 (2250), al poco tiempo de la designación de Madrid como capital.
La intensa actividad inmobiliaria de este periodo no fue suficiente para satisfacer la demanda de viviendas, por parte de cortesanos y sirvientes de la Corona. Tal situación llevó al monarca a promulgar el edicto conocido como Regalía de Aposento, mediante el cual los propietarios de inmuebles de más de una planta estaban obligados a ceder una de ellas a una familia cortesana.
Este decreto favoreció el desarrollo de las llamadas casas a la malicia, un tipo de vivienda con el que sus propietarios intentaban evitar el cumplimiento de la norma, mediante diferentes soluciones (una única planta, compartimentación excesiva de los interiores, ocultación a la vía pública del piso superior...).
En 1590, la Corona y el Concejo crearon la Junta de Policía y Ornato, organismo presidido por el arquitecto Francisco de Mora, con el que se intentó poner fin a los desarreglos urbanísticos provocados por la rápida expansión de la ciudad. La correcta alineación de las calles, mediante la supresión de los recovecos existentes entre los inmuebles, fue uno de sus objetivos.
Felipe II promovió la realización de diferentes infraestructuras urbanas, caso del Puente de Segovia, la calle Real Nueva (actual calle de Segovia) y la plaza Mayor. Los proyectos inicialmente previstos para estas tres obras no pudieron llevarse a cabo plenamente, adoptándose soluciones menos ambiciosas, ante las limitaciones presupuestarias.
Las dos primeras se enmarcaban dentro del mismo plan, consistente en la creación de una gran avenida, de aire monumental, que, salvando el río Manzanares por el oeste, conectase el antiguo camino de Segovia con el Real Alcázar. Finalmente, solo pudo ejecutarse el puente (1582–1584), atribuido a Juan de Herrera, mientras que la avenida quedó reducida a unas nivelaciones del terreno sobre el barranco del arroyo de San Pedro y al derribo de varios edificios, que dieron origen a la calle de Segovia, terminada en 1577.
Con respecto a la plaza Mayor, levantada sobre la antigua plaza del Arrabal, el centro comercial de la villa en aquel entonces, el monarca encargó su diseño a Juan de Herrera en el año 1580. Durante su reinado, se demolieron los edificios primitivos y dieron comienzo las obras de la Casa de la Panadería (1590), proyectada por Diego Sillero. Fue su sucesor, Felipe III, quien dio el impulso definitivo al recinto.
Felipe II continuó con las reformas y ampliaciones del Real Alcázar, iniciadas por su padre, con la edificación de la Torre Dorada, obra de Juan Bautista de Toledo, y la decoración de las distintas dependencias. También ordenó la construcción, en las inmediaciones del palacio, de la Casa del Tesoro, las Caballerizas Reales y la Armería Real. Todos estos conjuntos han desaparecido.
Pero tal vez su proyecto más personal fuese la Casa de Campo, paraje que convirtió en un recinto palaciego y ajardinado para su recreo. Se debe a un diseño de Juan Bautista de Toledo, que siguió el modelo de naturaleza urbanizada, acorde con el gusto renacentista de la época, a modo de conexión con el Monte de El Pardo. De este proyecto solo se conservan partes del trazado de los jardines y algunos restos del palacete.
Asimismo, fueron levantados distintos edificios religiosos y civiles. El Monasterio de las Descalzas Reales fue fundado en 1559 por Juana de Austria, hermana del monarca, y en 1561 comenzaron las obras del Convento de la Victoria, que, como aquel, también estuvo muy vinculado con la Corona.
En 1583 abrió su puertas el corral de comedias del Teatro del Príncipe (en cuyo solar se levanta ahora el Teatro Español), institución clave en el Siglo de Oro español. En 1590, fue inaugurado el Colegio de María de Córdoba y Aragón (actual Palacio del Senado), que toma su nombre de una dama de la reina Ana de Austria, principal impulsora del proyecto.
Entre los palacios nobiliarios, hay que destacar la Casa de las Siete Chimeneas (1574–1577), actual sede del Ministerio de Cultura, situada en la plaza del Rey. Su primer propietario fue Pedro de Ledesma, secretario de Antonio Pérez.
En la calle de Atocha se encontraban las casas de Antonio Pérez y en la plaza de la Paja se halla el Palacio de los Vargas, cuya fachada fue transformada en el siglo XX, adoptándose una solución historicista, a modo de continuación de la contigua Capilla del Obispo.

### Reinado de Felipe III
En 1601, pocos años después de subir al trono Felipe III (r. 1598–1621), Madrid perdió la capitalidad a favor de Valladolid. Consiguió recuperarla cinco años después, tras el pago a la Corona de 250 000 ducados y el compromiso por parte del Concejo de abastecer de agua potable al Real Alcázar, entre otras infraestructuras.
Con tal fin, el consistorio realizó los denominados viajes de agua (conducciones desde manantiales cercanos a la villa), entre los cuales cabe destacar el de Amaniel (1614–1616). De ellos también se beneficiaron algunos conventos y palacios, además de los propios vecinos, a través de las fuentes públicas. En 1617 fue creada la llamada Junta de Fuentes, organismo encargado de su mantenimiento y conservación.
Bajo el reinado de Felipe III, se proyectaron numerosos edificios religiosos y civiles, algunos de los cuales fueron inaugurados en la época de Felipe IV. Es el caso de la Colegiata de San Isidro; de la nueva fachada del Real Alcázar (1610–1636), obra de Juan Gómez de Mora, que perduró hasta el incendio del palacio en 1734; y del Convento de los Padres Capuchinos, en El Pardo, fundado por el rey en 1612, cuyo edificio definitivo no pudo comenzarse hasta 1638.
Las nuevas edificaciones se construyeron con mayor calidad arquitectónica que en los periodos anteriores, al tiempo que se impuso un estilo propio, típicamente madrileño, de aire clasicista y de clara influencia herreriana, aunque también se observan rasgos prebarrocos.
Además, se establecieron arquetipos arquitectónicos, que, en relación con las casas palaciegas, quedaron definidos en un trazado de planta rectangular, dos o más alturas de órdenes, portadas manieristas, cubiertas abuhardilladas de pizarra y torres cuadrangulares, por lo general dos, con chapiteles rematados en punta, en la línea escurialense.
Este esquema, uno de los que mejor definen la arquitectura madrileña de los Austrias y de periodos posteriores, empezó a gestarse en tiempos de Felipe III, con ejemplos tan notables como las Casas de la Panadería y de la Carnicería, en la plaza Mayor; el Palacio del marqués de Camarasa, ubicado en la calle Mayor y sede actual de diferentes dependencias municipales; el proyecto de reconstrucción del Palacio Real de El Pardo, incendiado el 13 de marzo de 1604; y la ya citada fachada del Real Alcázar. No obstante, fue con Felipe IV cuando alcanzó su máxima expresión.
Por su parte, el Palacio de los Consejos (también llamado del duque de Uceda) puede ser considerado un precedente en lo que respecta a la organización del espacio y fachadas, si bien carece de las torres de inspiración herreriana. Fue diseñado por Francisco de Mora, quien contó con la colaboración de Alonso de Trujillo, al frente las obras entre 1608 y 1613.
En cuanto a los templos religiosos, la mayoría de las construcciones utilizó como referencia el modelo jesuítico, de planta de cruz latina, que tiene su origen en la Iglesia del Gesú (Roma, Italia). La Colegiata de San Isidro, que, como se ha referido, fue diseñada en tiempos de Felipe III y terminada con Felipe IV, responde a esta pauta.
Mención especial merece el Real Monasterio de la Encarnación (1611–1616), fundado por Margarita de Austria, esposa del rey. Su fachada, obra de Juan Gómez de Mora (aunque posiblemente proyectada por su tío, Francisco de Mora), fue una de las más imitadas en la arquitectura castellana del siglo XVII y buena parte del XVIII.
Un ejemplo es el Monasterio de la Inmaculada Concepción, en Loeches (Madrid), que, como aquel, presenta fachada rectangular con pórtico, pilastras a ambos lados y frontón en la parte superior.
La lista de edificios religiosos levantados durante el reinado de Felipe III es amplia. El Convento de San Ildefonso de las Trinitarias Descalzas (o, sencillamente, de las Trinitarias), del año 1609, se encuentra en el Barrio de las Letras y en él fue enterrado Miguel de Cervantes. Del Convento del Santísimo Sacramento, fundado en 1615 por Cristóbal Gómez de Sandoval y de la Cerda, valido del rey, solo se conserva su iglesia (actual Catedral Arzobispal Castrense), levantada en tiempos de Carlos II.
El Monasterio del Corpus Christi o de las Carboneras y la Iglesia de Nuestra Señora del Carmen fueron empezados en 1607 y 1611, respectivamente, y ambos se deben a Miguel de Soria. La Iglesia de San Antonio de los Alemanes, de 1606, es una de las más singulares del primer tercio del siglo XVII, por su planta oval. Su interior está decorado al fresco por Lucas Jordán, Juan Carreño de Miranda y Francisco Rizi.
Las iglesias de San Ildefonso (1619) y de Santos Justo y Pastor (hacia 1620) se encuentran entre las últimas fundaciones religiosas llevadas a cabo antes de la muerte del monarca en 1621. La primera, destruida completamente durante la guerra civil española, fue reconstruida en la década de 1950.
Pero, sin duda, el proyecto urbanístico más importante llevado a cabo por el monarca fue la plaza Mayor. En 1619, Felipe III finalizó las obras, que había iniciado su antecesor, con un nuevo diseño, firmado y desarrollado por Juan Gómez de Mora. Este arquitecto fue también responsable de la Casa de la Panadería, que preside el conjunto, si bien su aspecto actual corresponde a la reconstrucción realizada por Tomás Román, tras el incendio acaecido en 1672.
Además de este recinto, se procedió a adecuar otras plazas, como la de la Cebada y la desaparecida de Valnadú, esta última resultado de la demolición en el año 1567 de la puerta homónima, en la época de Felipe II. Otro de sus logros urbanísticos fue la reorganización del territorio en las riberas del río Manzanares y en el Real Camino de Valladolid, mediante la eliminación de las compartimentaciones internas y la estructuración de los plantíos.
En el terreno de la escultura, destaca la estatua ecuestre del propio rey, traída desde Italia como obsequio del Gran Duque de Florencia. Realizada en bronce, fue comenzada por Juan de Bolonia y terminada por su discípulo, Pietro Tacca, en 1616.
Estuvo emplazada en la Casa de Campo, recinto que fue objeto de una especial atención por parte del monarca con la construcción de nuevas salas en el palacete (del Mosaico y de las Burlas) y la instalación de diferentes fuentes y adornos en los jardines. En 1848, la escultura fue trasladada al centro de la plaza Mayor, donde actualmente se exhibe, por orden de Isabel II.

### Reinado de Felipe IV
Felipe IV (r. 1621–1665) accedió al trono a la edad de dieciséis años, tras la inesperada muerte de su padre. Tradicionalmente ha sido considerado como un mecenas de las letras y de las artes, principalmente de la pintura. Durante su reinado, Madrid se convirtió en uno de los principales focos culturales de Europa y en el escenario donde se fraguaron muchas de las grandes creaciones del Siglo de Oro español. Además, la ciudad albergó la mayor parte de la colección pictórica del monarca, una de las más importantes de la historia del coleccionismo español.
En el ámbito de la arquitectura, se levantaron numerosos edificios civiles y religiosos, al tiempo que se construyó una nueva residencia regia en el entorno del Prado de los Jerónimos, en el lado oriental del casco urbano. El Palacio del Buen Retiro desplazó hacia el este buena parte de la actividad política, social y cultural de la villa, que hasta entonces gravitaba únicamente sobre el Real Alcázar, situado en el extremo occidental.

#### Pintura
Felipe IV fue el mayor coleccionista de arte de su época, afición que, por influencia e imitación, se hizo extensiva a muchas familias nobiliarias instaladas en la Corte.
Su interés por la pintura atrajo hacia Madrid a artistas que, como Zurbarán, Rubens o Velázquez, trabajaron en la decoración de los palacios reales. Mención especial merece la figura de Velázquez, que estuvo bajo el mecenazgo del monarca a lo largo de casi cuarenta años.
Los regalos, compras y encargos realizados por el rey incrementaron los fondos de la Corona en más de 800 cuadros, entre los que figuraban varias obras maestras de la pintura europea de los siglos XV, XVI y XVII. La mayoría de ellos se encuentran en la actualidad en el Museo del Prado.
El epicentro de la colección de Felipe IV fue el Real Alcázar, edificio al que también se hicieron llegar los cuadros adquiridos por Felipe III, que estaban reunidos, en su mayoría, en el Palacio Real de El Pardo. El traslado se realizó entre 1622 y 1625.
Los proyectos arquitectónicos surgidos a iniciativa del monarca también contaron con relevantes pinacotecas. Es el caso de la Torre de la Parada, donde se exhibían lienzos de Vicente Carducho, Rubens y Velázquez, del Palacio de la Zarzuela y del Palacio del Buen Retiro.
La decoración del Salón del Reino, una de las dependencias más suntuosas de este último conjunto, fue ideada por Velázquez, quien combinó trabajos de su propia autoría (entre ellos La rendición de Breda y El príncipe Baltasar Carlos a caballo) con obras de otros artistas, como Zurbarán, Jusepe Leonardo y Juan Bautista Maíno, entre otros.
A lo largo del siglo XVII, se fue desarrollando la llamada escuela madrileña de pintura, que aglutinó a varias generaciones de artistas, entre los que destacan, ya dentro del reinado de Carlos II, Juan Carreño de Miranda y Claudio Coello.

#### Arquitectura civil

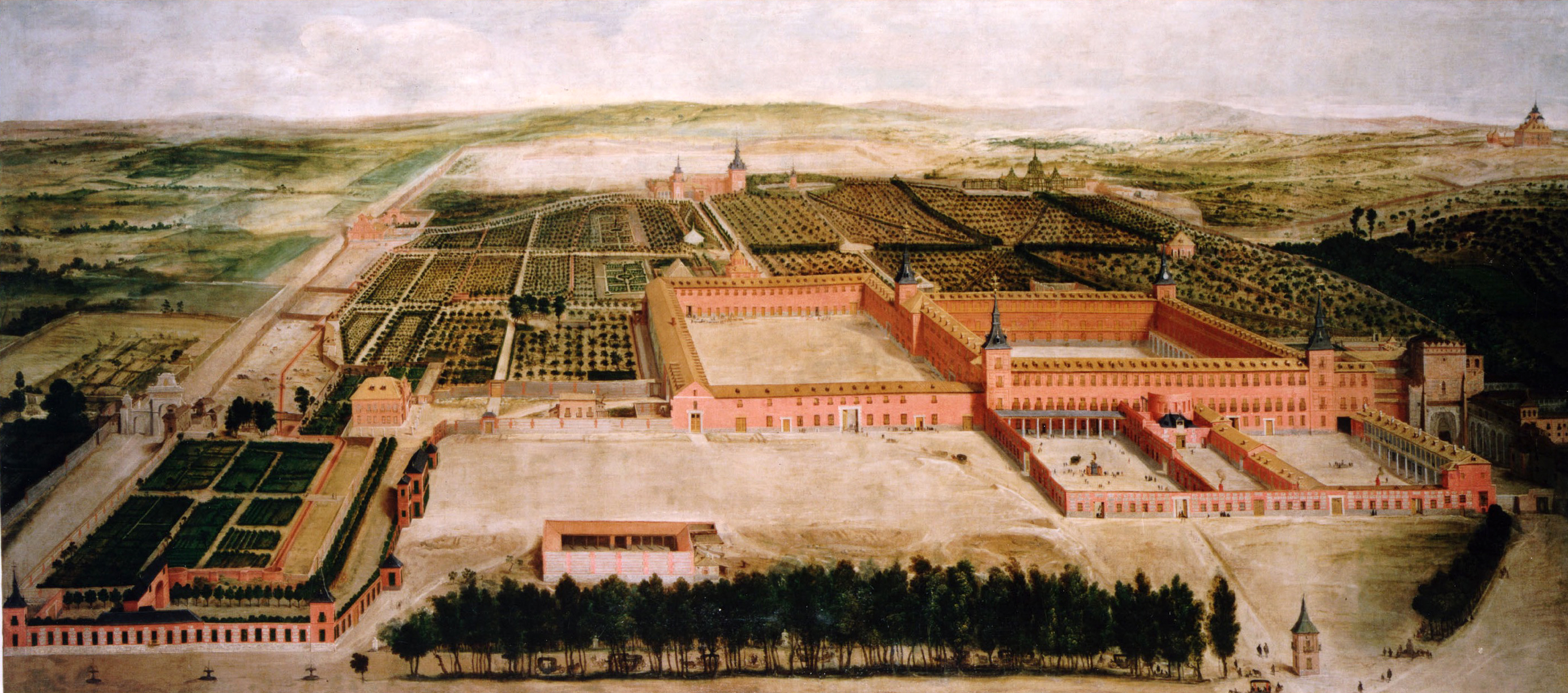
Aspecto del desaparecido Palacio del Buen Retiro en 1637, en una pintura atribuida a Jusepe Leonardo.

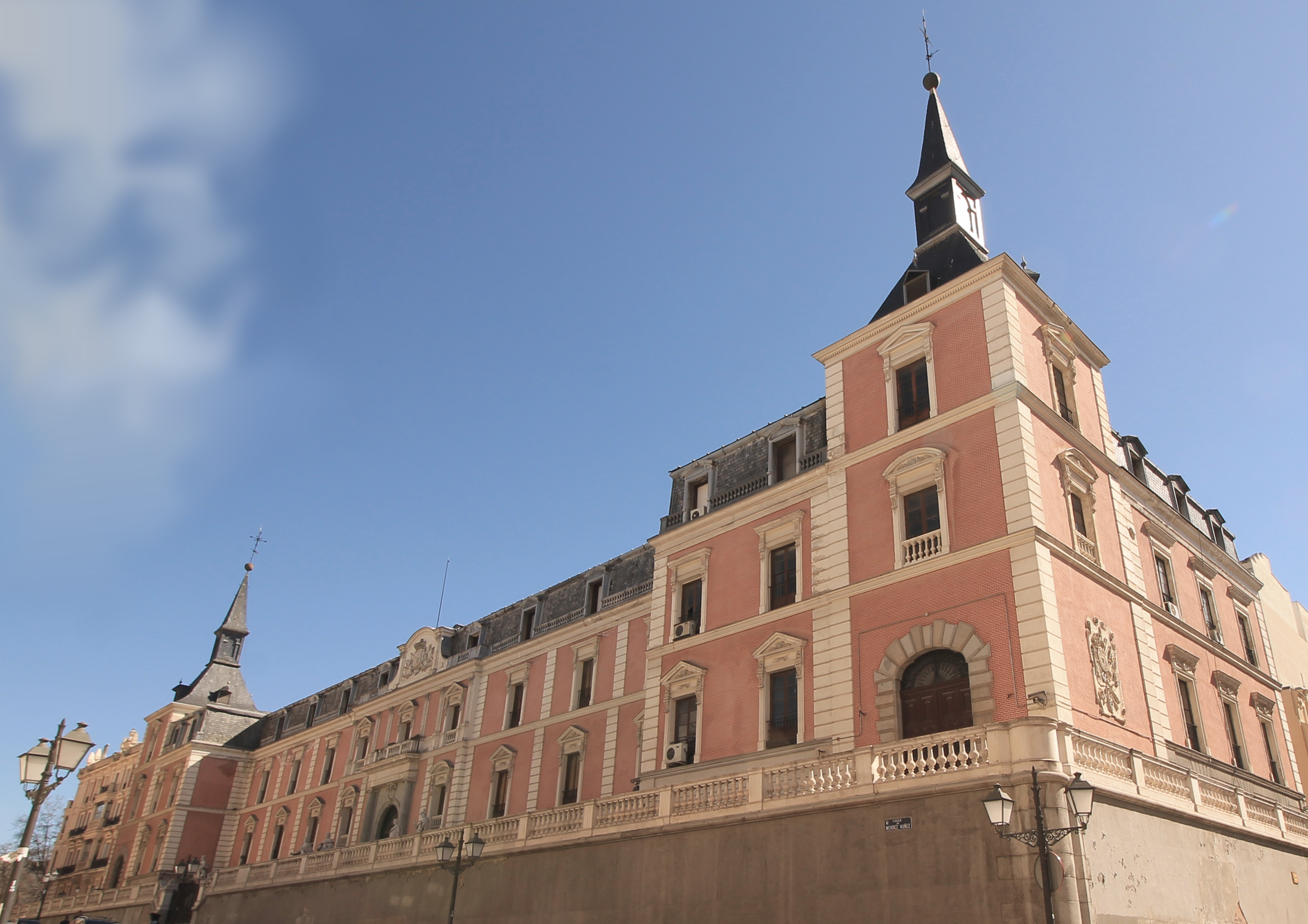
Vista del Salón de Reinos, una de las dependencias del Palacio del Buen Retiro. Su decoración interior fue obra de Velázquez.

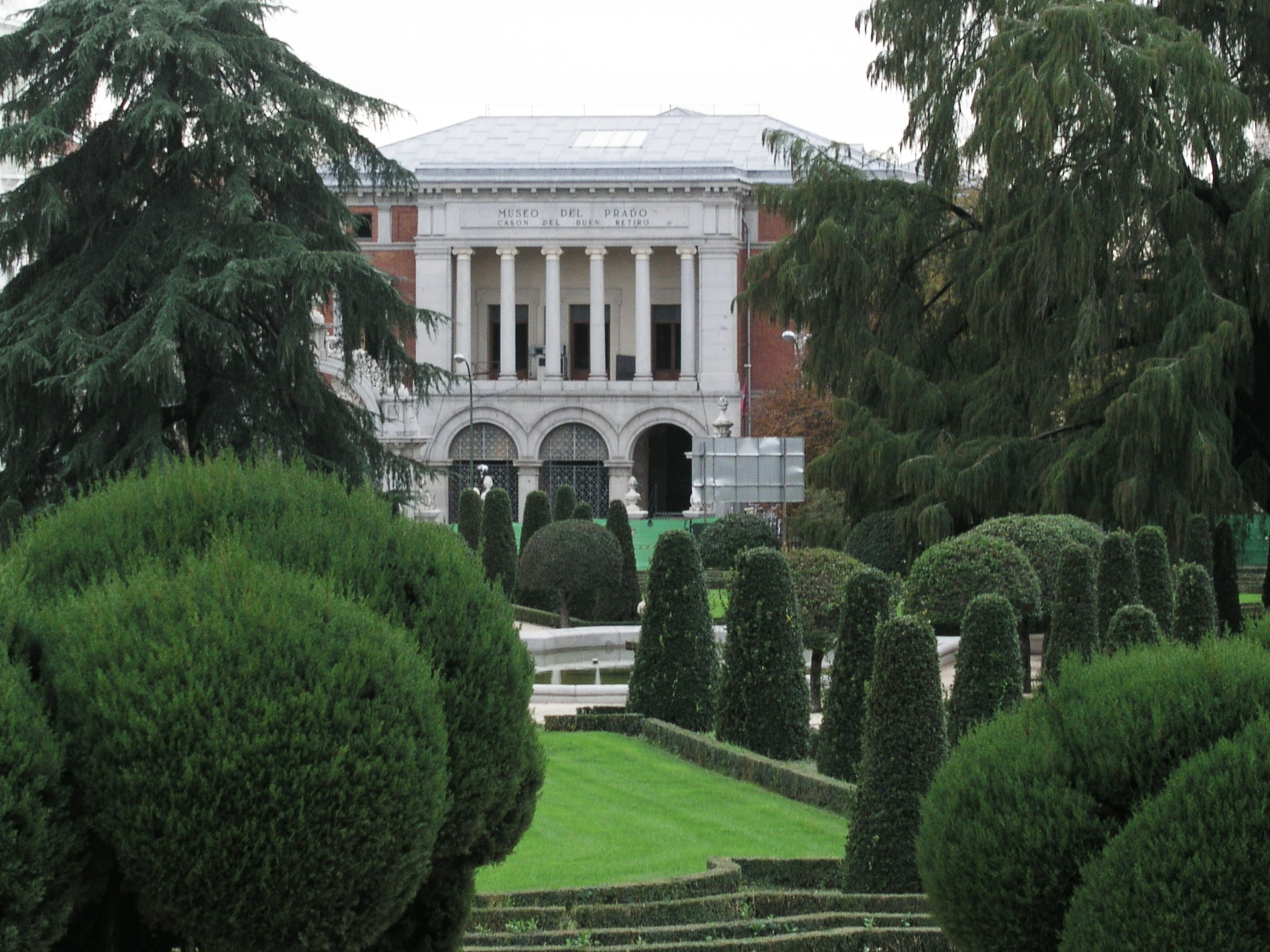
Fachada del Casón del Buen Retiro (o Salón de Baile), desde el Parterre del Parque de El Retiro, levantado, este último, en tiempos de Felipe V.

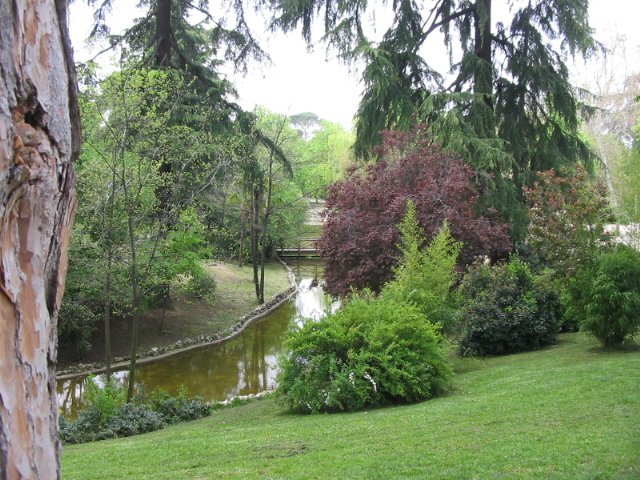
Aspecto de la Ría Chica, uno de los elementos de la época de los Austrias que aún se conservan en el Parque de El Retiro.

En líneas generales, la arquitectura palaciega del reinado de Felipe IV siguió el modelo post-escurialense, de rasgos barrocos contenidos, que comenzó a forjarse con Felipe III. Este estándar aparecía en estado puro en el desaparecido Palacio del Buen Retiro, cuyo origen fue el llamado Cuarto Real, un anexo del Monasterio de los Jerónimos, que, desde tiempos de los Reyes Católicos, era frecuentado por la realeza para su descanso y retiro.
Siguiendo una iniciativa del conde-duque de Olivares, en 1632 Felipe IV ordenó al arquitecto Alonso Carbonel la ampliación del recinto y su conversión en residencia veraniega. El palacio fue concebido como un lugar de recreo, función que quedó remarcada mediante una configuración articulada alrededor de dos grandes patios, diseñados a modo de plazas urbanas. La Plaza Principal estaba reservada a la Familia Real, mientras que la Plaza Grande, de mayores dimensiones, era utilizada para la celebración de fiestas, actos lúdico-culturales y eventos taurinos.
La primera fase, correspondiente al núcleo central (Plaza Principal), se concluyó en 1633, solo un año después de realizarse el encargo. Por su parte, las obras de la Plaza Grande, el Picadero, el Salón de Baile, el Coliseo y los jardines se prolongaron, a lo largo de diferentes etapas, hasta 1640.
El recinto palaciego sufrió graves desperfectos durante la Guerra de la Independencia y, finalmente, fue demolido en la época de Isabel II, ante la imposibilidad de recuperación. Solo se conservan el Salón de Reinos y el Salón de Baile (o Casón del Buen Retiro), si bien con importantes transformaciones en relación con el diseño original.
En lo que respecta a los jardines, el Parque de El Retiro es heredero del trazado llevado a cabo en la época de Felipe IV, aunque su fisonomía actual responde a múltiples remodelaciones ejecutadas en periodos posteriores, principalmente en los siglos XVIII y XIX. Entre los elementos primitivos que aún se mantienen, cabe citar algunos complejos hidráulicos, como el Estanque Grande y la Ría Chica.
Además del Buen Retiro, el monarca mostró una especial predilección por el Real Sitio de El Pardo, donde mandó construir el Palacio de la Zarzuela, actual residencia de la Familia Real, y ampliar la Torre de la Parada, a partir de un diseño de Juan Gómez de Mora. Este último edificio fue erigido como pabellón de caza por Felipe II y resultó completamente destruido en el siglo XVIII.
La arquitectura civil tiene en el Palacio de Santa Cruz y en la Casa de la Villa, ambos proyectados por Juan Gómez de Mora en el año 1629, dos notables exponentes.
El primero albergó la Sala de Alcaldes de Casa y Corte y la Cárcel de Corte y, en la actualidad, acoge al Ministerio de Asuntos Exteriores. Se estructura alrededor de dos patios cuadrangulares simétricos, unidos mediante un eje central que sirve de distribuidor y acceso al edificio. La horizontalidad de su fachada principal, que da a la Plaza de la Provincia, queda rota por los torreones laterales de inspiración herreriana y la portada con dos niveles de triple vano. Fue terminado en 1636 y ha sido objeto de numerosas reformas en siglos posteriores.
Por su parte, la Casa de la Villa fue diseñada como sede del gobierno municipal y Cárcel de Villa. Sus obras comenzaron en 1644, quince años después de realizarse el proyecto, y finalizaron en 1696. Junto a Gómez de Mora, colaboraron José de Villarreal, a quien se debe el patio central, Teodoro Ardemans y José del Olmo.
Entre las residencias nobiliarias, figuran el Palacio del duque de Abrantes, construido por Juan Maza entre 1653 y 1655 y transformado sustancialmente en el siglo XIX, y el Palacio de la Moncloa. Este último fue erigido en el año 1642, a iniciativa de Melchor Antonio Portocarrero y Lasso de la Vega, conde de Monclova y virrey del Perú, su primer propietario. La estructura actual corresponde a la reconstrucción y ampliación llevadas a cabo en el siglo XX, tras los daños sufridos durante la Guerra Civil.

#### Arquitectura religiosa

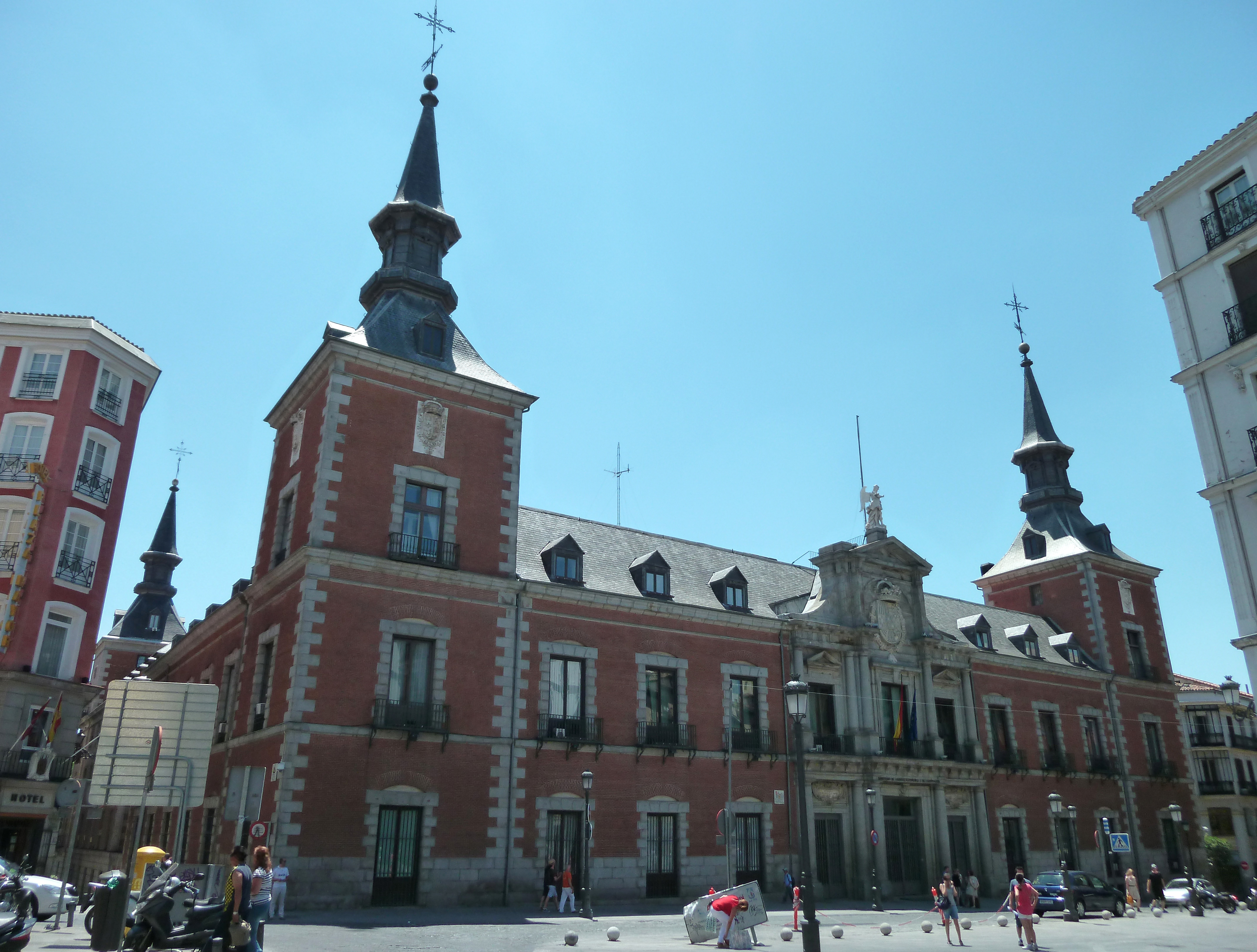
Fachada principal del Palacio de Santa Cruz, obra de Juan Gómez de Mora.

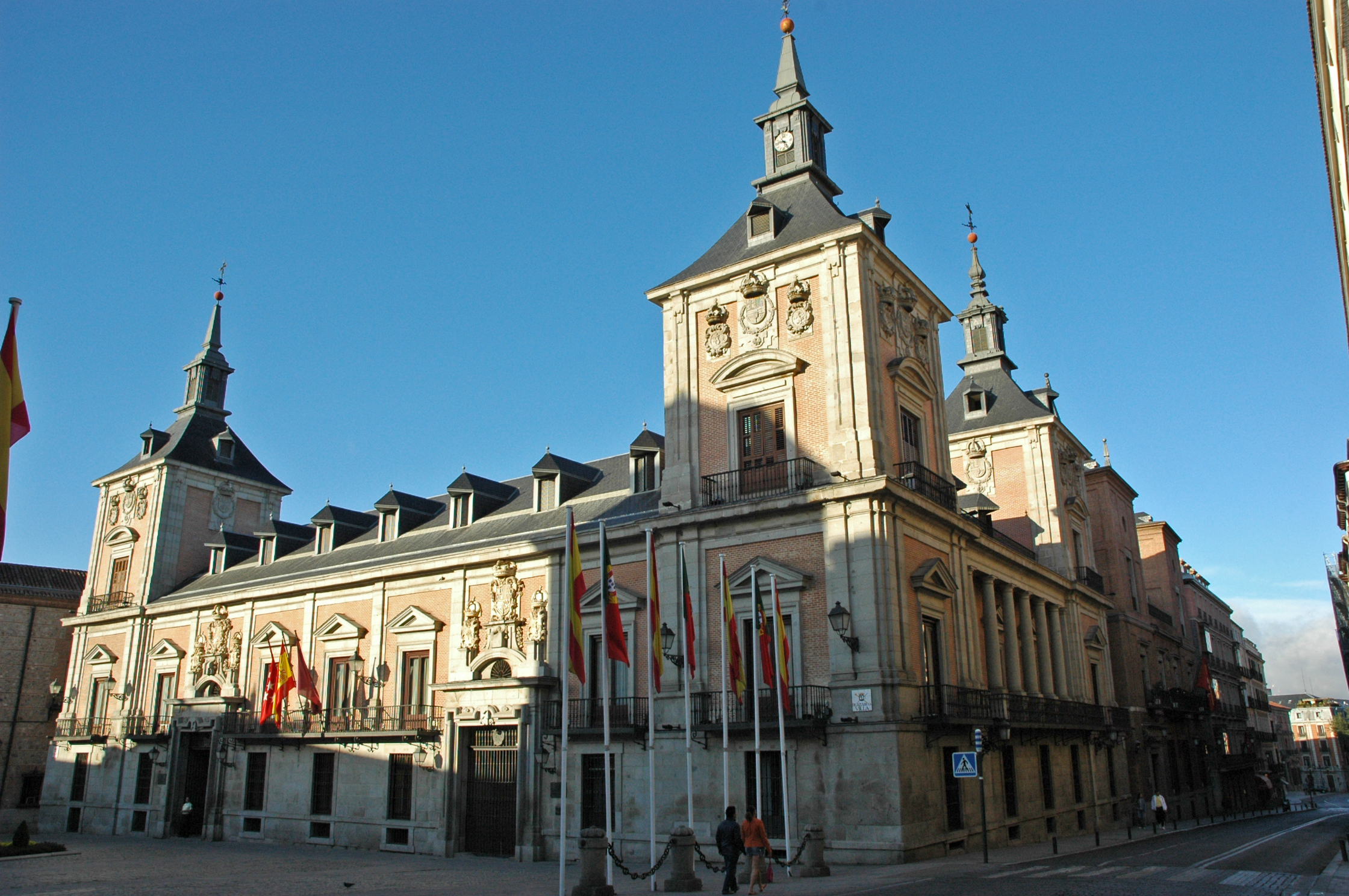
La Casa de la Villa, sede del Pleno Municipal del Ayuntamiento de Madrid, fue diseñada en 1629 e inaugurada a finales del.

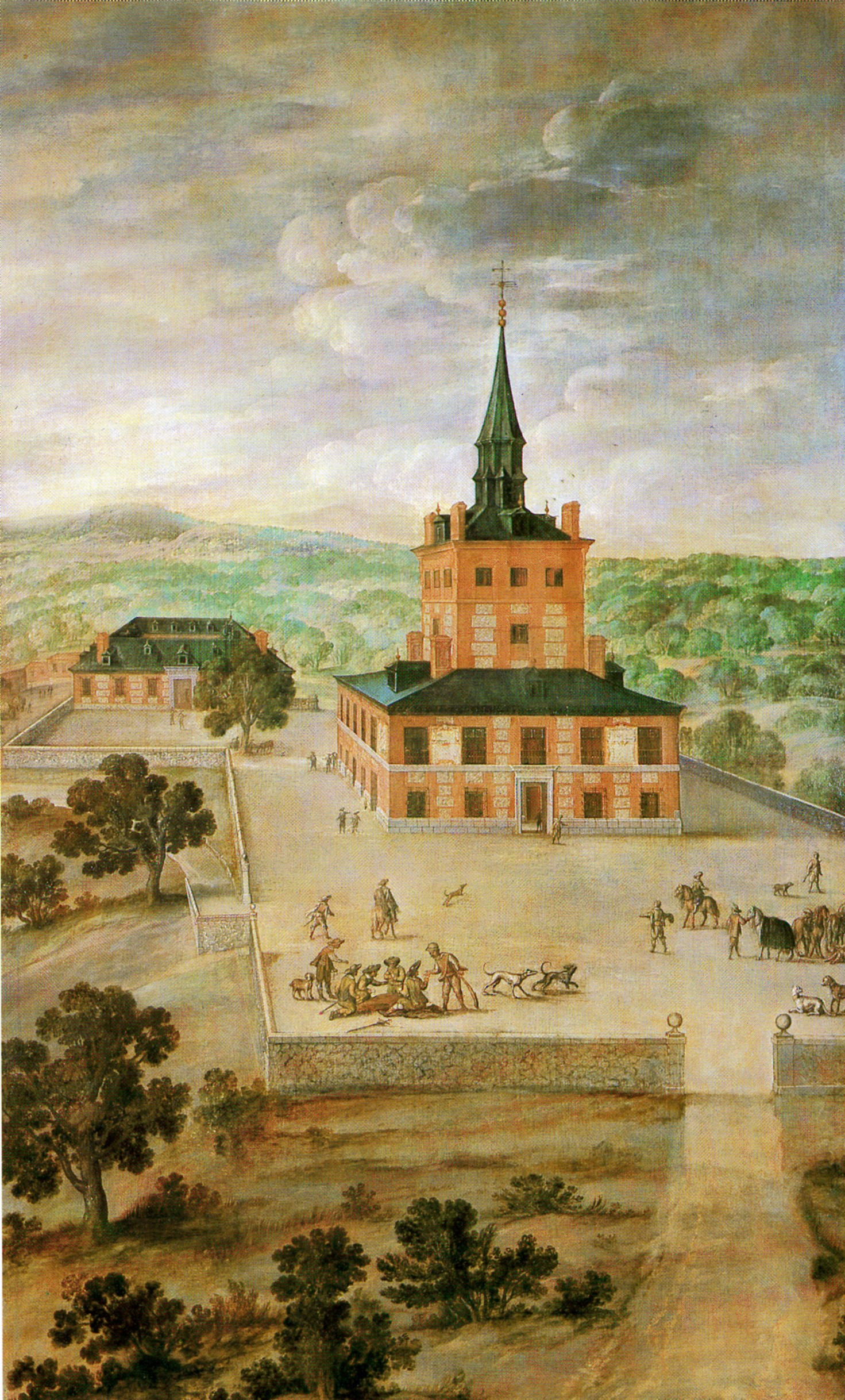
Vista de la Torre de la Parada, en una pintura de Félix Castelo, realizada hacia 1640.

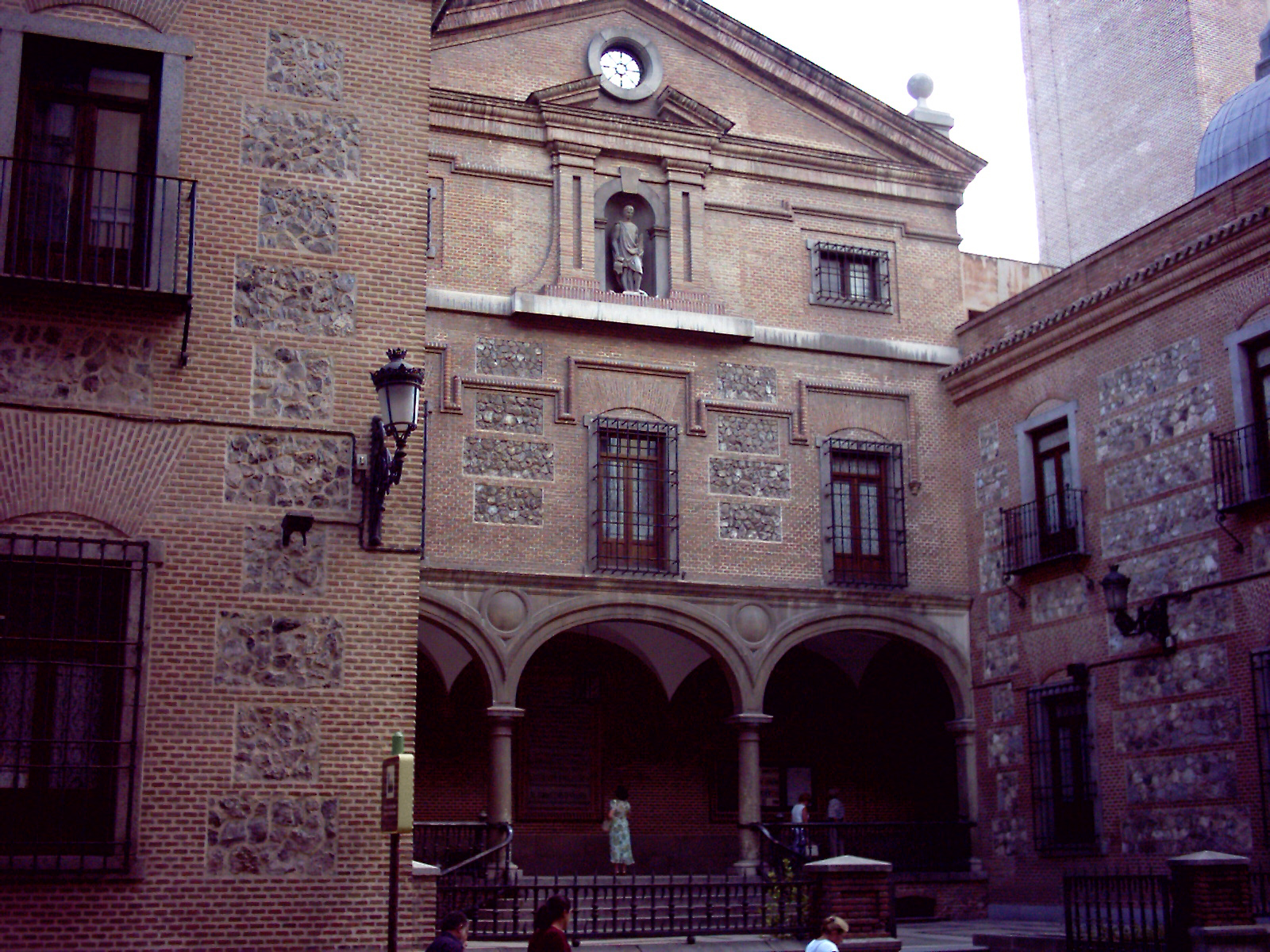
Fachada de la Iglesia de San Ginés.

La arquitectura religiosa del reinado de Felipe IV presenta dos fases, coincidentes con los procesos evolutivos que se dieron en el arte barroco español a lo largo del siglo XVII.
En la primera mitad, se mantuvo la austeridad geométrica y espacial, arrastrada del estilo herreriano, con escasos y calculados motivos ornamentales, salvo en los interiores, que, en clara contraposición, aparecían profusamente decorados. En la segunda mitad del siglo, el gusto por las formas favoreció un progresivo alejamiento del clasicismo y la incorporación de motivos naturalistas en las fachadas.
Dentro de la primera corriente, que puede ser denominada como barroco clasicista, se encuentran la Colegiata de San Isidro, la Ermita de San Antonio de los Portugueses y el Convento de San Plácido.
La Colegiata de San Isidro (1622–1664) fue fundada como iglesia del antiguo Colegio Imperial, situado dentro del mismo complejo. El templo se debe a un proyecto del hermano jesuita Pedro Sánchez de hacia 1620, iniciándose su construcción en 1622. A su muerte, en 1633, se hará cargo de la obra el hermano Francisco Bautista junto con Melchor de Bueras. Es de planta de cruz latina y destaca por su fachada monumental, realizada en piedra de granito y flanqueada por dos torres en los lados. Fue la catedral provisional de Madrid desde 1885 hasta 1993.
La Ermita de San Antonio de los Portugueses estuvo ubicada en una isla artificial, en medio de un estanque lobulado, dentro de los Jardines del Buen Retiro. Fue edificada entre 1635 y 1637 por Alonso Carbonel y derribada en 1761, para levantar, sobre su solar, la Real Fábrica de Porcelana de la China, igualmente desaparecida. Su torre cuadrangular, rematada con chapitel herreriano, y su suntuosa portada, configurada por cuatro grandes columnas de mármol blanco y capiteles de mármol negro, eran sus elementos más notables.
El edificio actual del Convento de San Plácido, obra de Lorenzo de San Nicolás, data de 1641. La decoración interior es la parte más sobresaliente y en él se conserva un Cristo yacente de Gregorio Fernández.
Conforme fue avanzando el siglo XVII, los exteriores sobrios fueron perdiendo vigencia y se impuso un estilo plenamente barroco, sin apenas concesiones al clasicismo. Esta evolución puede apreciarse en la ya citada Casa de la Villa, que, dado su prolongado proceso de construcción (el diseño se hizo en 1629 y el edificio se terminó en 1696), fue incorporando diferentes elementos ornamentales en su fachada clasicista, acordes con las nuevas tendencias.
La Capilla de San Isidro ejemplifica el apogeo del barroco. Fue construida como un anejo de la iglesia de origen medieval de San Andrés para albergar los restos mortales de san Isidro. La primera piedra se puso en 1642, a partir de un proyecto de Pedro de la Torre. En 1657, José de Villarreal realizó un segundo proyecto, cuyas obras fueron inauguradas por Felipe IV y su esposa Mariana de Austria en un acto institucional. Fue terminada en 1699.
Junto a la basílica neoclásica de San Francisco el Grande (siglo XVIII), se halla la Capilla del santo Cristo de los Dolores para la Venerable Orden Tercera de San Francisco (1662–1668), realizada por el arquitecto Francisco Bautista. En su interior sobresale la decoración barroca, con especial mención al baldaquino, hecho en maderas, jaspes y mármoles, donde se guarda la talla del Cristo de los Dolores.
El Convento de Nuestra Señora de la Concepción o de las Góngoras es otro ejemplo del barroco madrileño. Debe su nombre a Juan Jiménez de Góngora, ministro del Consejo de Castilla, quien procedió a su creación, por encargo directo del rey, como ofrenda por el nacimiento de su hijo Carlos (a la postre Carlos II). Fue inaugurado en 1665 y ampliado en 1669, según un proyecto de Manuel del Olmo.
Dentro del capítulo de arquitectura religiosa, también hay que destacar la reconstrucción de la iglesia medieval de San Ginés, llevada a cabo, a partir de 1645, por el arquitecto Juan Ruiz. Es de planta de cruz latina, de tres naves, con crucero y cúpula.

#### Escultura
Las numerosas fundaciones religiosas llevadas a cabo con Felipe IV generaron una importante actividad escultórica, destinada a la realización de tallas y retablos. Hacia 1646 se estableció en la Corte Manuel Pereira, a quien se debe el retablo de la Iglesia de San Andrés, desaparecido durante la Guerra Civil, y la estatua de San Bruno, considerada una de sus obras maestras, que se conserva en la Real Academia de Bellas Artes de San Fernando.
Fuera del ámbito religioso, la producción escultórica se desarrolló a través de dos vías: la ornamentación de calles y plazas, mediante la construcción de fuentes artísticas (es el caso de la Fuente de Orfeo, diseñada por Juan Gómez de Mora y terminada en 1629), y los encargos reales, entre los que sobresale la estatua ecuestre de Felipe IV (1634–1640).
Se trata de la primera escultura a caballo del mundo en la que este se sostiene únicamente sobre sus patas traseras. Es obra de Pietro Tacca, quien trabajó sobre unos bocetos hechos por Velázquez y, según la tradición, contó con el asesoramiento científico de Galileo Galilei. Conocida como el caballo de bronce, estuvo inialmente en el Palacio del Buen Retiro y, en tiempos de Isabel II, fue trasladada a la plaza de Oriente, su actual ubicación.

#### Urbanismo
En el terreno urbanístico, Felipe IV ordenó la construcción de una cerca alrededor del casco urbano, mediante la cual quedaron establecidos los nuevos límites de la villa, tras los procesos expansivos de los periodos anteriores. Desde la fundación de Madrid en el siglo IX, había sido costumbre cercar el caserío, bien con una finalidad defensiva (murallas musulmana y cristiana), bien para el control fiscal de los abastos e inmigración (cerca medieval de los arrabales y Cerca de Felipe II).
La Cerca de Felipe IV provocó varios efectos en el desarrollo urbano: por un lado, impidió la expansión horizontal de Madrid hasta bien entrado el siglo XIX, cuando fue demolida y pudieron acometerse los primeros ensanches; y, por otro, favoreció un cierto crecimiento vertical, dando lugar a las corralas, viviendas dispuestas en varias alturas y organizadas en corredera, alrededor de un gran patio común.
De la citada cerca, realizada en ladrillo y mampostería, aún se mantienen en pie algunos restos, como los situados en la Ronda de Segovia, en los alrededores de la Puerta de Toledo.
El Puente de Toledo es otro de los proyectos urbanísticos impulsados por el rey. Su función era enlazar directamente el casco urbano con el camino de Toledo, salvando el río Manzanares por la parte suroccidental de la ciudad. Fue construido por José de Villarreal entre 1649 y 1660, a partir de un proyecto de Juan Gómez de Mora.
El puente quedó destruido en una riada y en 1671, durante el reinado de Carlos II, se levantó uno nuevo, que también desapareció por los mismos motivos. La estructura definitiva que ha llegado a la actualidad corresponde al primer tercio del siglo XVIII y es obra de Pedro de Ribera.

### Reinado de Carlos II

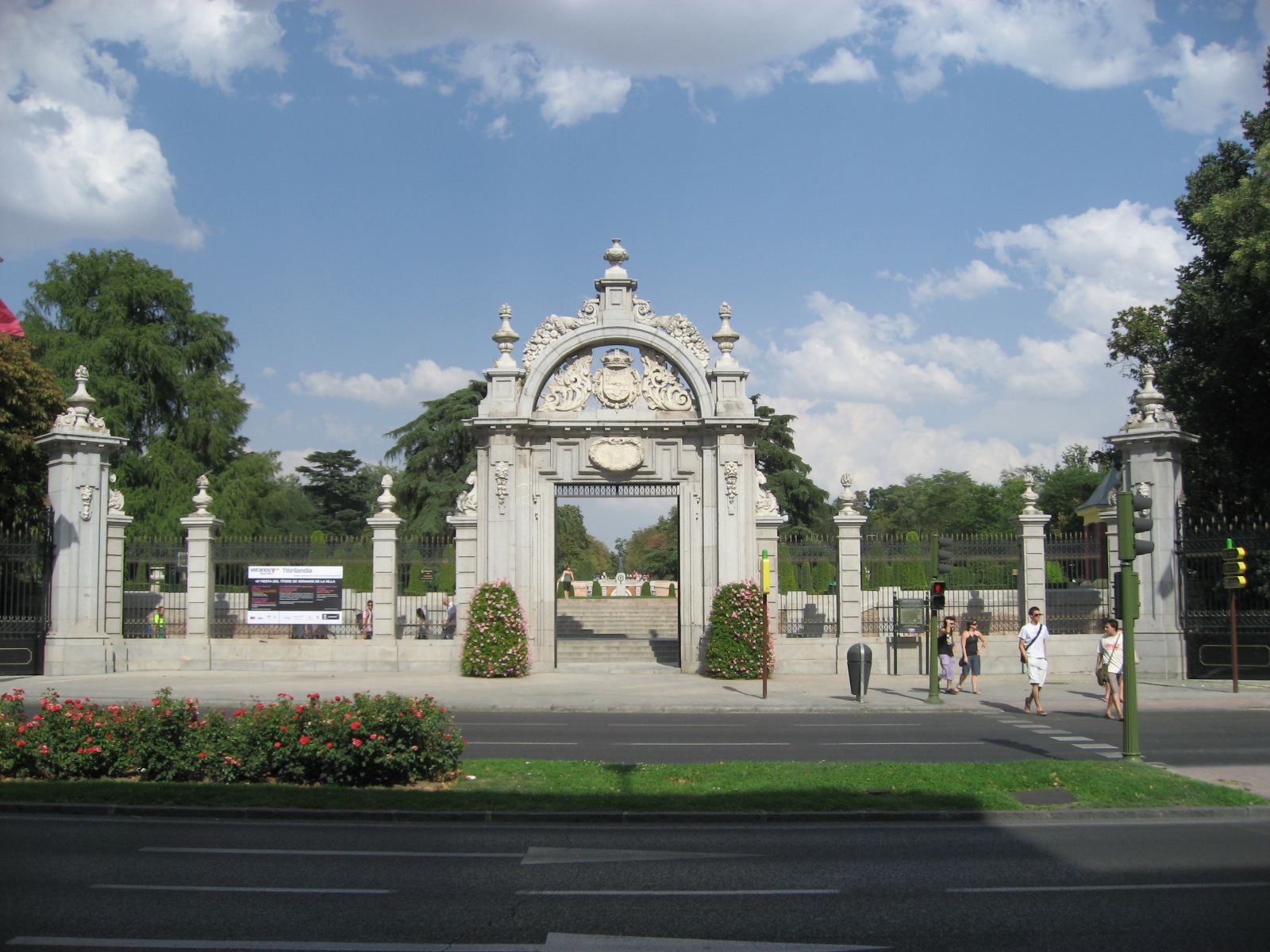
Vista de la Puerta de Felipe IV de los Jardines del Buen Retiro, que, pese a su nombre, fue levantada en tiempos de Carlos II, como arco de entrada de su primera esposa, María Luisa de Orléans.

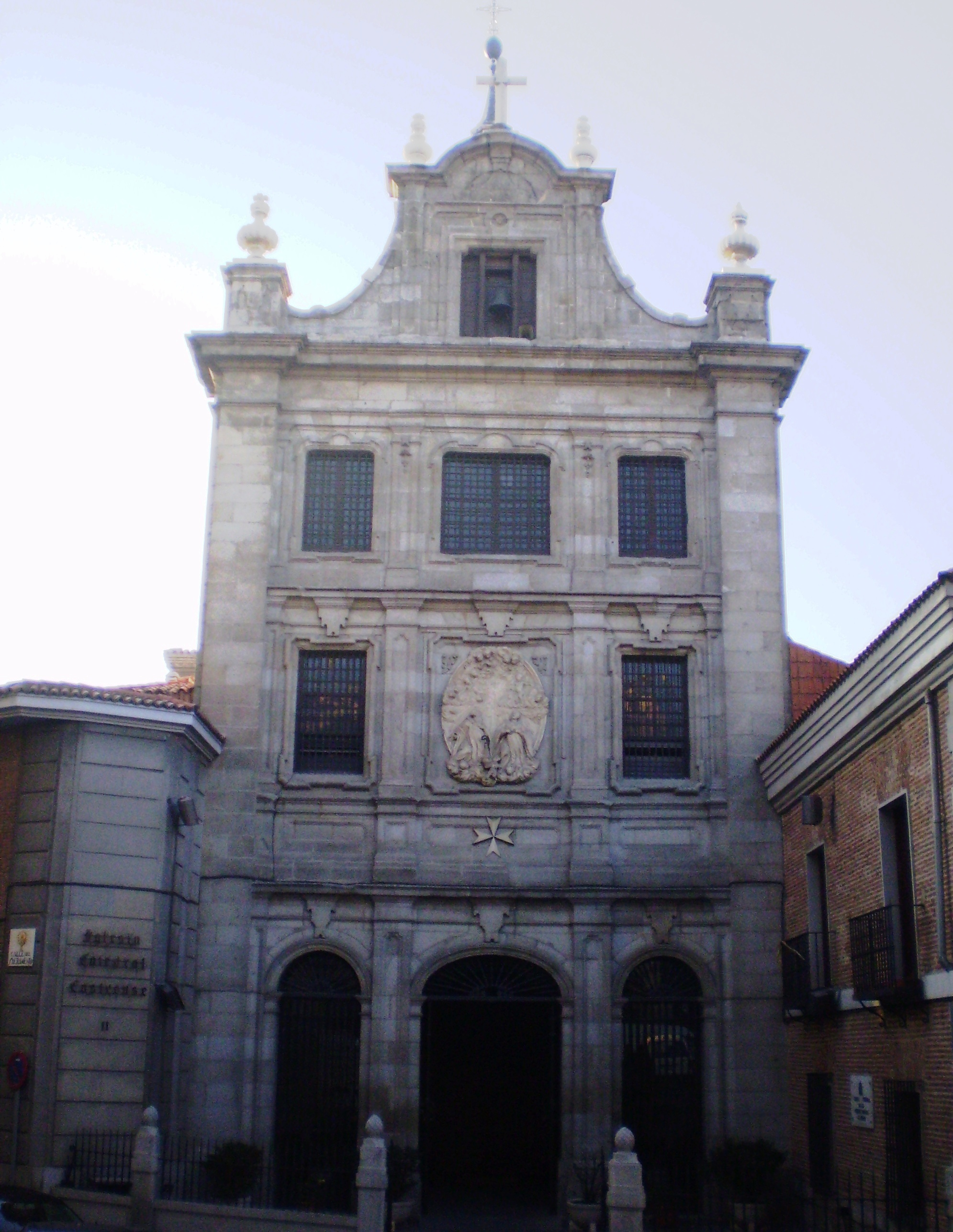
Fachada barroca de la Catedral Arzobispal Castrense, antigua iglesia del Monasterio del santísimo Sacramento.

Con la llegada al trono de Carlos II (r. 1665–1700), se frenó el ritmo constructor del reinado anterior, sobre todo en lo que respecta a las edificaciones civiles. Entre éstas, tan solo cabe mencionar la Puerta de Felipe IV (1680), que, pese a su nombre, fue erigida en honor de María Luisa de Orleáns, primera esposa de Carlos II. Trazada por Melchor Bueras, estuvo inicialmente emplazada en la Carrera de San Jerónimo, hasta su traslado, a mediados del siglo XIX, a la calle de Alfonso XII, donde sirve de acceso al Parque de El Retiro.
En cuanto a las fundaciones religiosas, se levantaron algunos templos de interés artístico, que abandonaron definitivamente el aspecto austero de la primera mitad del siglo XVII e incorporaron plenamente las tendencias barrocas.
Es el caso de la Iglesia de Nuestra Señora de Montserrat, que forma parte del convento homónimo. Fue trazada en el año 1668 por el arquitecto Sebastián Herrera Barnuevo, si bien su proyecto fue transformado por Gaspar de la Peña, Juan de Torija, Pedro de la Torre, Francisco Aspur y Pedro de Ribera, que intervinieron, en diferentes fases, hasta la conclusión del conjunto en 1720. El edificio destaca por su exterior profusamente ornamentado, en especial la torre que flanquea uno de sus lados, con abundantes motivos naturalistas en su parte superior y alrededor de los vanos.
El gusto por las formas también está presente en la Iglesia de las Calatravas (1670–1678), situada en la calle de Alcalá. Se debe a un diseño de fray Lorenzo de San Nicolás, terminado por Isidro Martínez y Gregorio Garrote. Presenta planta de cruz latina y, en su crucero, se alza una cúpula con tambor de ocho vanos, cuatro abiertos y cuatro cegados. La capilla mayor está adornada con un retablo de José Benito de Churriguera, realizado en tiempos de Felipe V.
Del Monasterio del santísimo Sacramento, fundado por Cristóbal Gómez de Sandoval en la época de Felipe IV, solo se conserva su iglesia, actual Catedral Arzobispal Castrense. El templo se construyó con Carlos II, entre 1671 y 1744, a partir de un proyecto firmado por Francisco Bautista, Manuel del Olmo y Bartolomé Hurtado García.
Su fachada, labrada en sillares de granito, se estructura en tres niveles horizontales y está rematada por un frontón circular. La decoración exterior consiste en diferentes molduras que recorren los vanos, con motivos naturales, y en un relieve dedicado a san Benito y san Bernardo, instalado en el nivel intermedio.
Pese a las corrientes barrocas del momento, el Convento de las Comendadoras de Santiago se aproxima más al arquetipo arquitectónico de la primera mitad del reinado de Felipe IV, caracterizado por su sobriedad. El edificio, que empezó a construirse en 1667, destaca por su iglesia, de planta de cruz griega, fachada inspirada en el modelo del Real Monasterio de la Encarnación y torres con chapiteles herrerianos en los lados.

## Recorrido turístico y monumental

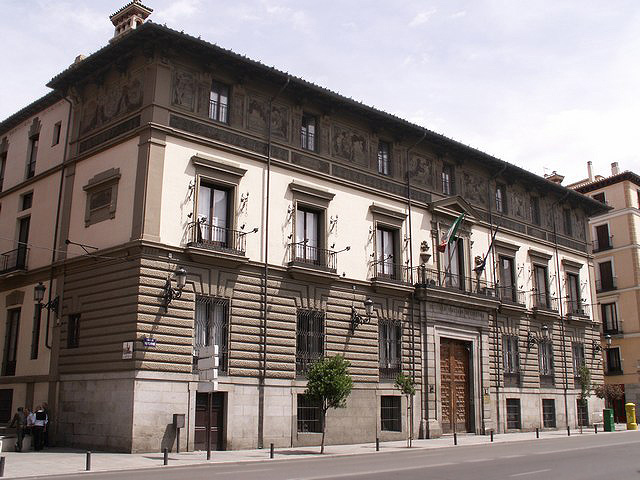
El Palacio del Duque de Abrantes se construyó en el y fue remodelado en el.

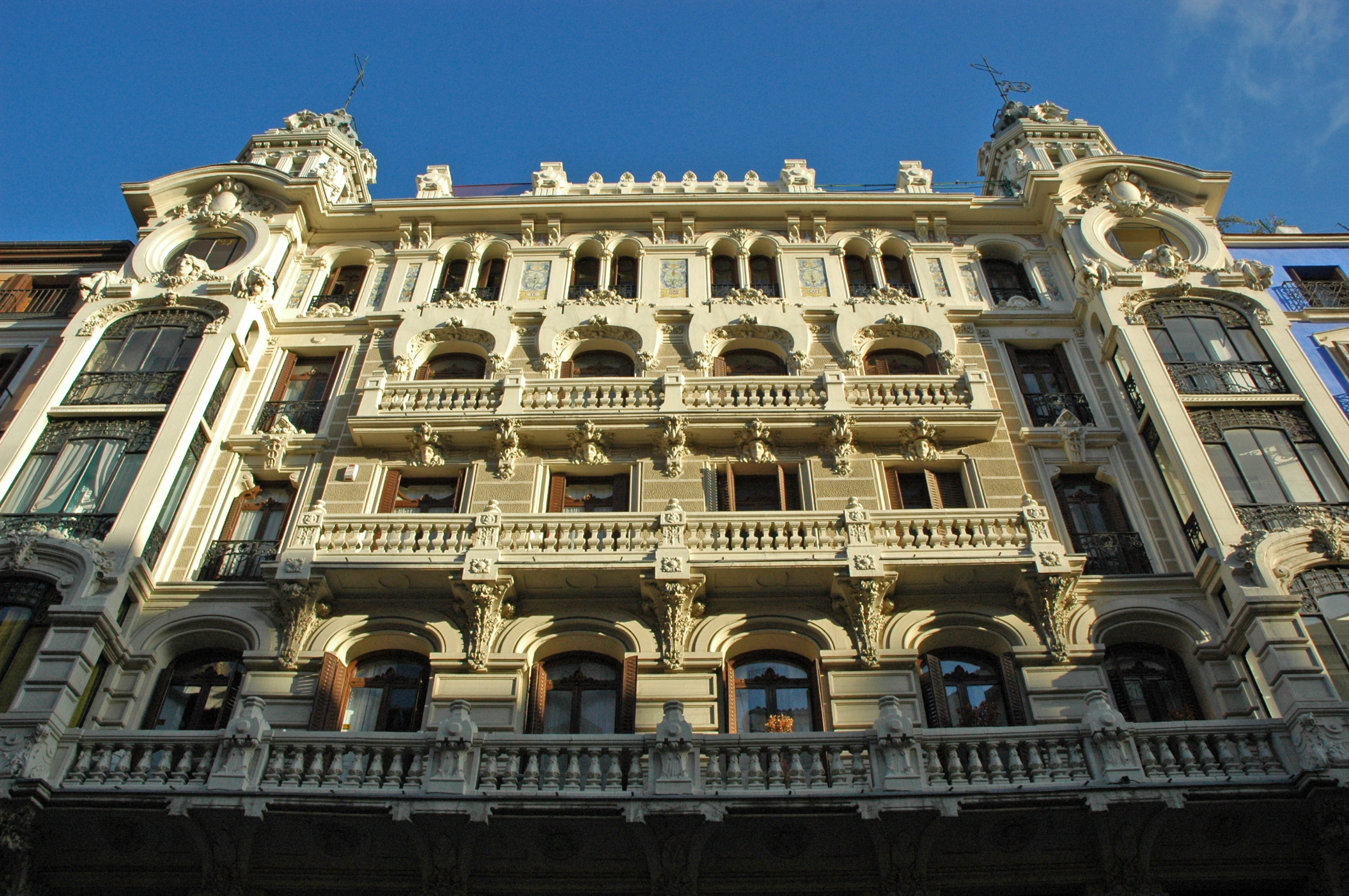
Fachada del edificio de la Compañía Colonial, de estilo modernista.

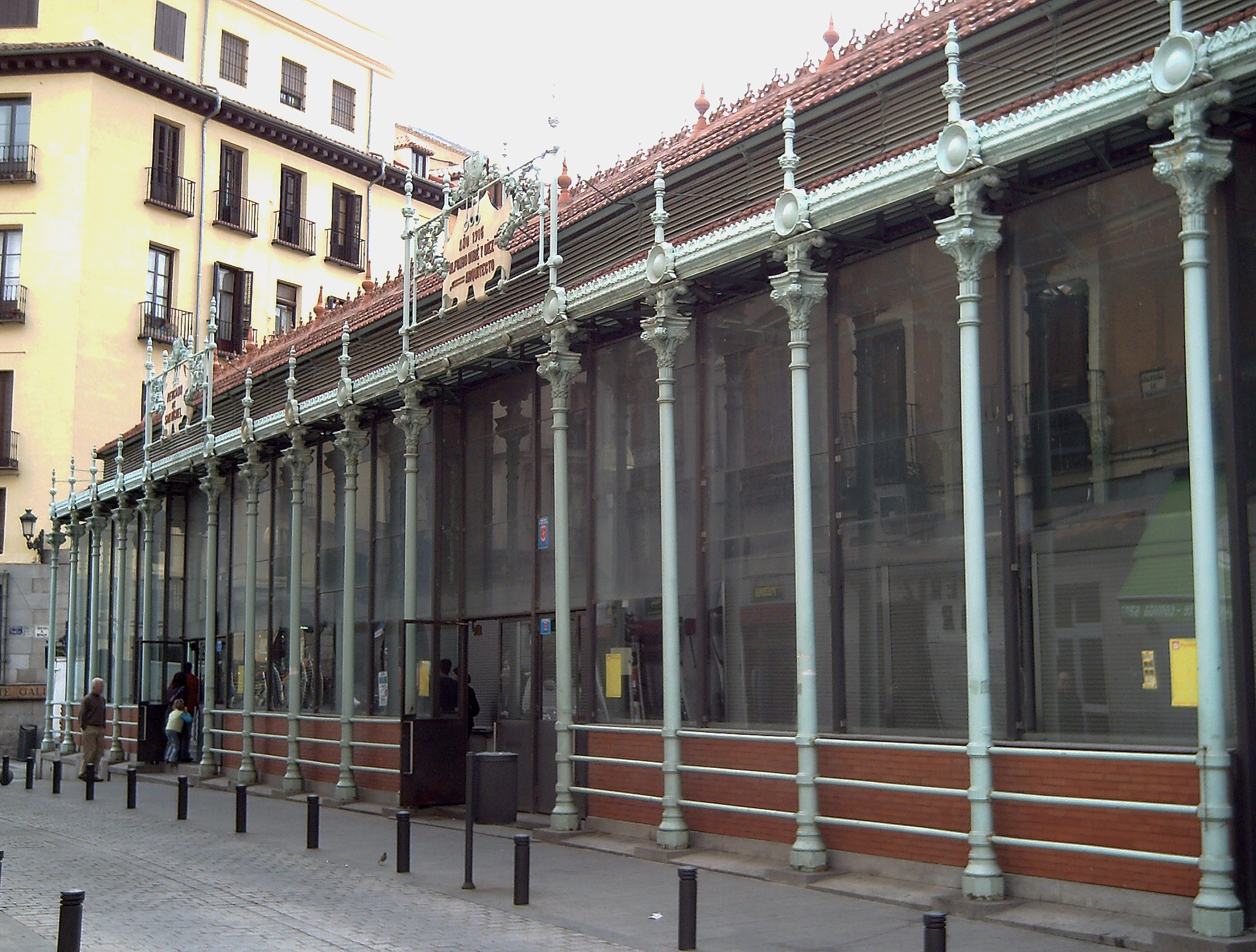
Fachada sudeste del Mercado de San Miguel, de principios del.

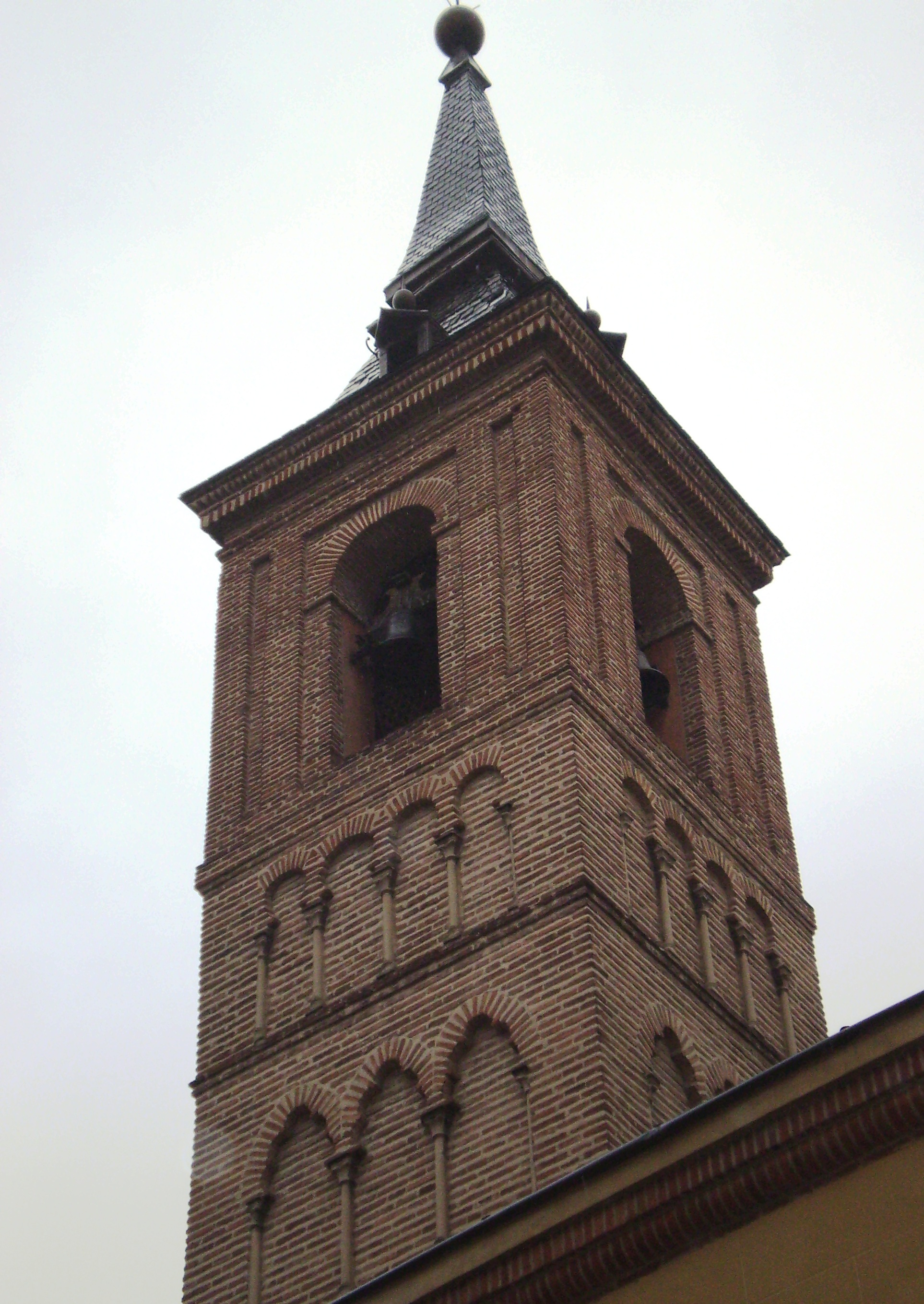
Torre mudéjar, posiblemente del, de la Iglesia de San Nicolás de los Servitas.

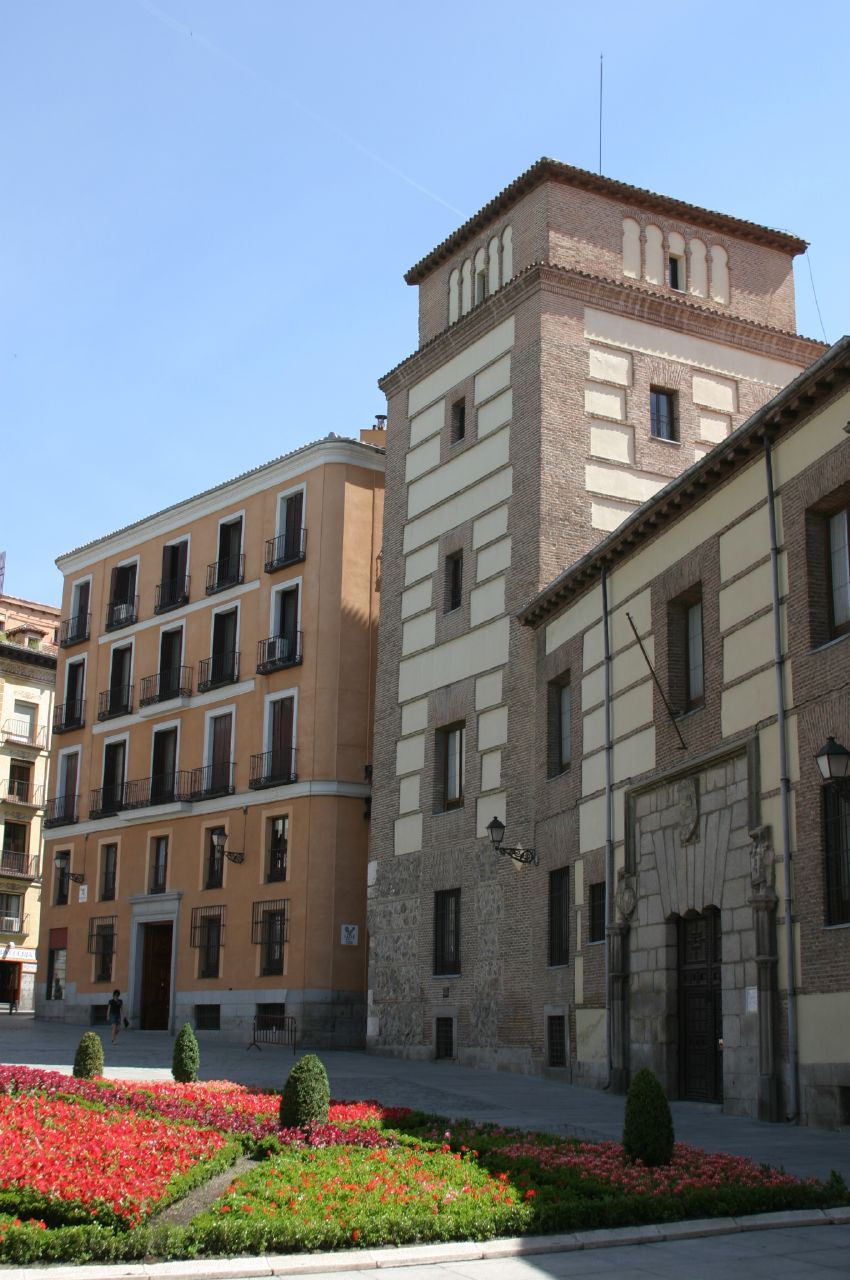
Casa y Torre de los Lujanes, del, que preside el lado oriental de la plaza de la Villa.

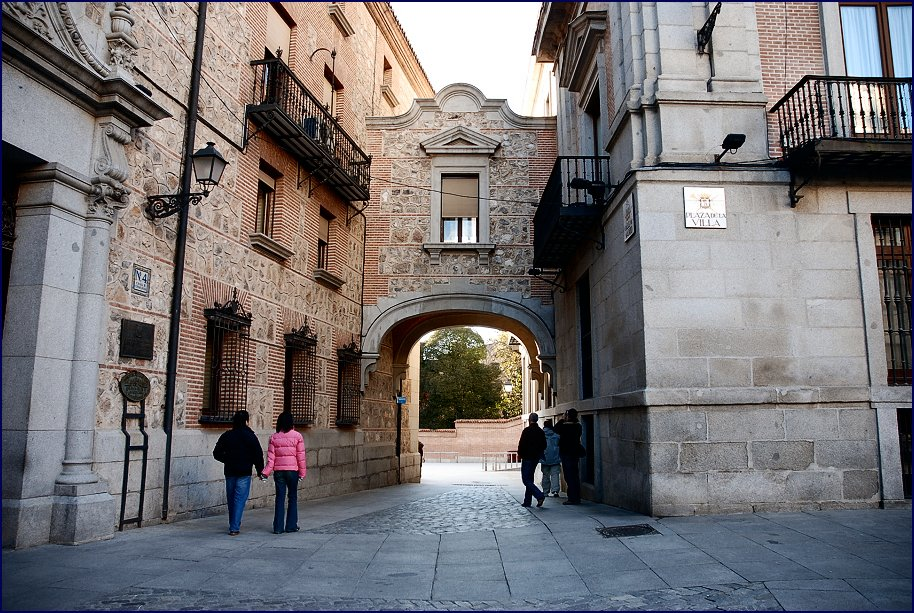
Pasadizo construido a principios del entre la Casa de Cisneros, a la izquierda, y la Casa de la Villa, a la derecha.

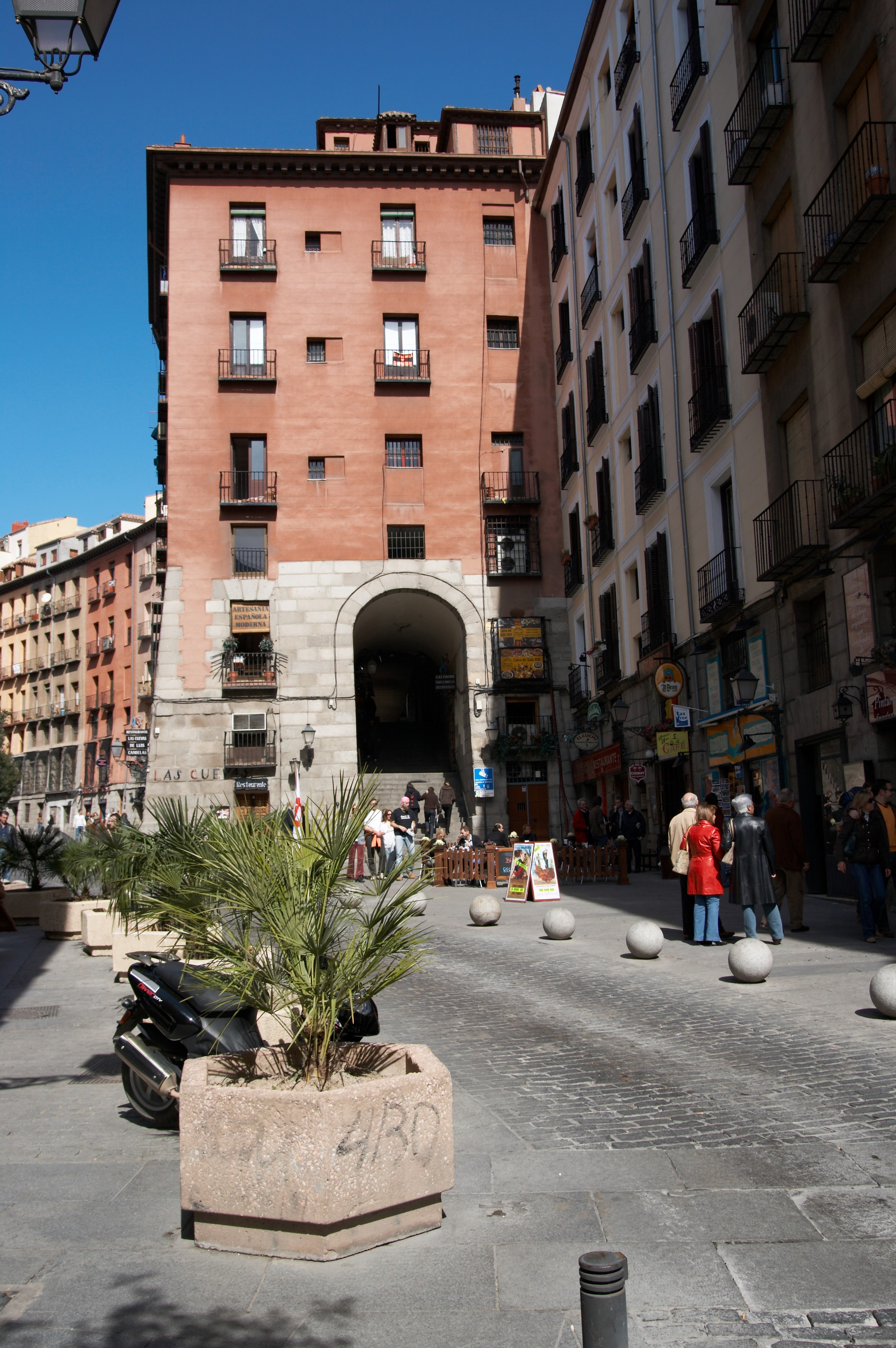
Vista del Arco de Cuchilleros, en el punto de confluencia de la calle homónima y la Cava de San Miguel. Se debe a Juan de Villanueva, que remodeló la plaza Mayor tras el incendio de 1790.

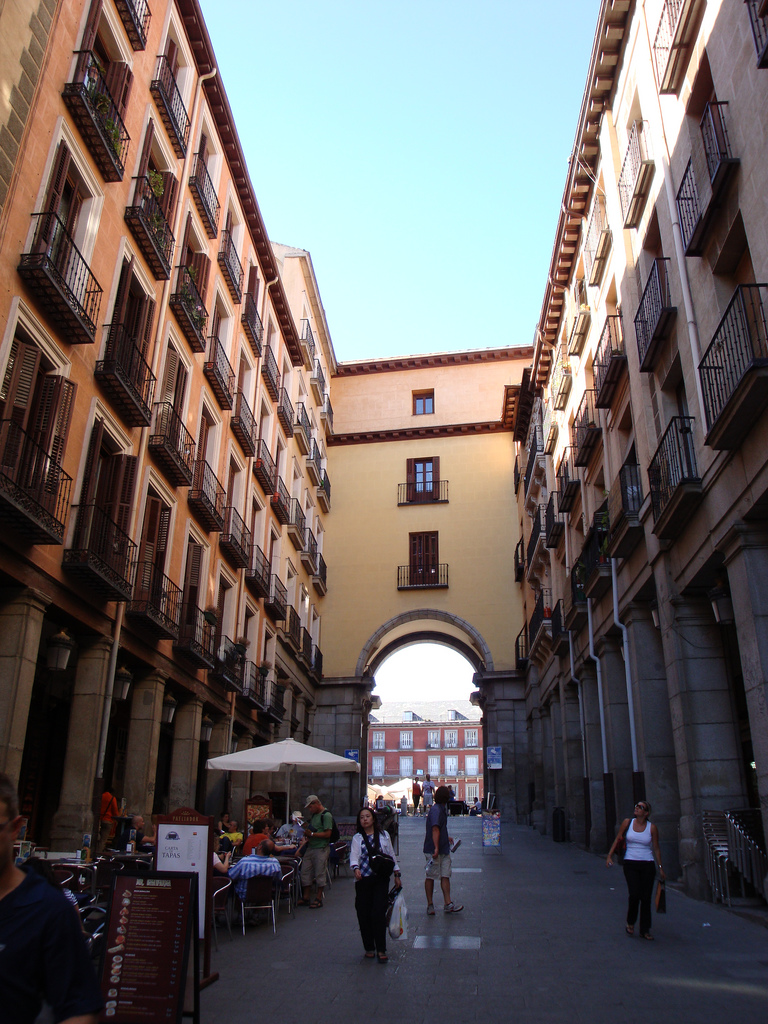
Portal de Cofreros, en el tramo inicial de la calle de Toledo. Al fondo, uno de los nueve accesos de la plaza Mayor.

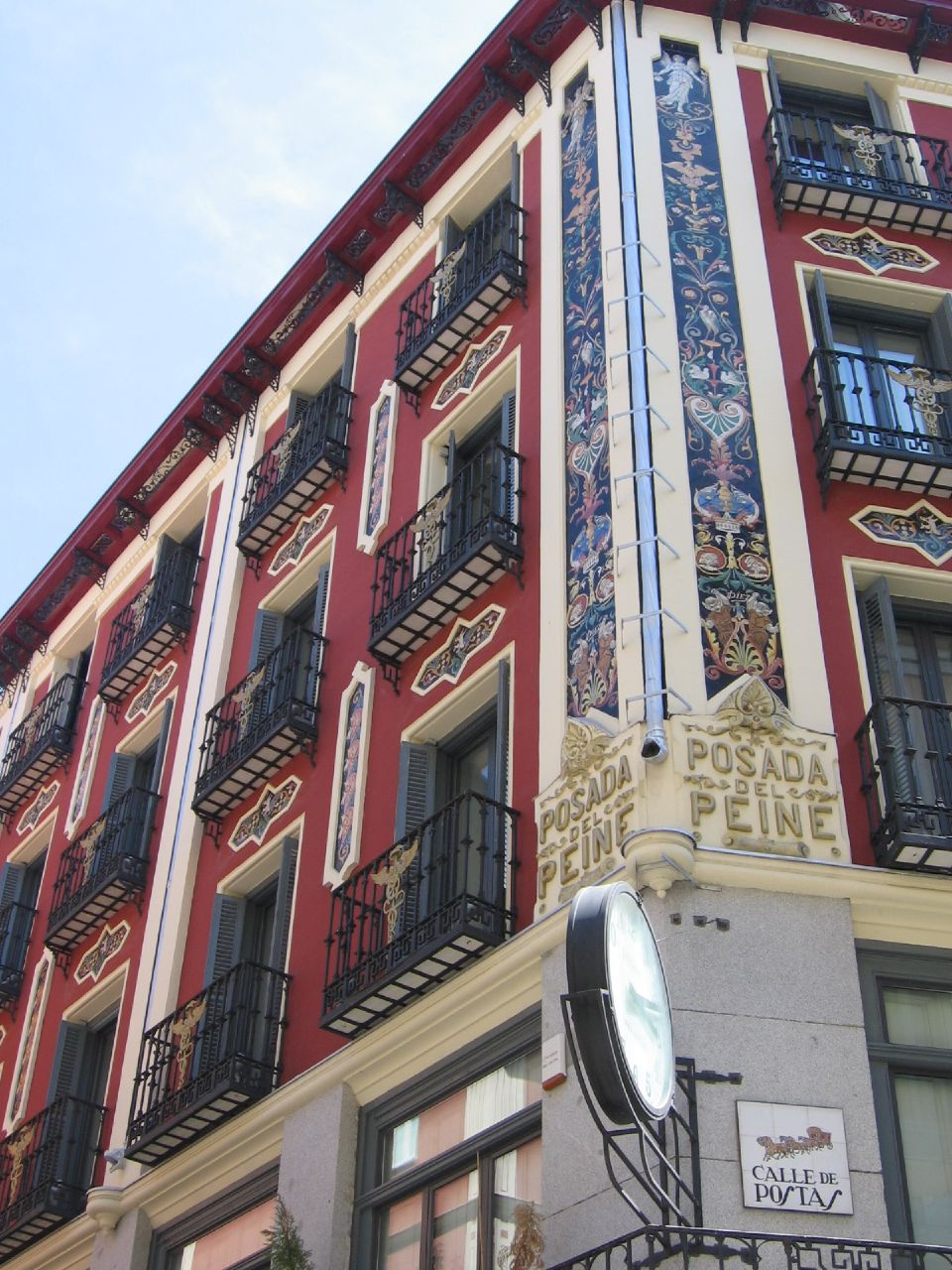
Vista de la Posada del Peine, fundada en 1610.

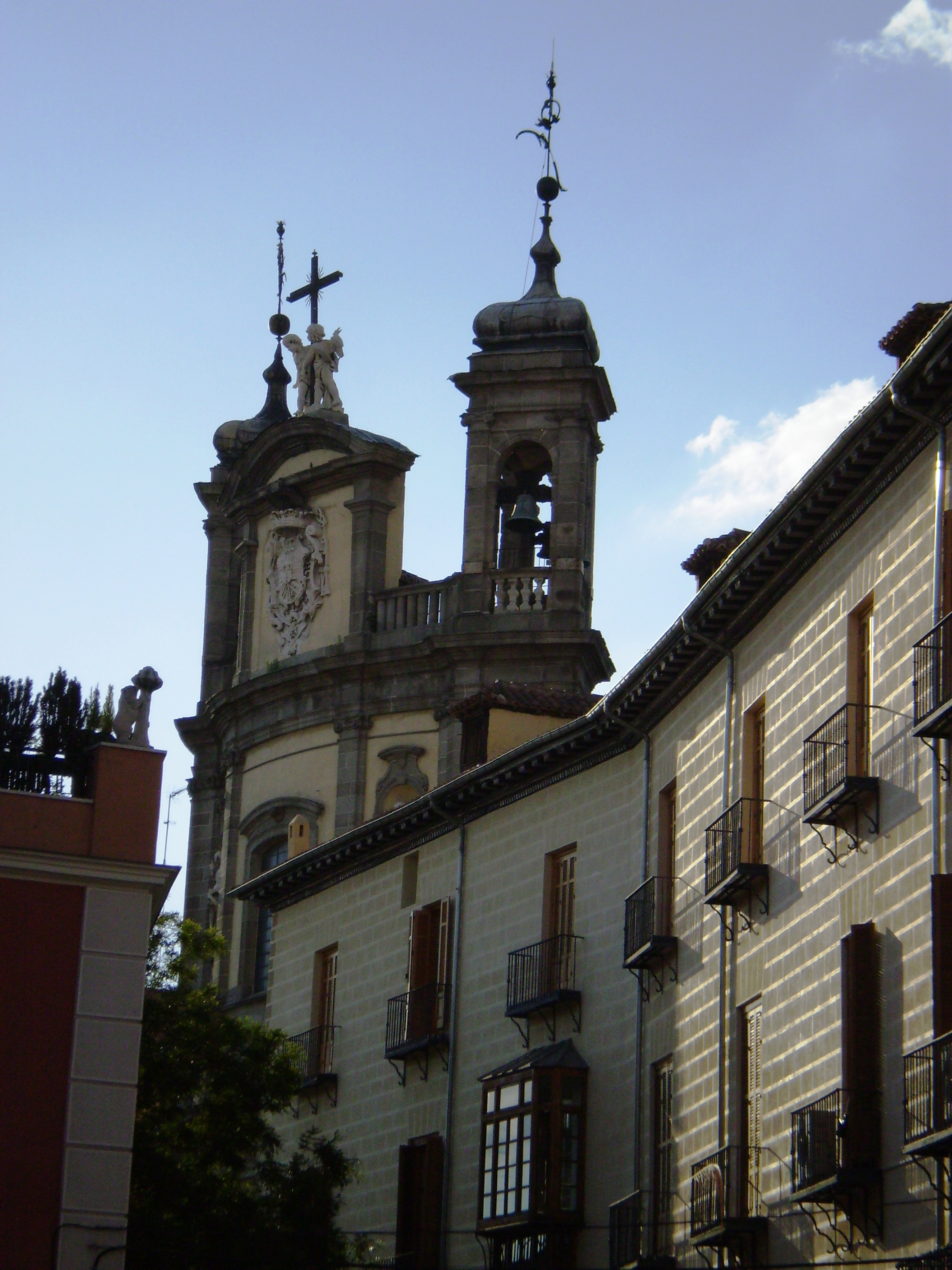
Calle de San Justo, con el Palacio Arzobispal en primer término y la fachada convexa de la Basílica Pontificia de San Miguel, al fondo.

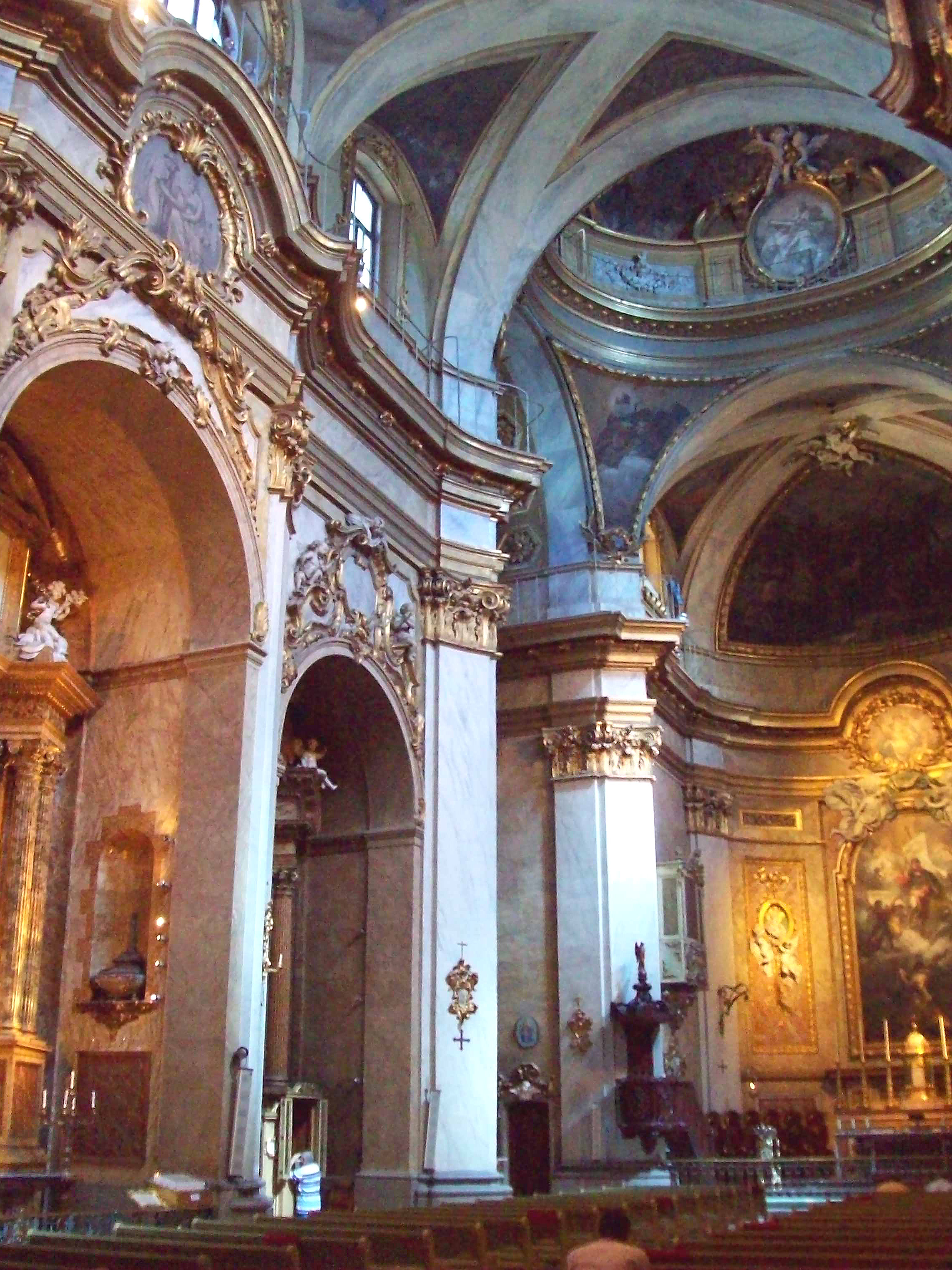
Interior barroco de la Basílica Pontificia de San Miguel.

Las rutas turísticas que utilizan la expresión Madrid de los Austrias recorren la zona de mayor concentración monumental del espacio urbano comprendido dentro de la Cerca de Felipe IV, localizada en una parte de los barrios administrativos de Sol y Palacio.
En estos itinerarios prevalecen criterios de proximidad geográfica por encima de los estrictamente históricos y así, junto a los conjuntos monumentales de los siglos XVI y XVII, cuando reinó en España la Casa de Austria, son promocionados los construidos en otras épocas, por su cercanía con aquellos.

### Calle Mayor
La calle Mayor, que en la actualidad se extiende desde la Puerta del Sol hasta la Cuesta de la Vega, constaba de cuatro tramos diferenciados en los siglos XVI y XVII, cada uno con una denominación distinta.
Con tal nombre solo se conocía la parte extramuros, comprendida entre la Puerta del Sol y la plaza del Comandante Las Morenas. Desde aquí hasta la calle de los Milaneses, era designada como Puerta de Guadalaxara (por estar allí ese acceso de la antigua muralla cristiana). Hasta la plaza de la Villa, se utilizaba la expresión de Platerías, dada la abundancia de comercios de este tipo; y hasta la Cuesta de la Vega, era designada como calle de la Almudena, por la desaparecida iglesia del mismo nombre, fundada sobre una primitiva mezquita.
La calle Mayor fue una de las más importantes del Madrid de los Austrias, al comunicar la zona del Real Alcázar con la Puerta del Sol y, desde aquí, con los caminos de Alcalá de Henares y de los Jerónimos, dos de las principales salidas de la ciudad.
Configurada por edificios entre tres y cuatro alturas, con soportales, destacó por su intensa actividad mercantil. En su entorno se instalaron los gremios artesanales especializados en artículos de lujo, tales como joyeros, plateros, sederos, bordadores de encajes y zapateros, entre otros.
Además de constituir un relevante foco comercial, fue el lugar de residencia de diferentes familias nobiliarias durante el siglo XVII. Aún se conservan los palacios del marqués de Camarasa, de los Consejos y del duque de Abrantes, este último con profundas transformaciones en relación con su aspecto original, fruto de las dos remodelaciones llevadas a cabo en el siglo XIX, en las cuales se cambió su fachada principal y se demolieron sus dos torres laterales, de inspiración herreriana. Entre los palacios desaparecidos, figura el del conde de Oñate.
La calle también tuvo un fuerte carácter institucional. En su tramo intermedio, enfrentada a la plaza de la Villa, estuvo la Parroquia del Salvador, donde el Concejo de Madrid celebraba sus juntas hasta la construcción de la Casa de la Villa. También fue escenario de numerosos actos públicos, como desfiles y procesiones. Con el fin de que la Familia Real pudiera contemplar los mismos, el arquitecto Juan de Villanueva incorporó en la fachada septentrional de la Casa de la Villa, que da a la calle Mayor, la llamada galería de columnas toscanas (1789).
En la calle Mayor tuvieron lugar distintos episodios históricos. En 1578 fue muerto a estoque Juan Escobedo, secretario del Consejo de Hacienda durante el reinado de Felipe II, y en 1622 fue asesinado Juan de Tassis y Peralta, conde de Villamediana. El 31 de mayo de 1906 se produjo un atentado fallido contra el rey Alfonso XIII y su esposa, Victoria Eugenia de Battenberg, durante el desfile celebrado el día de su boda. En la confluencia de las calles Mayor y Sacramento, se encuentra situado un monumento conmemorativo, que recuerda a las víctimas del suceso.
Lope de Vega (1562–1635) nació en el número 50 de la calle y Calderón de la Barca (1600–1681) murió en el número 61, en la denominada casa estrecha, donde residía con su hija adoptiva, María Calderón la Calderona, actriz de teatro y amante de Felipe IV.
Junto a los conjuntos monumentales de la época de los Austrias, señalados anteriormente, la calle Mayor posee atractivos turísticos de periodos posteriores. Es el caso del edificio de la Compañía Colonial, de estilo modernista; de la farmacia de la Reina Madre, fundada en 1913, sobre un antiguo establecimiento que proveía medicamentos a la reina Isabel de Farnesio (1692–1766), de quien toma su nombre; y de la pastelería El Riojano, inaugurada en 1855 y prototipo del comercio tradicional del siglo XIX.

#### Entorno
En el entorno de la calle Mayor, se hallan las plazas Mayor y de la Villa, ubicadas junto a su cara meridional. En esta parte se levanta también el Mercado de San Miguel (1913–1916), que mantiene intacta su estructura original de hierro.
Cerca de su tramo final, se encuentran la Catedral Arzobispal Castrense y la Iglesia de San Nicolás de los Servitas, una de las más antiguas de la ciudad. Esta última aparece citada en el Fuero de Madrid de 1202 y su elemento de mayor interés arquitectónico es su torre mudéjar, con arquerías ciegas, que data probablemente del siglo XII. Aquí estuvo enterrado el arquitecto Juan de Herrera en el año 1597.
En las proximidades de este templo, se halla el Cuartel de San Nicolás, edificio del siglo XVI, que sirvió de residencia a los condes de Chinchón y más tarde al marqués de Tolosa.

### Plaza de la Villa
La plaza de la Villa fue uno de los núcleos más transitados del Madrid medieval, por su ubicación a medio camino entre la Puerta de Guadalaxara y la de la Vega, situadas en los extremos oriental y occidental, respectivamente, de la desaparecida muralla cristiana.
En el siglo XV, el rey Enrique IV de Castilla (1425–1474) impulsó su urbanización, coincidiendo con la otorgación del título de Muy Noble y Muy Leal a la ciudad, al tiempo que cambió su nombre primitivo, plaza del Salvador, por el actual.
La cara occidental de la plaza está presidida por la Casa de la Villa, proyectada en el primer tercio del siglo XVII. En el lado oriental se encuentra el conjunto formado por la Casa y Torre de los Lujanes, uno de los edificios civiles más antiguos que se conservan en Madrid, y la Casa de Álvaro de Luján (1494). En el meridional se alza la Casa de Cisneros.
La Casa y Torre de los Lujanes data del siglo XV. Es de estilo gótico–mudéjar y en su portada principal hay instalados varios escudos de la familia de los Lujanes, su primera propietaria. Según la tradición, en el torreón estuvo alojado el rey Francisco I de Francia (1494–1547), hecho prisionero en la batalla de Pavía (1525).
La Casa de Cisneros fue levantada en el año 1537. Toma su nombre de Benito Jiménez de Cisneros, su promotor y sobrino del cardenal Cisneros (1436–1517). La fachada que da la plaza es una construcción historicista de principios del siglo XX, realizada por Luis Bellido y González, mientras que la situada en la calle de Sacramento es la original plateresca. Está unida con Casa de la Villa mediante un pasadizo, obra del citado arquitecto, que salva la calle de Madrid.
En el centro del recinto se alza el Monumento a Álvaro de Bazán, erigido en 1888 a iniciativa municipal. La estatua, realizada en bronce, se debe a Mariano Benlliure.

### Plaza Mayor
La plaza Mayor es uno de los proyectos urbanísticos que mejor definen al Madrid de los Austrias. Se asienta sobre la antigua plaza del Arrabal, llamada así por su situación extramuros, entre los arrabales de San Martín y de Santa Cruz, justo en la encrucijada donde partían los caminos de Toledo y del Santuario de Nuestra Señora de Atocha.
Durante el siglo XV, la plaza del Arrabal fue el centro comercial de la villa, donde se celebraban los mercados más importantes. Esta función desapareció en el siglo XVI, cuando Felipe II encargó a Juan de Herrera la primera ordenación urbanística del enclave y, definitivamente, con el diseño de Juan Gómez de Mora, llevado a cabo durante el reinado de Felipe III, el principal impulsor de la plaza Mayor.
La plaza fue concebida como un espacio cortesano y escenario de los principales actos públicos, tanto los de carácter civil como los religiosos. Ha sufrido tres grandes incendios a lo largo de la historia, el último de los cuales, acaecido en 1790, dio lugar a su última gran remodelación, realizada por el arquitecto Juan de Villanueva.
Éste transformó el trazado original, reduciendo el número de plantas de los edificios circundantes, de cinco a tres, con objeto de homogoneizar la altura de todo el conjunto a partir de la referencia marcada por la Casa de la Panadería. También cerró completamente el perímetro del recinto, a partir de un sistema de accesos dispuestos en grandes arcadas, que sustituyó a las vías abiertas del diseño primitivo.
La plaza está porticada y tiene planta rectangular. Sus lados septentrional y meridional, de 129 m de largo cada uno, están presididos por las Casas de la Panadería y de la Carnicería, respectivamente. Los otros dos tienen una longitud de 94 m. En su parte central se encuentra la estatua ecuestre de Felipe III (1616), orientada al oeste.

#### Entorno
La construcción de la plaza Mayor significó la ordenación urbanística de su entorno más inmediato. La Cava de San Miguel, vía que bordea la plaza por su cara occidental, fue una de las zonas más afectadas, junto con la calle de Toledo, que arranca en el lado meridional.
En la Cava de San Miguel fue necesario reconstruir la práctica totalidad del caserío existente en la acera impar, para salvar el desnivel existente. Se elevó la altura de los inmuebles aquí situados hasta un total de ocho plantas, algo insólito en las viviendas de la época, si bien, durante la remodelación de Juan de Villanueva, fueron suprimidas dos.
En esta reforma se levantó el Arco de Cuchilleros, uno de los nueve accesos de la plaza Mayor, que comunica ésta con la Cava de San Miguel y la calle de Cuchilleros, atravesando los bajos de los citados edificios.
También se intervino sobre el tramo inicial de la calle de Toledo, con la realización del llamado Portal de Cofreros, conjunto de viviendas de tres y cuatro plantas, que presentan soportales adintelados en su parte inferior. Fueron proyectados por Juan Gómez de Mora en el siglo XVII, pero su aspecto actual se debe al proyecto ideado por Villanueva en el siglo XVIII.
Más allá de los establecimiento turísticos de la zona, pueden mencionarse la Posada del Peine, con sus orígenes en 1610, situada en la confluencia de las calles del Marqués Viudo de Pontejos y de las Postas, y el restaurante Sobrino de Botín relacionado con la antigua Casa Botín de la plaza de Herradores.

### Calles de San Justo y Sacramento
Las calles de San Justo y Sacramento, junto con la plaza del Cordón, conforman un único eje viario, mediante el cual se comunica, siguiendo la dirección sudeste-noroeste, la plaza de Puerta Cerrada con las calles Mayor y Pretil de los Consejos. Esta zona destaca por su elevada concentración de palacios y casas nobiliarias, que reflejan la función residencial desarrollada en los siglos XVI, XVII y XVIII.
La calle de San Justo tuvo además un fuerte componente religioso. En ella se encontraba la iglesia medieval de los Santos Justo y Pastor, anterior al siglo XIII, que desapareció en 1690 en un incendio. Sobre su solar, el arquitecto Santiago Bonavía construyó la Basílica Pontificia de San Miguel (1739–1745), un templo de clara influencia italiana, en el que sobresale su fachada convexa, única en el barroco madrileño.
Junto a este edificio se halla el Palacio Arzobispal, también barroco, promovido por el cardenal-infante Luis Antonio de Borbón y Farnesio y el cardenal Francisco Antonio de Lorenzana, en el siglo XVIII.
En el tramo final de esta vía, se sitúa la Casa de Iván de Vargas, donde, según la tradición, vivió el patrono que dio trabajo y cobijo a san Isidro. Se desconoce el origen exacto del edificio, aunque se sabe que fue reformado entre los siglos XVI y XVII. El Ayuntamiento de Madrid procedió a su demolición en 2002, ante su mal estado de conservación, y está prevista la inauguración de una réplica en 2010.
La plaza del Cordón actúa como línea divisoria entre las calles de San Justo y Sacramento. Este pequeño recinto está presidido, en su lado meridional, por el Palacio del Cordón (1692), del que toma su nombre; y, en el septentrional, por la fachada plateresca de la Casa de Cisneros (1537), que también da la plaza de la Villa, por su cara norte.
En lo que respecta a la calle de Sacramento, hay que mencionar tres construcciones de interés histórico-artístico: los jardines del Palacio del marqués de Camarasa, cuya fachada principal se encuentra en la calle Mayor; el Palacio del conde O'Reilly, proyectado por Pedro Hernández en 1725; y la Catedral Arzobispal Castrense, mencionada anteriormente, que formaba parte del desaparecido Convento del santísimo Sacramento, al que la calle debe su topónimo.
Este convento fue fundado en 1615 por Cristóbal Gómez de Sandoval y de la Cerda, duque de Uceda y valido de Felipe III, como un anexo del Palacio de los Consejos (en la calle Mayor), donde residía. En los años setenta del siglo XX fue derribado y su solar lo ocupa actualmente un bloque de viviendas.
Los jardines conventuales son los únicos restos que se conservan. Se extienden sobre un terraplén artificial, situado en la parte posterior del citado edificio, que da a la plaza de la Cruz Verde.

#### Entorno

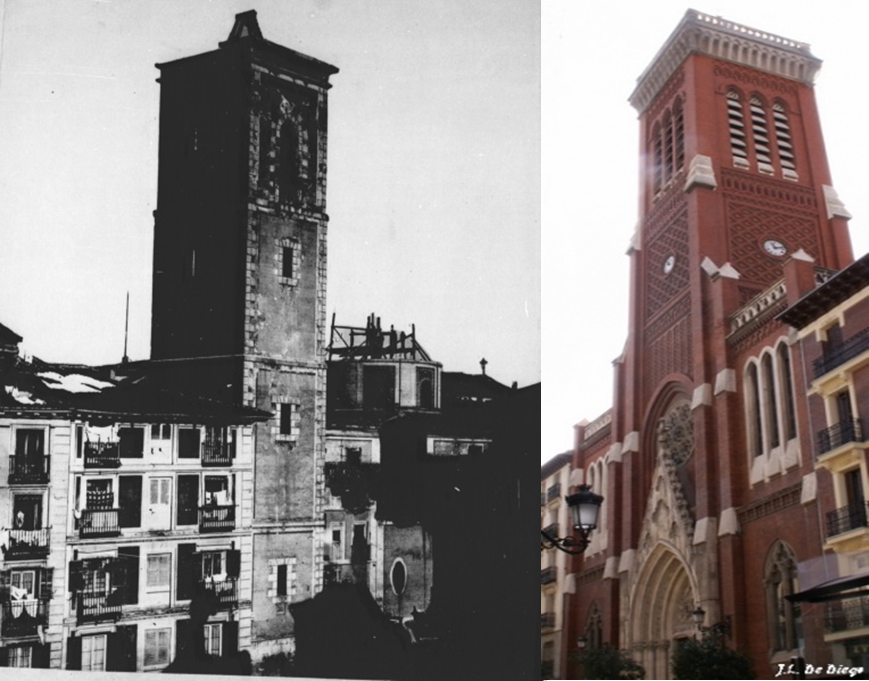
Iglesia de Santa Cruz. A la izquierda, el primitivo edificio, destruido en 1868; y, a la derecha, el templo actual, construido por Francisco de Cubas entre 1889 y 1902.

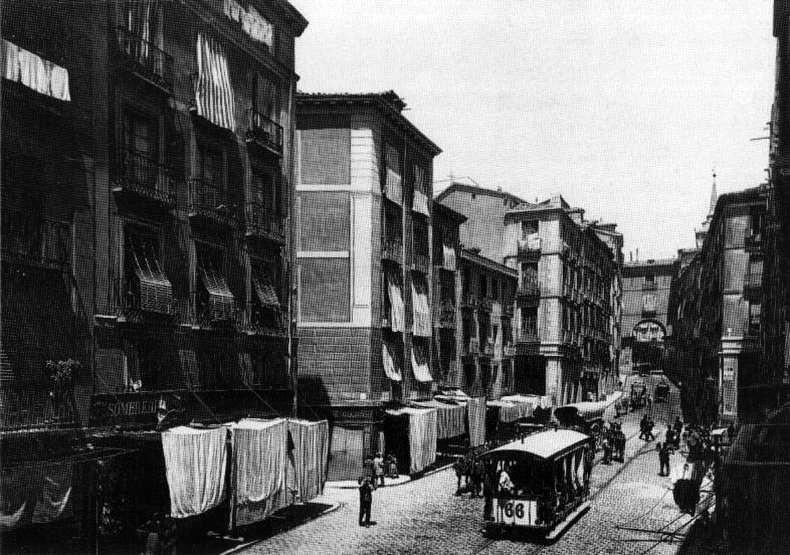
La calle de Toledo en una fotografía de 1890.

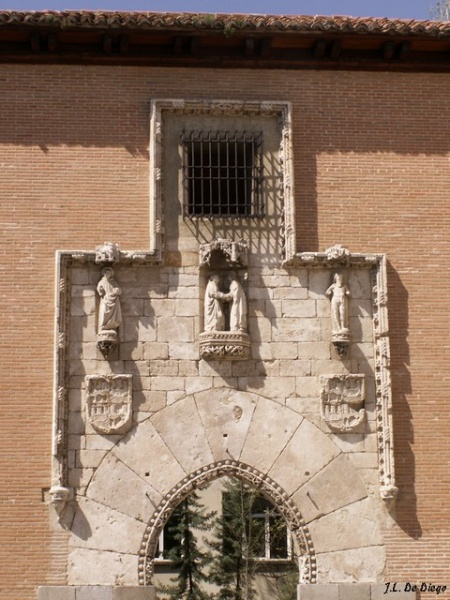
Portada de estilo gótico tardío del Hospital de la Latina, trasladada, tras la demolición del edificio, a la Ciudad Universitaria.

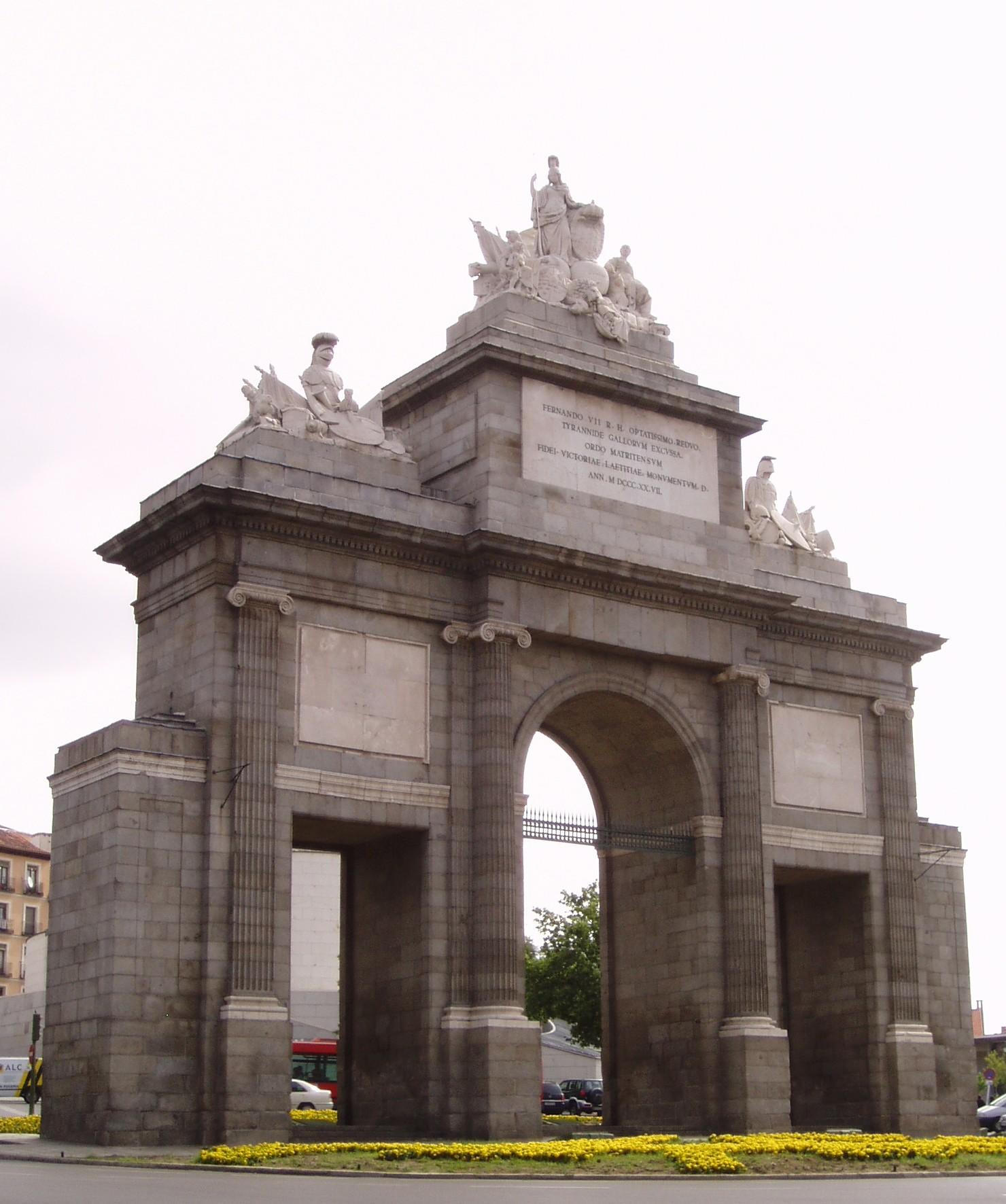
Fachada sur de la Puerta de Toledo.

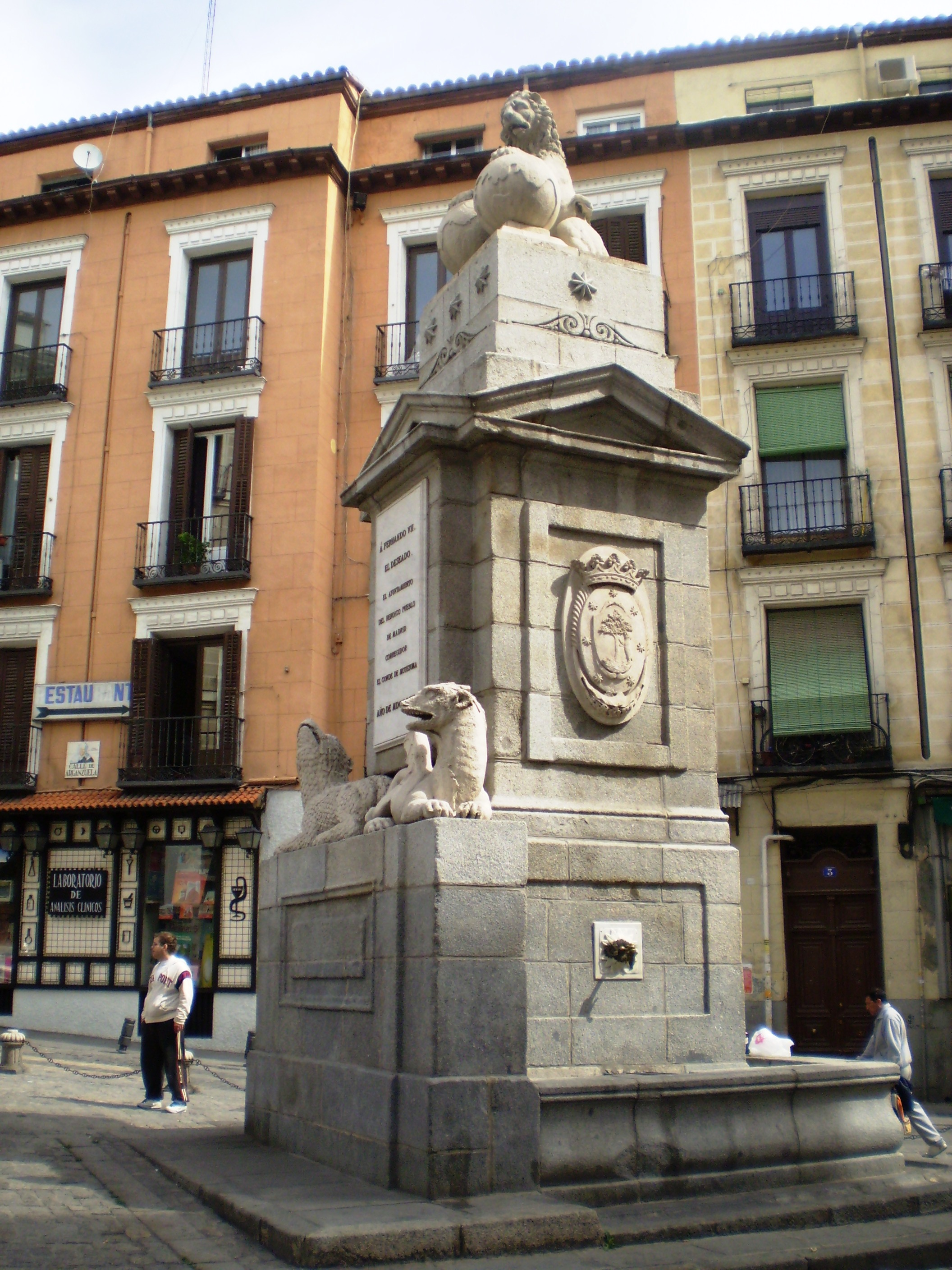
La Fuentecilla, erigida en honor de Fernando VII.

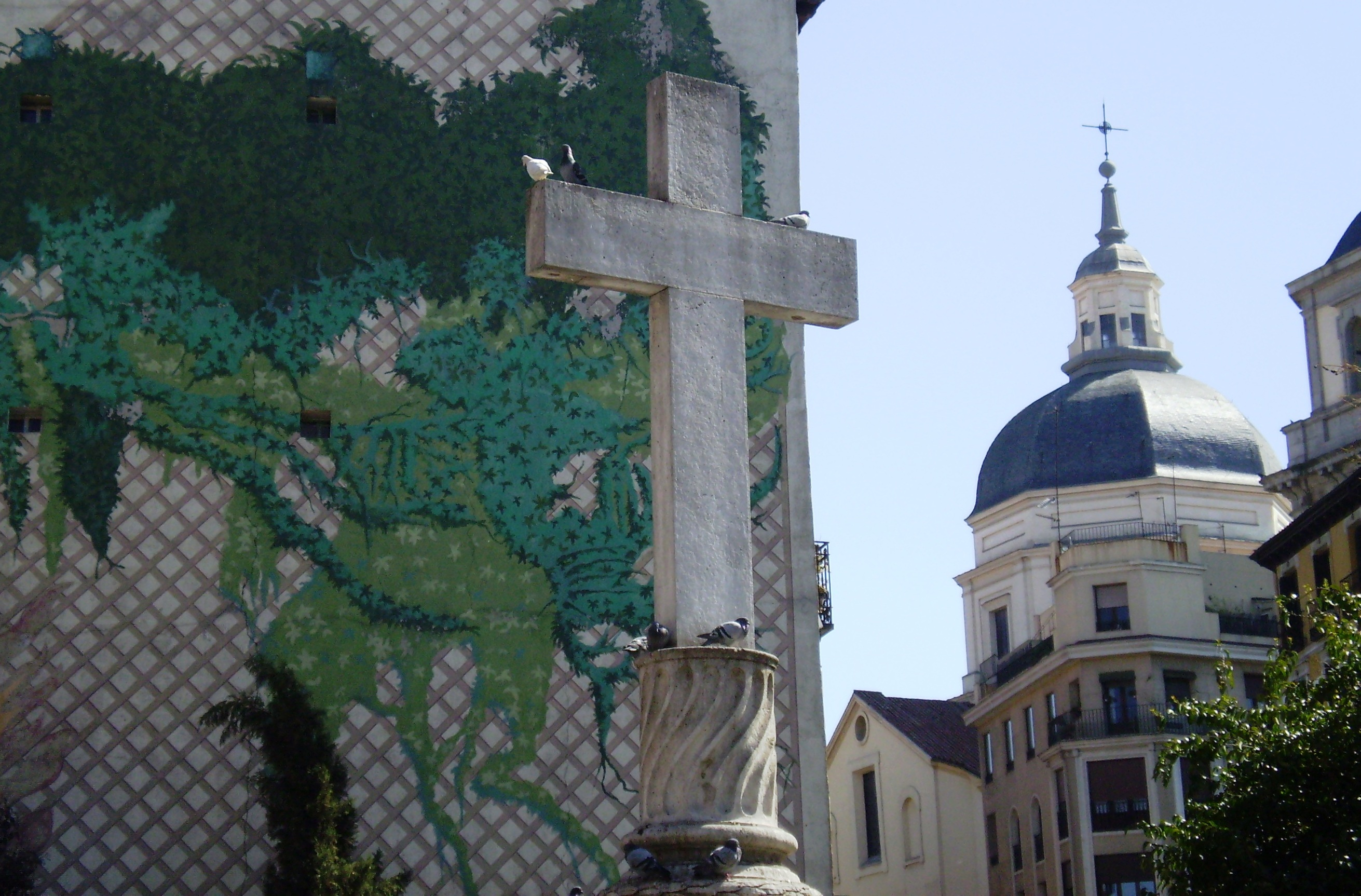
Vista parcial de la Plaza de Puerta Cerrada, con la cúpula de la Colegiata de San Isidro a la derecha.

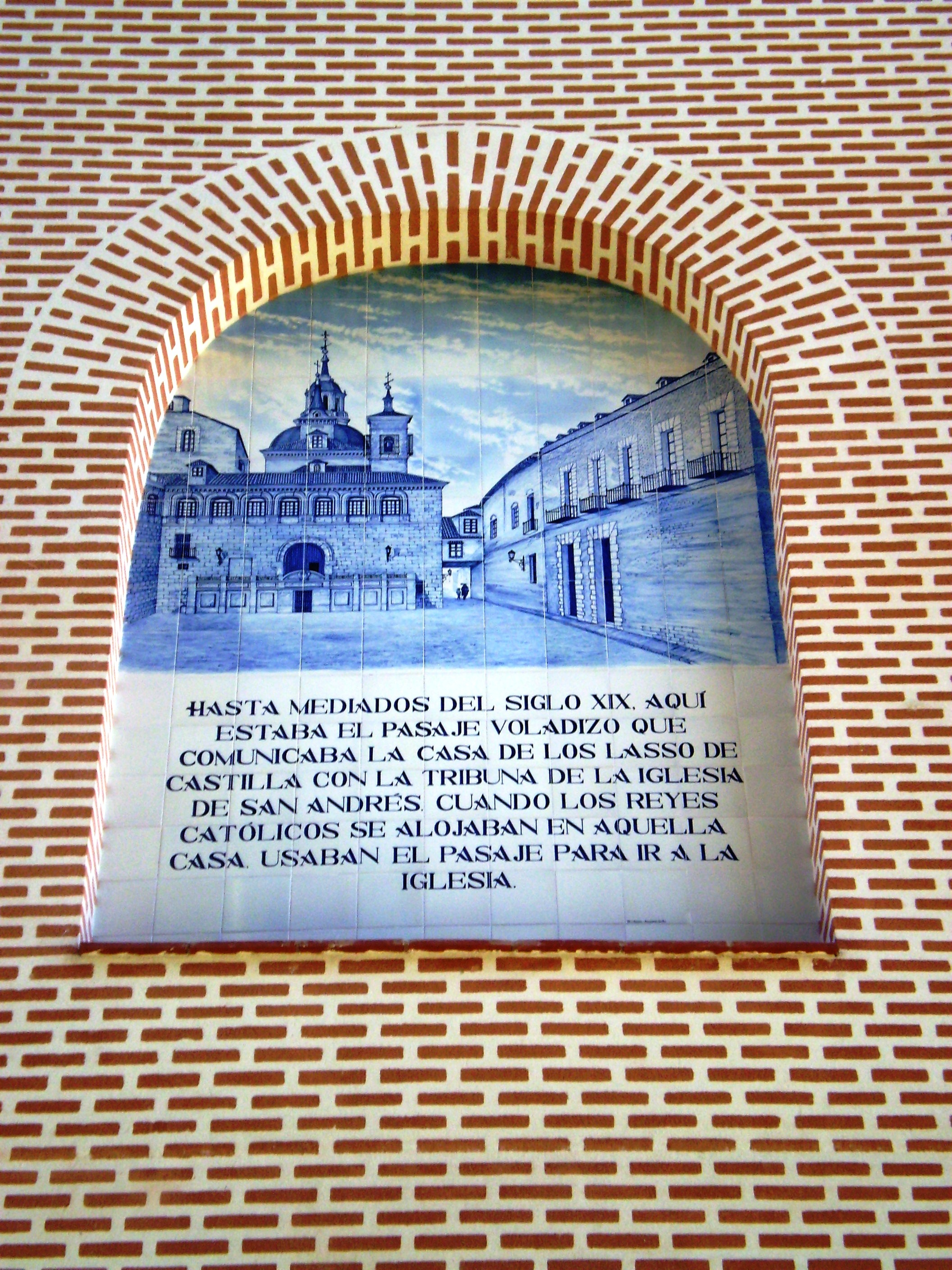
Arco de la Iglesia de San Andrés, donde estaba instalado el pasadizo voladizo que comunicaba con el Palacio de los Lasso de Vega, utilizado por los Reyes Católicos para acceder al templo.

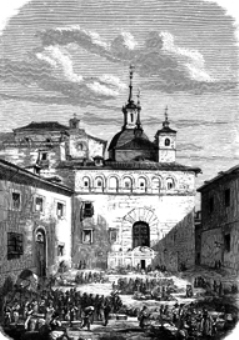
La plaza de la Paja en 1860. En primer término, la Capilla del Obispo; al fondo, la torre y cúpula de la Iglesia de San Andrés; y, a la izquierda, el Palacio de los Vargas.

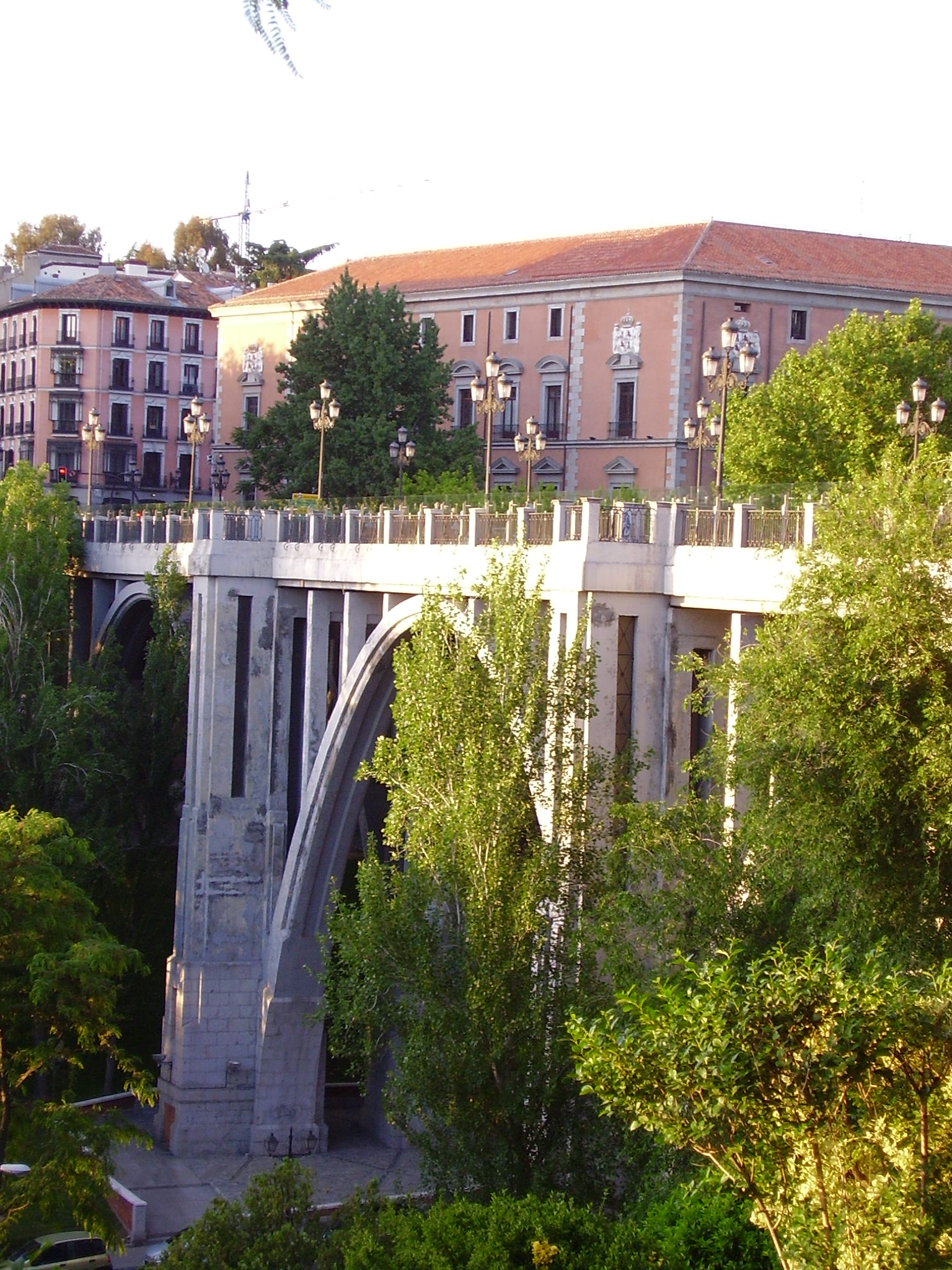
Viaducto de Segovia, desde la calle homónima. Al fondo, a la derecha, el Palacio de los Consejos.

En las inmediaciones de la calle de San Justo, hacia el norte, se encuentran las plazas del conde de Barajas, donde estuvo el palacio homónimo, y del conde de Miranda. En esta última tiene su acceso principal el Monasterio del Corpus Christi (o de las Carboneras), fundado en 1607 por Beatriz Ramírez de Mendoza, condesa de Castellar. Es una de las pocas construcciones del Madrid de los Austrias que no ha sido objeto de grandes reformas o transformaciones posteriores.
Junto a este edificio, se halla la Casa-Palacio de los condes de Miranda, del siglo XVII. Presenta tres alturas y sigue el modelo imperante en la época de reservar la planta intermedia a la residencia nobiliaria y la baja a los servicios domésticos y a las estancias de los criados.

### Plazas de la Provincia y de Santa Cruz
La plaza de la Provincia se encuentra al sudeste de la plaza Mayor. En sus caras septentrional y occidental está porticada, mediante soportales adintelados, mientras que, hacia el este, el recinto queda abierto a través de la contigua plaza de Santa Cruz y el tramo inicial de la calle de Atocha.
El Palacio de Santa Cruz, que se eleva sobre su lado meridional, define el conjunto. Su fachada principal, inspirada en la arquitectura clásica italiana y española, destaca por la simetría de su composición y por el bicromatismo de los materiales de construcción, procedente de los tonos rojizos del ladrillo empleado en los lienzos y de los grisáceos de la piedra de granito, instalada en la portada y en las dovelas que recorren los vanos y las esquinas de las torres laterales.
En uno de los extremos de la plaza, se ubica la Fuente de Orfeo, reproducción de finales del siglo XX de la estructura original del siglo XVII. Ésta fue diseñada por el arquitecto Juan Gómez de Mora y esculpida por Gaspar Ordóñez en 1629. Se demolió en 1865, si bien el grupo escultórico que preside la fuente, en el que se representa al personaje mitológico de Orfeo, se conserva en el Museo Arqueológico Nacional de Madrid. En sus inmediaciones, se encuentra un monumento que recuerda el ingreso de España en la Unión Europea en el año 1986.
Por su parte, la plaza de Santa Cruz es un espacio rectangular, que aparece porticado únicamente por su frente occidental. Se extiende sobre el solar de la desaparecida Iglesia de Santa Cruz, de la que toma su denominación. Este templo, fundado en el siglo XIII para conmemorar el triunfo de Alfonso VIII de Castilla en la Batalla de las Navas de Tolosa y derribado en 1868, fue uno de los más importantes del Madrid medieval, dado su emplazamiento en uno de los arrabales de mayor expansión demográfica. Su torre, conocida, a partir del siglo XVI, como Atalaya de la Corte, medía 144 pies de altura y era una de las más altas de la villa.
La Iglesia de Santa Cruz fue refundada a finales del siglo XIX, muy cerca de su emplazamiento original, al inicio de la calle de Atocha. El edificio actual, construido entre 1889 y 1902 por el arquitecto Francisco de Cubas, es de estilo neogótico y consta de una sola nave, con ocho capillas laterales. Su fachada está formada por un gran arco apuntado, con arquivoltas, cuya parte interior está decorada con un relieve de Aniceto Marinas. La torre, de 85 m, emula en altura a la medieval.

#### Entorno
En la calle de la Bolsa, que enlaza la plaza de Santa Cruz con la de Jacinto Benavente, se halla la llamada Capilla de la Bolsa, de estilo barroco, hoy convertida en restaurante. Estuvo adscrita a la Parroquia de Santa Cruz y, en el siglo XIX, pasó a formar parte del edificio que albergó las primeras instalaciones de la Bolsa de Madrid.
Al final de la calle, se levanta la Casa de los Cinco Gremios, cuyas obras se iniciaron en 1788, a partir de un proyecto de José de la Ballina. Fue la sede de la asociación de los Cinco Gremios Mayores de Madrid, formada por sederos, pañeros, lenceros, joyeros y merceros y constituida a finales del siglo XVII.
El Palacio del duque de Rivas (o de Viana) está situado en la calle de Concepción Jerónima, junto a la parte posterior del Palacio de Santa Cruz. Tiene sus orígenes en 1499, cuando se construyó una primitiva casa solariega de estilo renacentista, si bien el edificio actual es del siglo XVIII, con profundas transformaciones llevadas a cabo en 1843 por el arquitecto Francisco Javier Mariategui.

### Calle de Toledo
El tramo inicial de la calle de Toledo, que va desde la plaza Mayor hasta la Puerta de Toledo, se configuró en los siglos XV, XVI y XVII, a partir del camino que conducía a la actual capital castellano-manchega.
El Portal de Cofreros, la Colegiata de San Isidro y los Reales Estudios de San Isidro, que ocupan las antiguas dependencias del Colegio Imperial, son los únicos edificios de interés histórico-artístico de la época de los Austrias que han llegado a la actualidad.
En cambio, no se conserva ningún vestigio de la dinastía de los Trastámara, tras la demolición en 1904 del Hospital de La Latina y del convento homónimo, fundados en 1499 por Beatriz Galindo la Latina. Del complejo hospitalario se rescató su portada, que se exhibe en la Escuela Técnica Superior de Arquitectura de la Universidad Politécnica de Madrid, en la Ciudad Universitaria. Realizada en piedra de caliza, está formada por un arco en punta, sobre el que hay instalados dos escudos de armas y un grupo escultórico.
En su tramo final, la calle de Toledo se ensancha notablemente, fruto de los diferentes proyectos de ordenación llevados a cabo en tiempos de los Borbones. Esta parte se extiende desde la Puerta de Toledo (1817–1827), concebida como un arco de entrada triunfal para el rey Fernando VII, hasta el puente homónimo (1719–1732), obra maestra del arquitecto Pedro de Ribera, concluida con Fernando VI.
Estas dos construcciones son herederas de distintos planes urbanísticos desarrollados en periodos anteriores. En el entorno del desaparecido Hospital de La Latina, cerca de la confluencia de la calle de Toledo con la plaza de la Cebada, existió una primera puerta, que permitía el acceso a la ciudad a través de la Cerca de Enrique IV. En 1625, fue levantada la Cerca de Felipe IV, que rebasó el perímetro del casco urbano medieval, con lo que esta primitiva puerta quedó en desuso y se procedió a la edificación de una nueva.
Con respecto al puente, hubo dos anteriores, conocidos como de la Toledana. Fueron proyectados durante los reinados de Felipe IV y Carlos II y destruidos por sendas crecidas del río Manzanares. El segundo de ellos, incluso, fue objeto de una reconstrucción, que igualmente sucumbió ante las riadas.
La Fuentecilla también corresponde a la época de los Borbones. Se trata de una fuente monumental, erigida en honor de Fernando VII. Se terminó en el año 1815 y en su construcción se emplearon materiales procedentes de la desaparecida Fuente de la Abundancia (siglo XVII), atribuida a Alonso Cano, que estuvo en la plaza de la Cebada.

#### Entorno
En las inmediaciones de la calle de Toledo, se extiende la plaza de Puerta Cerrada, que destaca por las pinturas murales de los edificios que conforman su contorno, realizadas a finales del siglo XX, durante el mandato de Enrique Tierno Galván; y por la cruz de piedra que preside su parte central, labrada en el siglo XIX.
En este recinto se encontraba una de las puertas de acceso de la antigua muralla cristiana. Conocida inicialmente como Puerta de la Culebra, en alusión al relieve de dragón instalado en su frontal, cambió su denominación cuando las autoridades municipales decidieron clausurarla, como medida para evitar los delitos que tenían lugar en su interior. Aún se conservan algunos restos de su pasado medieval, caso de algunos lienzos de la muralla, integrados en la estructura de diferentes inmuebles.
La plaza estuvo decorada con una fuente monumental, realizada en el siglo XVIII. Su grupo escultórico principal, dedicado a la diosa mitológica Diana, fue trasladado en 1850 a la Fuente de Diana Cazadora, situada en la plaza de la Cruz Verde.
Otra de las plazas próximas a la calle de Toledo es la de la Cebada, surgida en el siglo XV, a extramuros de la Puerta de Moros. Nunca fue un lugar urbanizado, sino un espacio vacío, cuya amplitud fue aprovechada para la celebración de los mercados de cereales, legumbres y otros productos alimenticios. Debe su nombre a la costumbre de separar la cebada que iba destinada a los caballos de la Corona y la que iba a los regimientos de caballería.
En el siglo XIX, se construyó sobre su solar un mercado de 6223 m² (1870–1875), en hierro y cristal, obra del arquitecto Mariano Calvo Pereira. Fue demolido en 1956 y sustituido por un nuevo mercado y un complejo polideportivo, que, según ha anunciado el Ayuntamiento de Madrid, van a ser objeto de una próxima ordenación urbanística.
Por su parte, las calles de la Cava Baja y Cava Alta se configuraron tras el derribo de la muralla cristiana. Su nombre proviene de los fosos existentes en la base de esta construcción militar, que, durante la Edad Media, eran utilizados como vías de escape en caso de situaciones de peligro. La zona fue un lugar de hospedaje entre los siglos XV y XIX y albergaba numerosas posadas, como la de Las Ánimas, la de Vulcano, la del Pavo Real o la de San José. Entre las más antiguas que se conservan figuran la de la Villa (1642), la de San Pedro o Mesón del Segoviano (1720) y la del Dragón (1868), en la actualidad reconvertidas en restaurantes o tabernas o en desuso.
En el entorno de la Puerta de Toledo, en la zona de influencia de la gran vía de San Francisco, se encuentran la Iglesia de la Paloma (1896–1912), de estilo neomudéjar, y el Hospital de la Venerable Orden Tercera Franciscana (1679–1686), articulado alrededor de un patio de dos plantas.

### Plaza de la Paja
La plaza de la Paja fue uno de los dos zocos con los que contaba la villa durante la dominación musulmana de la península ibérica. Con la conquista cristiana de Madrid (año 1085), se convirtió en el centro comercial de la ciudad, en menoscabo de la plaza de la Villa, el otro de los zocos citados. A partir del siglo XV, perdió esta función, al crearse la plaza del Arrabal (actual plaza Mayor), donde se trasladaron los mercados más importantes.
La Iglesia de San Andrés, que se encuentra en las inmediaciones de la plaza, es el único resto medieval aún en pie, si bien hay que tener en cuenta que su aspecto actual corresponde a la remodelación realizada en el siglo XVII, tras arruinarse la capilla mayor. Entre las construcciones de la Edad Media desaparecidas, cabe señalar el Palacio de los Lasso de Vega, donde se alojaron en diferentes ocasiones los Reyes Católicos. Un pasadizo voladizo comunicaba este edificio con la iglesia, con objeto de que los monarcas tuvieran acceso directo a la misma.
En lo que respecta a la época de los Austrias, la plaza reúne uno de los monumentos de mayor valor arquitectónico y escultórico del reinado de Carlos I, entre los que se conservan en Madrid. La Capilla del Obispo (1520–1535) combina el gótico tardío, presente en su única nave y ábside poligonal, con el estilo plateresco, que puede apreciarse en su fachada septentrional y en su decoración interior. Su retablo mayor y los sepulcros en alabastro de Gutierre de Vargas y Carvajal, Francisco de Vargas e Inés de Carvajal se deben al escultor Francisco Giralte.
Junto a este templo, se halla el Palacio de los Vargas, levantado en el siglo XVI y transformado sustancialmente en el siglo XX. Otro de los recintos de interés histórico-artístico de la plaza es el Jardín del Príncipe de Anglona, del siglo XVIII. Forma parte del palacio homónimo, que fue construido en el último tercio del siglo XVII, aunque también fue reformado posteriormente.

#### Entorno
Muy cerca de la plaza de la Paja, en la calle de Alfonso VI, está situado el Colegio de San Ildefonso, famoso porque sus alumnos cantan los premios de la Lotería de Navidad. Se trata del centro de enseñanza infantil más antiguo de Madrid, si bien sus orígenes no están claros. Su edificio actual data de finales del siglo XIX.
Otro recinto de interés histórico es la plaza del Alamillo, en el conjunto del antiguo arrabal y aljama de la Morería de Madrid, que pudo reunir en ella el alamud o alamín, un tribunal musulmán que parece originar su topónimo (a pesar de que ilustres cronistas como Mesonero Romanos se inclinen por la versión de que fue un álamo).

### Calle de Segovia

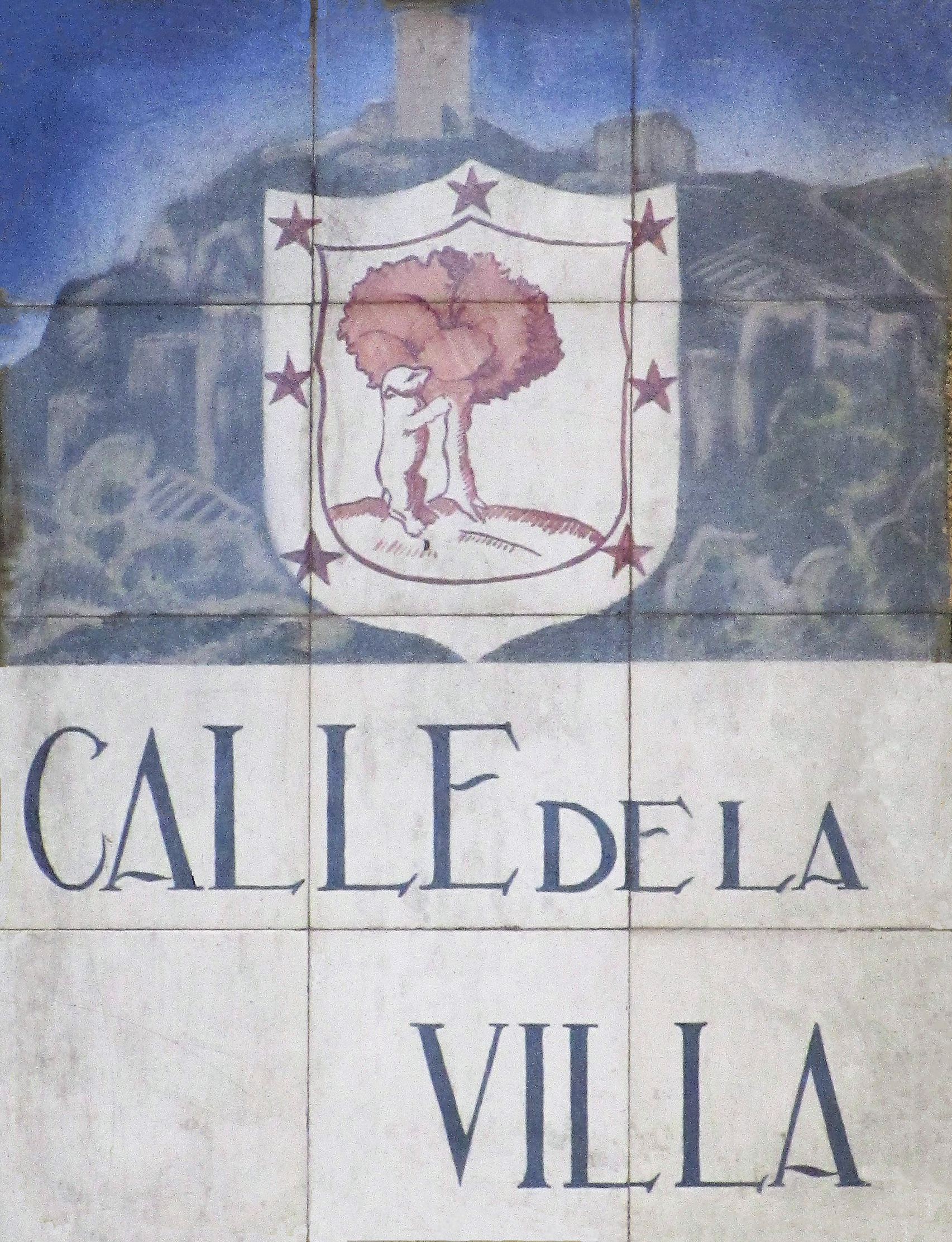
La calle de la Villa comunica la calle de Segovia con la calle Mayor.

La calle de Segovia se extiende sobre el barranco del desaparecido arroyo de San Pedro, que, según las teorías más aceptadas, era conocido como Matrice (arroyo matriz, arroyo madre) en la época premusulmana. De este topónimo proviene probablemente el nombre de la ciudad.
Durante la dominación islámica, el riachuelo marcaba la línea divisoria entre el núcleo fundacional de Madrid, que quedaba en su lado norte, y el arrabal mozárabe surgido en la parte meridional de su cauce. Con la conquista cristiana de la villa en el siglo XI, esta última zona dio cobijo a la población morisca y pasó a ser conocida como Barrio de la Morería, topónimo que aún se mantiene.
Por entonces, la calle de Segovia no existía. Se configuró en el siglo XVI con la denominación de calle Real Nueva, en el contexto de un plan urbanístico, impulsado por Felipe II, con el que se pretendía comunicar el camino de Segovia con el Real Alcázar a través de una avenida de aire monumental.
El proyecto no pudo realizarse en su totalidad y las obras se limitaron al derribo de diferentes inmuebles y a la nivelación de los terrenos. Esto explica el desigual trazado de la vía, rectilíneo en sus últimos tramos (desde la plaza de la Cruz Verde hasta su encuentro con el Puente de Segovia) y sinuoso en los iniciales, hasta entroncar con la plaza de Puerta Cerrada.
El Puente de Segovia (1582–1584), atribuido a Juan de Herrera, es también fruto del citado plan urbanístico. Consta de nueve ojos, formados por arcos de medio punto almohadillados, y está construido enteramente en sillares de granito. Hubo un puente anterior, posiblemente del siglo XIV, cuyos restos fueron descubiertos en 2006, durante las obras de soterramiento de la M-30.
En sus inmediaciones, lindando con el Campo del Moro, se halla el Parque de Atenas (1971), que fue levantado sobre el solar del antiguo Campo de la Tela, donde el monarca celebraba juegos caballerescos.
El Viaducto de Segovia (1934) es tal vez la construcción que mejor define a la calle. Fue erigido en hormigón, para prolongar la calle de Bailén, que discurre por su parte superior. Salva el barranco del arroyo de San Pedro, por medio de tres bóvedas, de 35 m de luz y 23 m de altura en su punto máximo. A sus pies se encuentran los restos de la Casa del Pastor, del siglo XVIII. Solo se conserva parcialmente una de sus fachadas, integrada en la estructura de un bloque de viviendas, en la que hay instalado un escudo de armas de Madrid del siglo XVI.
El edificio más antiguo de la calle es la Iglesia de San Pedro el Viejo, que destaca por su torre mudéjar, del siglo XIV. El templo presenta diferentes estilos, resultado de las reformas y ampliaciones ejecutadas entre los siglos XV y XVII. En su interior, cabe mencionar la Capilla de los Luján, del siglo XVI, y el retablo mayor, obra de Sebastián Benavente, terminada en 1671. Junto a este conjunto se alza el Palacio del Príncipe de Anglona.
La plaza de la Cruz Verde se sitúa en el punto central de la calle de Segovia. Es de planta rectangular y está presidida por un terraplén artificial, en cuya parte superior se extienden los jardines del desaparecido Convento del santísimo Sacramento y, en la inferior, la Fuente de Diana cazadora (1850).

#### Entorno
En las cercanías de la calle de Segovia se extiende la calle del Nuncio, que, como aquella, también tiene su origen en la plaza de Puerta Cerrada. Toma su nombre del Palacio de la Nunciatura, construido en el siglo XVII y transformado hacia 1735 por el arquitecto Manuel de Moradillo. De estilo barroco, se estructura alrededor de un patio interior rectangular, en el que sobresale la galería de la planta baja, con bóvedas de arista.
En las inmediaciones de este edificio, se levanta la casa-palacio que sirve de sede de la Federación Española de Municipios y Provincias, de la segunda mitad del siglo XVI.

### Carrera de San Francisco y plaza de los Carros
La carrera de San Francisco es uno de los principales ejes viarios de La Latina, un barrio sin entidad administrativa que toma su nombre del hospital fundado en 1499 por Beatriz Galindo la Latina.
Esta calle se fue configurando a lo largo de los siglos XVI y XVII alrededor del antiguo camino que conducía al convento medieval de San Francisco, surgido en el año 1217. Del primitivo edificio de esta institución religiosa no se conserva prácticamente ningún resto, ya que fue demolido en 1760 y sustituido por un nuevo complejo conventual, de mayores dimensiones, cuyo elemento arquitectónico más sobresaliente es, sin duda, la Real Basílica de San Francisco el Grande, de estilo neoclásico.
El citado templo fue proyectado en 1761 por Francisco Cabezas, quien concibió una estructura de planta circular, cubierta por una cúpula de 33 m de diámetro, que está considerada como una de las más grandes de la cristiandad. Las obras culminaron en 1776, bajo la dirección del arquitecto real Francesco Sabatini, autor de la fachada principal. La basílica también destaca por su suntuosa decoración interior, realizada en el siglo XIX, y por su pinacoteca, con cuadros de Goya y Zurbarán, entre otros artistas.
La carrera de San Francisco sigue la dirección nordeste-suroeste. Arranca en la plaza de la Puerta de Moros, un ensanche de la propia calle donde confluyen otras tres plazas, la de los Carros, la de San Andrés y la del Humilladero. Todas ellas forman un único espacio, peatonalizado en su mayor parte, cuya continuidad queda únicamente rota por la presencia de una pequeña manzana de edificios, que aparece en la parte central.
En este recinto se encontraba la Puerta de Moros, una de las entradas de la desaparecida muralla medieval, a través de la cual se accedía al Barrio de la Morería, del que toma su nombre. Alrededor de la puerta se desarrollaba una intensa actividad comercial, ya que comunicaba la plaza de la Cebada (extramuros), lugar de celebración de diferentes mercados de productos alimenticios, con la de los Carros (intramuros), donde paraban los carros que transportaban las mercancías.
En la plaza de los Carros se halla la Capilla de San Isidro (1642–1669), una de las tres construcciones que integran el complejo parroquial de San Andrés. De estilo barroco, presenta planta rectangular y está coronada por una cúpula encamomada, con linterna. Próximo a este templo, se alza el Palacio de la Duquesa del Infantado, en la actualidad propiedad de la Universidad CEU San Pablo, que fue construido en el siglo XVIII. En su interior se exhibe un portalón renacentista, procedente del Castillo de La Calahorra (Granada).
Otro de los atractivos turísticos de la plaza de los Carros es el mural pintado en las paredes de uno de los edificios que conforman su contorno, en el que, a modo de trampantojo, se simula una fachada.
El Palacio de los Condes de Paredes de Nava o Casa de San Isidro, que sirve de sede del Museo de los Orígenes, está enclavado en la contigua plaza de San Andrés. Fue edificado en la primera mitad del siglo XVI y rehabilitado en 1974, dado su estado de deterioro. En 1984 fue objeto de una nueva reforma, para transformarlo en un museo sobre la prehistoria e historia de la ciudad. Según la tradición, en su solar estuvo la casa donde vivió san Isidro, así como el pozo donde tuvo lugar uno de los milagros atribuidos al santo. Éste puede contemplarse en una de las dependencias.
Por su parte, la plaza del Humilladero toma su denominación de la costumbre de humillarse delante de la imagen religiosa que estuvo allí instalada, siguiendo la costumbre española de situar cruces u otro tipo de símbolos cristianos en las entradas y salidas de las ciudades. Es de planta rectangular y está delimitada por bloques de viviendas de finales del siglo XIX y principios del XX.
En el entramado viario que se extiende hacia el norte de estas plazas, se conservan distintos vestigios de la muralla cristiana de Madrid, entre los que cabe citar los situados en las calles de los Mancebos y del Almendro. Hacia el oeste, se halla la Casa Corredor del Duque del Infantado (1711), obra de Teodoro Ardemans.

### Puerta del Sol
La plaza de la Puerta del Sol debe su aspecto actual a la ordenación urbanística llevada a cabo entre 1857 y 1862, cuando se procedió a la demolición de varias manzanas, para crear, sobre los solares liberados, un gran espacio público de planta semicircular y contorno arquitectónicamente unificado.
En los frentes septentrional, oriental y occidental se levantaron nuevos edificios a partir de trazas homogéneas, mientras que, en el meridional, se conservó la mayor parte de las construcciones anteriores. Entre éstas cabe destacar la Real Casa de Correos, actual sede de la Presidencia de la Comunidad de Madrid, que fue proyectada en 1768 por el arquitecto francés Jaime Marquet, y las Casas de Cordero (1842–1845), que toman su nombre de Santiago Alonso Cordero, su promotor, ejemplo de la arquitectura residencial de la época.
Hasta la reforma del siglo XIX, la Puerta del Sol no estaba configurada como tal plaza, sino como un ensanche, formado por la confluencia de dos de los principales ejes viarios del Madrid medieval, las calles Mayor y del Arenal. Ambas vías se cruzan en ese punto, extendiéndose más allá, a través de la carrera de San Jerónimo y de la calle de Alcalá, respectivamente. Este trazado en forma de X refleja el crecimiento desordenado experimentado por Madrid a partir de su designación como capital en 1561. La expansión urbana se vertebró alrededor de las calles medievales más importantes, que se prolongaron buscando los caminos de salida de la ciudad.
La Puerta del Sol fue el centro popular y principal punto de encuentro del Madrid de los Austrias, favorecida por su ubicación justo en la intersección del citado cruce viario. Buena parte de esta actividad social se concentraba en la lonja del Convento de San Felipe el Real, fundado en 1546 y demolido en 1838, que estuvo situado en el ángulo suroccidental de la plaza, donde hoy se elevan las Casas de Cordero. A las llamadas Gradas de San Felipe, conocidas también con el sobrenombre del mentidero de la villa, concurrían diariamente numerosos vecinos en busca de noticias y rumores. De este lugar Mesonero Romanos llegó a decir que «daba las noticias de los sucesos antes de que éstos hubiesen ocurrido».
Además del Convento de San Felipe el Real, también fueron derribados el Hospital del Buen Suceso, una institución itinerante que el emperador Carlos I estableció de forma fija en Madrid, y el Convento de la Victoria, del año 1561, que se encontraba en la cara sur del recinto, en el espacio que hoy ocupan el tramo inicial de la calle de Espoz y Mina y el Pasaje Matheu.
Con respecto al topónimo de la plaza, no está claro su origen, si bien la tradición apunta a la posible existencia de una puerta medieval, que estaba adornada con un relieve de un sol, mediante la cual se traspasaba la Cerca de Enrique IV.

#### Conjuntos escultóricos
En la Puerta del Sol se ubican tres conjuntos escultóricos de interés artístico o simbólico. El de mayores dimensiones es la estatua ecuestre de Carlos III, que domina el recinto. Se trata de una reproducción en bronce de una obra de Juan Pascual de Mena (1707–1784), conservada en la Real Academia de Bellas Artes de San Fernando. Fue inaugurada en el año 1994, durante el mandato del alcalde José María Álvarez del Manzano.
En 1967 fue instalada la estatua del Oso y el Madroño, una representación en bronce de los símbolos heráldicos de la villa, y en 1986 una réplica de La Mariblanca, colocada durante la remodelación de la plaza promovida por Enrique Tierno Galván. Con este nombre se conocía popularmente a una pequeña escultura de la diosa Venus, integrada en una fuente monumental del siglo XVII, que estuvo en la plaza hasta 1838. Fue realizada en 1625 por Rutilio Gaci.

#### Entorno
La Puerta del Sol es uno de los principales focos comerciales de Madrid, principalmente las calles de Preciados y del Carmen, que arrancan en la cara septentrional de la plaza. La primera, en concreto, está considerada como la vía comercial más cara de España.
En las calles que nacen en el lado meridional también existen numerosos establecimientos. Algunos de ellos responden al estándar comercial de finales del siglo XIX y principios del XX, heredero, a su vez, del modelo gremial imperante en la Edad Media y en la época de los Austrias. Es el caso de las tiendas situadas en la zona de influencia de la plaza de Pontejos, especializadas en encajes, bordados, paños, botones, cintas, adornos de costura y cordeles, entre otros artículos textiles.
En el plano artístico, el entorno más inmediato de la Puerta del Sol cuenta con dos edificios de interés arquitectónico. La Iglesia del Carmen (1611–1640), en la calle homónima, es de planta de cruz latina con una sola nave y capillas laterales. En 1950 se modificó sustancialmente su estructura, al recortarse la nave por su lado norte y construirse una nueva fachada en esta parte, en la que se ubicó la portada barroca de la desaparecida Parroquia de San Luis Obispo.
Por su parte, la Real Casa de Postas (1795–1800) fue levantada como un anexo de la Real Casa de Correos. Situada en la plaza de Pontejos, es de planta irregular de cinco lados y presenta patio central. Su acceso, en chaflán, está integrado por un arco de medio punto, flanqueado por dos columnas jónicas.

### Calle del Arenal
La calle del Arenal es una de las diez vías que nacen en la Puerta del Sol. Arranca en su parte occidental y sigue la dirección suroeste-nordeste hasta finalizar en la plaza de Isabel II. Se configuró como tal calle a lo largo del siglo XV, sobre el cauce de un antiguo arroyo, en el que abundaban los terrenos arenosos.
Durante la Edad Media, el citado curso fluvial marcó los límites de los arrabales de San Martín, constituido a principios del siglo XII, y de San Ginés, que se desarrolló en el siglo XIV alrededor de la parroquia del mismo nombre.
Esta iglesia es el monumento de mayor valor histórico-artístico de la calle del Arenal. Sus primeras referencias escritas datan del siglo XIV, si bien el templo que ha llegado a nuestros días es una reconstrucción realizada en el siglo XVII, tras los daños sufridos por la estructura original, a causa de unos hundimientos del terreno. Su torre mudéjar, que corresponde al edificio primitivo, y su decoración interior, con especial mención a la Capilla del santo Cristo, son sus elementos más notables.
Alrededor de las caras este y sur de la iglesia, se extiende el pasadizo de San Ginés, una pequeña y estrecha calle en la que se ubican dos comercios tradicionales: una librería al aire libre de mediados del siglo XIX y la famosa Chocolatería San Ginés, fundada en el año 1890. A esta vía da una de las fachadas del antiguo Teatro Eslava, reconvertido en el último tercio del siglo XX en discoteca, que, desde su inauguración en 1870, fue un lugar de referencia para los géneros musicales del café-teatro, la revista y la zarzuela.
Al igual que la vecina calle Mayor, la del Arenal albergó numerosas residencias palaciegas en tiempos de los Austrias, dada su cercanía con la zona de influencia del Real Alcázar. Esta función residencial se extendió hasta el siglo XIX, cuando fue construido el único palacio nobiliario que se conserva en la actualidad en la vía. El Palacio del Marqués de Gaviria (1846–1847), obra del arquitecto Aníbal Álvarez Bouquel, se inspira en el modelo italiano renacentista, tanto en su exterior como en su interior.
Otro de los edificios de interés arquitectónico de la calle del Arenal es el antiguo Hotel Internacional (1862), que destaca por su fachada profusamente adornada, con múltiples motivos escultóricos.

### Plaza de Isabel II
La plaza de Isabel II, llamada popularmente de la Ópera, aparece al final de la calle del Arenal, muy cerca de la plaza de Oriente, de la que solo le separa la manzana hexagonal del Teatro Real. De planta cuadrangular, ocupa el solar del antiguo Teatro de los Caños del Peral, que, desde su inauguración en 1738 hasta su derribo en 1817, fue uno de los principales focos culturales del Madrid de los Borbones.
Hasta entonces, fue un espacio desestructurado, fuertemente condicionado por su accidentada orografía. En la Edad Media, tuvo una marcada función defensiva. Sus profundos barrancos, formados por el cauce del arroyo del Arenal, sirvieron de foso natural a la muralla cristiana. Aquí se encontraba la Puerta de Valnadú (en otras tipografías, Balnadú), una de las entradas al recinto amurallado. Junto a ella, se alzaban varias torres albarrana, igualmente desaparecidas, encargadas de su defensa.
En el subsuelo de la plaza, se conservan algunos vestigios de esta construcción militar, caso del arco tardomedieval que se exhibe en el sótano de un restaurante situado en el número 3. También hay restos en las vías adyacentes, como los lienzos y torreón de la calle de la Escalinata.
La expansión de la ciudad fue suavizando el relieve original, hasta permitir el desarrollo de diferentes actividades industriales y comerciales, sobre todo a partir de la reglamentación llevada a cabo por el rey Enrique IV de Castilla (r. 1454–1474). El gremio de los curtidores de pieles estuvo instalado en este punto hasta el año 1495, cuando los Reyes Católicos promovieron su traslado a la Ribera de Curtidores y a la Cuesta de San Lázaro.
En 1567, Felipe II ordenó derribar la Puerta de Valnadú. Fue su sucesor, Felipe III, quien impulsó la primera gran adecuación urbanística de la zona, a la que siguieron, en siglos posteriores, diferentes nivelaciones del terreno, hasta lograr una rasante similar a la de la plaza de Oriente. No obstante, aún son visibles algunos desniveles, como el existente en el tramo inicial de la calle de la Escalinata, una de las vías que nacen en la plaza.
En tiempos de los Austrias, el enclave era conocido como barranco de las Hontanillas por su abundancia de aguas subterráneas y superficiales (fontanillas). Tal característica favoreció la construcción de diferentes infraestructuras hidráulicas, destinadas a su aprovechamiento, y la aparición de numerosas huertas en el entorno, como la de Álvaro Alcocer y la de la Priora.
Al noroeste de la plaza de Isabel II, se sitúan el Palacio del Duque de Granada, de la segunda mitad del siglo XIX, y la Real Academia de Medicina y Cirugía, de principios del XX, dos edificios de inspiración clasicista. Más hacia el norte, se llega a la plaza de Santo Domingo, donde estuvo el Monasterio de Santo Domingo el Real, fundado en 1218 y destruido en 1869.

### Plazas de San Martín y de las Descalzas
Las plazas de San Martín y de las Descalzas son contiguas y conforman realmente un único espacio viario. En este lugar estuvo el desaparecido Monasterio de San Martín, del que se tiene constancia histórica desde 1126, año en el que obtuvo el privilegio de una Carta Puebla para la repoblación de su entorno. Alrededor de esta fundación fue configurándose el arrabal medieval de San Martín, que quedó integrado dentro del casco urbano en el siglo XV.
En 1559, dos años antes del establecimiento de la capitalidad en Madrid, fue construido un nuevo edificio religioso. El Monasterio de las Descalzas Reales se debió a una iniciativa de Juana de Austria, hija del emperador Carlos I. En el proyecto intervinieron los arquitectos Antonio Sillero y Juan Bautista de Toledo, a los que hay que añadir Diego de Villanueva, responsable de la restauración llevada a cabo en el siglo XVIII. Del conjunto destacan la iglesia, que consta de una única nave con bóveda de cañón; la decoración interior de algunas de sus dependencias, caso de las pinturas murales de la escalera principal, realizadas en distintas etapas con la participación de Antonio de Pereda, Claudio Coello y José Jiménez Donoso; y la colección de arte, formada por más de 10 000 obras.
La zona también tuvo un marcado carácter residencial. Aquí estuvieron las casas palaciegas de Alonso Gutiérrez de Madrid, tesorero de Carlos I, de Juan de Borja, mayordomo mayor de María de Austria, del marqués de Mejorada y del duque de Lerma.
En 1702, Francisco Piquer Rodilla, sacerdote del Monasterio de las Descalzas Reales, creó el Monte de Piedad de Madrid, la primera institución de estas características fundada en España, que tuvo como sede un edificio barroco enfrentado al convento.
En los siglos XIX y XX, todas estas construcciones históricas fueron demolidas, excepción hecha del Monasterio de las Descalzas Reales. El Monasterio de San Martín desapareció en 1868 y, sobre su solar, fue levantada la Casa de las Alhajas (1870–1875), un anexo del Monte de Piedad, que, en la actualidad, sirve de sala de exposiciones al grupo Caja Madrid. Es obra de los arquitectos Fernando Arbós y Tremanti y José María Aguilar.
El primitivo edificio del Monte de Piedad fue sustituido en la década de los sesenta por un moderno complejo de oficinas, perteneciente igualmente a Caja Madrid. El único elemento que se conservó fue la portada de la capilla, realizada en 1733 por Pedro de Ribera, que puede verse en la cara sur de la plaza de las Descalzas, flanqueada por dos estatuas, una dedicada a Francisco Piquer Rodilla y otra a Joaquín Vizcaíno, corregidor de Madrid y fundador de la Caja de Ahorros de Madrid.
El recorrido por el recinto se completa con la Casa-palacio de Isla Fernández, actual Cámara de la Propiedad Urbana. Proyectada en 1850 por Manuel Heredia y Tejada, es un notable ejemplo de la arquitectura palaciega del reinado de Isabel II.

### Entorno del Palacio Real
El centro político y administrativo del Madrid de los Austrias estaba situado en el desaparecido Real Alcázar, residencia oficial de los reyes españoles hasta su incendio en 1734. Sobre su solar se alza en la actualidad el Palacio Real, de estilo barroco clasicista, cuyas obras comenzaron en 1738, a partir de un diseño de los arquitectos Filippo Juvara y Juan Bautista Sachetti.
La ubicación de este edificio en el núcleo fundacional de la ciudad, rodeado de un entramado de calles medievales, motivó la adecuación urbanística de sus aledaños, con la intención de realzar la monumentalidad del conjunto y dignificar su función política. Aunque los primeros planes de ordenación surgieron en el siglo XVIII, coincidiendo con la construcción del palacio, no fue hasta los siglos XIX y XX cuando se crearon nuevas plazas, calles y jardines en el entorno inmediato del palacio.
En este periodo se abrieron la plaza de Oriente, que se extiende junto a la fachada este, y la de la Armería, levantada al sur, así como los recintos ajardinados del Campo del Moro, al oeste, y de los Jardines de Sabatini, al norte. Además, fue trazada la calle de Bailén, mediante la cual quedaron unidos los conjuntos monumentales de San Francisco el Grande y del Palacio Real.

#### Plaza de Oriente
El proyecto de crear un espacio ajardinado junto a la fachada oriental del Palacio Real estaba recogido en el plan que Juan Bautista Sachetti presentó al rey Felipe V (r. 1700–1746), antes de que se pusiese la primera piedra del edificio. Sin embargo, no pudo llevarse a efecto.
Fue durante el reinado de José I (r. 1808–1813) cuando comenzó a actuarse sobre la zona, en lo que puede considerarse como el primer embrión de la plaza de Oriente. En 1809, el rey ordenó demoler las manzanas que se hallaban al este del palacio, con objeto de abrir una avenida monumental que conectase el lugar con la Puerta del Sol. Entre los inmuebles derribados, figuraban algunas iglesias de origen medieval y la llamada Casa del Tesoro, un anexo del Real Alcázar construido en 1568, en tiempos de Felipe II. También fueron destruidos los Jardines de la Priora, una huerta-jardín de principios del siglo XVII, perteneciente al Real Monasterio de la Encarnación.
Con la llegada al trono de Fernando VII, la idea de realizar un gran espacio abierto fue abandonada, ante la decisión del monarca de levantar un teatro en el entorno inmediato del palacio, que se convertiría en el punto de referencia de una plaza cerrada y porticada. El Teatro Real se terminó en 1850, durante el reinado de Isabel II, y en 1851 comenzaron las obras de los inmuebles que conforman el contorno, aunque con importantes transformaciones con respecto al plan previsto por Fernando VII.
El proyecto de recinto porticado fue finalmente desestimado y se adoptó la solución del arquitecto Narciso Pascual y Colomer, que ya había esbozado en 1844. Su diseño consistía en una plaza de planta rectangular, presidida, en su lado occidental, por una cabecera curvada, en la que sitúan la fachada del Teatro Real y dos manzanas simétricas, una a cada lado del coliseo.
Pese a su enclave en pleno corazón del Madrid de los Austrias, la plaza de Oriente apenas conserva restos de los siglos XVI y XVII, cuando gobernó en España la dinastía Habsburgo, tras la desaparición del complejo de edificios del Real Alcázar y las intensas intervenciones urbanísticas de las que ha sido objeto por parte de la dinastía borbónica.
Al margen del Real Monasterio de la Encarnación, que da al lado norte de la plaza a través de una de sus fachadas secundarias, el único monumento de tiempos de los Austrias existente en la zona es la estatua ecuestre de Felipe IV (1634–1640), obra del escultor italiano Pietro Tacca. Fue trasladada a este emplazamiento el 17 de noviembre de 1843 y está situada sobre un pedestal monumental, realizado por Francisco Elías Vallejo y José Tomás en el citado año, en el que se integran distintos grupos escultóricos y dos fuentes.
La plaza alberga también veinte esculturas representativas de diversos monarcas españoles, llamadas popularmente reyes godos. Forman parte de la colección realizada entre 1750 y 1753, durante el reinado de Fernando VI, para adornar la balaustrada superior del Palacio Real. En esta ubicación solo se colocaron algunas, mientras que las sobrantes, la gran mayoría, se repartieron por diferentes puntos de Madrid y de otras ciudades españolas.
Estas estatuas marcan la línea divisoria entre el jardín central de la plaza, el de mayor valor histórico-artístico, y los dos laterales, conocidos como Jardines del cabo Noval y de Lepanto. Ambos están adornados con sendos monumentos, dedicados al cabo Luis Noval Ferrao y al capitán Ángel Melgar, obra de Mariano Benlliure y Julio González Pola, respectivamente.
En 1996 se procedió a la remodelación de la plaza de Oriente y a la construcción de un túnel y de un aparcamiento subterráneo. Durante las excavaciones se descubrieron distintos vestigios de la Torre de los Huesos, una torre albarrana del siglo XI, perteneciente a la muralla cristiana, que se exhiben dentro del aparcamiento. También se hallaron los cimientos y sótanos de la Casa del Tesoro, pero los restos fueron destruidos.

#### Plaza de la Armería
Como la plaza de Oriente, la de la Armería también fue diseñada por Narciso Pascual y Colomer, quien contó con la colaboración de Enrique María Repullés y Vargas en la dirección de las obras. Fue terminada en 1892.
Se trata de un recinto de planta cuadrangular, cerrado en sus lados oriental y occidental por sendas arquerías, por el meridional por una verja de aire monumental y por el septentrional por la fachada sur del palacio.
Pascual y Colomer planteó una solución muy similar a la ideada, en el último tercio del siglo XVIII, por Francesco Sabatini, cuando recibió el encargo de ampliar las dependencias administrativas del edificio. Solo pudo ejecutarse la llamada Ala de San Gil, un anexo del palacio, actualmente integrado en el sistema de arcadas de la plaza de la Armería.
La explanada que hoy ocupa la plaza de la Armería era conocida, en tiempos de los Austrias, como plaza del Palacio (en referencia al antiguo Alcázar). En ella se encontraban las Caballerizas Reales y la Armería Real (1556–1564), un complejo de tres alturas y planta rectangular que el rey Felipe II mandó construir a Gaspar de Vega.
Esta edificación fue derribada en el año 1894 y sobre su solar se levanta en la actualidad la Catedral de la Almudena, que enfrenta su fachada principal a la plaza de la Armería. Fue empezada a finales del siglo XIX y en 1911 se abrió al culto su cripta neorrománica, realizada por Enrique María Repullés y Vargas. Después de varios proyectos y años de abandono de las obras, pudo concluirse en 1993, a partir del diseño final ideado por Fernando Chueca Goitia, en el que se apostó por una solución neoclásica para el exterior.

#### Campo del Moro
Los terrenos situados al oeste del Palacio Real fueron los más problemáticos desde el punto de vista de la intervención urbanística, dada la existencia de un profundo barranco, utilizado, desde la fundación de la ciudadela musulmana de Mayrit en el siglo IX, como sistema defensivo.
A partir de la designación de Madrid como capital de España en 1561, se sucedieron los proyectos de ordenación de la zona, todos ellos dirigidos a crear un recinto ajardinado para el recreo de la familia real, que, al mismo tiempo, sirviera de conexión con la Casa de Campo.
La urbanización del paraje no pudo acometerse hasta 1844, durante la minoría de edad de Isabel II. El plan inicial fue encargado al arquitecto real Narciso Pascual y Colomer, a quien se deben las Praderas de las Vistas del Sol, tal vez el elemento que mejor define a los jardines del Campo del Moro. Se trata de una gran avenida en pendiente, inspirada en el paisajismo británico, mediante la cual se une la fachada occidental del palacio con el paseo de la Virgen del Puerto.
Pascual y Colomer ordenó la instalación en este eje de dos fuentes monumentales, con las que realzaba la panorámica del conjunto. La de las Conchas fue traída desde el Palacio del Infante don Luis (Boadilla del Monte, Madrid) y fue diseñada por Ventura Rodríguez en el segundo tercio del siglo XVIII. La de los Tritones procede del jardín de la Isla de Aranjuez y se labró en Italia en los siglos XVI–XVII.
El diseño formalista de Pascual y Colomer fue profundamente transformado en la última década del siglo XIX, cuando, después de varios años de paralización de las obras, la dirección del proyecto recayó sobre el jardinero Ramón Oliva. Éste concibió un esquema naturalista, en la línea de los gustos paisajísticos del romanticismo, con trazados irregulares, caminos semiocultos, rutas alternativas, atajos y tramos curvados.
Entre las construcciones existentes en el Campo del Moro, cabe destacar la gruta diseñada por el arquitecto Juan de Villanueva, excavada antes de la ordenación urbanística llevada a cabo en el siglo XIX, con la que la familia real tenía acceso directo desde el palacio hasta la Casa de Campo. También tienen interés histórico-artístico el Chalé de la Reina y el Chalé del Corcho, dos edificios de madera realizados en estilo tirolés.

#### Calle de Bailén
La calle de Bailén fue inaugurada en el año 1883. Sigue la dirección sur-norte, uniendo las plazas de San Francisco y de España.
Los orígenes de esta vía se remontan al periodo de construcción del Palacio Real, con el proyecto de Juan Bautista Sachetti de abrir una gran avenida, que comunicase este edificio con la Basílica de San Francisco el Grande. Durante el reinado de José I (r. 1808–1813), la idea fue retomada por el arquitecto real Silvestre Pérez, sin que tampoco pudiera materializarse.
En 1861 el Ayuntamiento de Madrid aprobó la apertura de la calle y el consiguiente derribo de los edificios que se interponían en su trazado, entre los que se encontraba la Iglesia de Santa María de la Almudena, considerada como la más antigua de Madrid.
Es muy probable que este templo fuera fundado en el siglo IX como mezquita mayor de la ciudadela musulmana de Mayrit y que, en el siglo XI, con la conquista cristiana de la villa, se transformara en iglesia. Fue objeto de diferentes reformas en los siglos XVI, XVII y XVIII, la última de ellas llevada a cabo por Ventura Rodríguez. En 1868 se procedió a su destrucción.
Además de la demolición de inmuebles, se construyó un viaducto de hierro, para salvar el fuerte desnivel existente en el encuentro de la calle de Bailén con el barranco de la calle de Segovia. La estructura fue realizada por Eugenio Barrón entre 1872 y 1874 y derribada en 1932, ya que se temía que no aguantase el tráfico rodado. En su lugar se levantó un nuevo viaducto de hormigón, inaugurado en 1934.
Junto a la calle de Bailén se extiende el barrio no administrativo de Las Vistillas, donde se sitúan dos edificios de interés histórico-artístico: la Capilla del santo Cristo de los Dolores, del siglo XVII, y el Seminario Conciliar, empezado en 1902.

#### Jardines de Sabatini
Los Jardines de Sabatini están ubicados junto a la fachada septentrional del Palacio Real. Fue el último de los proyectos realizados en el contexto de las obras de ordenación urbanística del entorno del palacio. A diferencia de los anteriores, no fue impulsado por la Corona, sino por el gobierno de la Segunda República (1931–1939), que cedió los terrenos al Ayuntamiento de Madrid para la creación de un parque público.
Toman su nombre del arquitecto real Francesco Sabatini (1722–1799), autor de las Caballerizas Reales que estuvieron situadas en el solar que actualmente ocupan los jardines. En 1933 comenzó su construcción y fueron terminados tras la Guerra Civil.
Su trazado se debe a Fernando Mercadal, quien diseñó un conjunto de aire clasicista, dispuesto hipodámicamente. El punto central del recinto es un estanque de planta rectangular, alrededor del cual hay instaladas diferentes estatuas de reyes españoles, correspondientes a la serie escultórica destinada a adornar la balaustrada superior del Palacio Real.

### Cuesta de la Vega

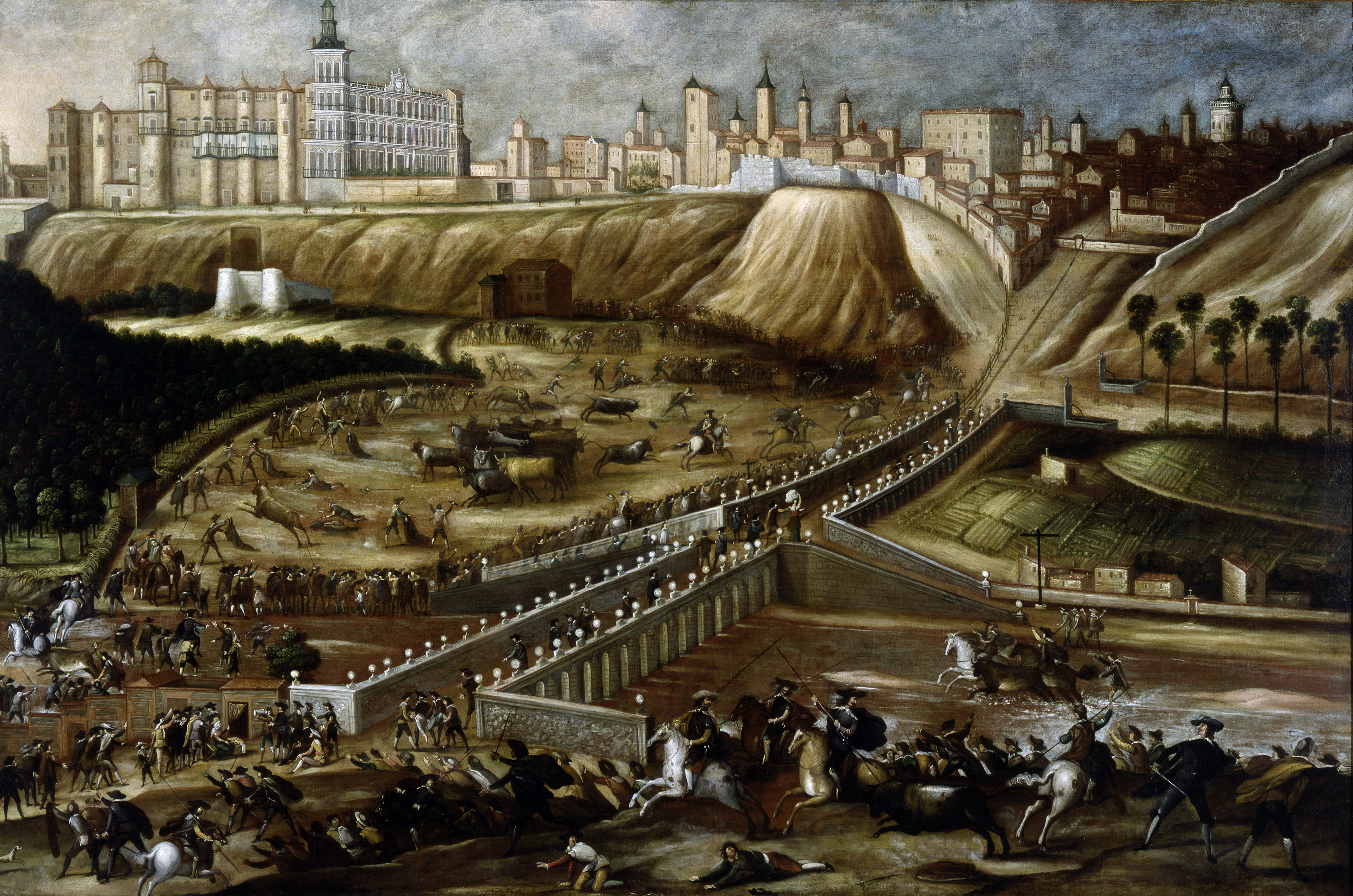
Vista del Alcázar Real y entorno del Puente de Segovia, anónimo, c. 1670.

La Cuesta de la Vega se extiende sobre uno de los barrancos que sirvieron de defensa natural a la ciudadela musulmana de Mayrit. Sigue la dirección este-oeste y, tras salvar un fuerte desnivel, pone en comunicación la calle Mayor con el valle del río Manzanares. Arranca junto a la cripta neorrománica de la Catedral de la Almudena y, bordeando la cerca de los jardines del Campo del Moro, llega hasta el Parque de Atenas, en la zona de influencia de la calle de Segovia. Presenta un trazado curvilíneo, adaptado a la complicada orografía del terreno.
Toma su nombre de la desaparecida Puerta de la Vega, uno de los tres accesos con los que contaba la antigua muralla árabe. Esta construcción fue erigida durante la dominación islámica de la península ibérica, en una fecha indeterminada comprendida entre los años 860 y 880. Defendía la almudaina, que puede considerarse como el núcleo fundacional de la ciudad. Fue levantada por el emir cordobés Muhammad I (852–886) para asegurar la defensa de Toledo ante las incursiones cristianas procedentes del norte peninsular.
De este recinto amurallado se conservan diferentes restos diseminados. Los más importantes se encuentran en la Cuesta de la Vega y consisten en un lienzo de piedra de caliza y sílex, de aproximadamente 120 m de longitud, donde se aprecian las pautas habituales de la arquitectura militar andalusí: torres de planta cuadrangular, con zarpa en la base, y con una disposición poco saliente con respecto al muro principal.
En el subsuelo de la plaza de la Armería existe otro tramo de muralla, de unos 70 m de largo. Fue descubierto entre 1999 y 2000, durante las obras de construcción del Museo de Colecciones Reales, que, una vez terminado, albergará diferentes fondos pertenecientes a Patrimonio Nacional, entre ellos los depositados en el actual Museo de Carruajes.

### Plazas de la Encarnación y de la Marina Española
La plaza de la Encarnación se encuentra al norte de la plaza de Oriente. Fue trazada en el siglo XIX tras el derribo de una serie de dependencias pertenecientes al Real Monasterio de la Encarnación (1611–1616). Su contorno queda presidido por la fachada principal de este edificio, situada en la cara noroccidental del recinto, y en los restantes lados se levantan inmuebles de aire francés, de principios del siglo XX. Está decorada con una estatua de Lope de Vega, realizada por Mateo Inurria e inaugurada en 1902.
El citado convento tuvo una fuerte vinculación con la Corona. Fue fundado en 1611 por la reina Margarita de Austria (1584–1611), esposa de Felipe III, y desde entonces canalizó buena parte de los servicios religiosos de la realeza, dada su proximidad con el Real Alcázar. Llegó a tener comunicación directa con el palacio, mediante un pasadizo construido en el siglo XVII, que, a través de los Jardines de la Priora, le unía con la Casa del Tesoro.
La iglesia está considerada como el elemento arquitectónico más destacado del monasterio. Fue proyectada por Juan Gómez de Mora (1586–1648), mientras que la decoración interior se debe a Ventura Rodríguez (1717–1785), quien procedió a la restauración del lugar tras el incendio acaecido en 1755. Los trabajos de rehabilitación se extendieron desde 1755 hasta 1767.
El convento guarda una valiosa pinacoteca, representativa de la pintura europea de los siglos XVII y XVIII, con obras de Lucas Jordán, Juan van der Hamen y Vicente Carducho, además de tallas escultóricas de Gregorio Fernández y Pedro de Mena. También hay que mencionar su colección de setecientos relicarios, realizados en bronce, coral, marfil y maderas finas, entre otros materiales.
Al norte de la plaza de la Encarnación se extiende la plaza de la Marina Española. Aquí se halla el Palacio del Senado, un edificio construido a finales del siglo XVI como colegio de religiosos y sustancialmente transformado en el siglo XIX, para adecuarlo a su uso político. En 1820, el arquitecto Isidro González Velázquez adaptó su iglesia en salón de sesiones y, entre 1844 y 1850, Aníbal Álvarez Bouquel trazó su actual fachada neoclásica. Entre 1987 y 1991 el palacio fue ampliado por su parte septentrional, con un nuevo complejo, y en 2008 se anexionó el espacio del Convento de las Reparadoras, diseñado por Ventura Rodríguez en 1735.
Otras construcciones histórico-artísticas del recinto son el Palacio del Marqués de Grimaldi, obra de Francesco Sabatini del último tercio del siglo XVIII y el Monumento a Cánovas del Castillo, de 16 m de altura, terminado en 1900 por José Grases Riera y Joaquín Bilbao. Muy cerca de la plaza, aunque fuera de la misma, se encuentran la Casa de Elduayen, edificada en la primera mitad del siglo XIX sobre un antiguo palacio del siglo XVII, y la sede de la Real Compañía Asturiana de Minas (1891–1899), de estilo ecléctico.